# Amerikanischer Bison
Der Amerikanische Bison (Bos bison, teilweise auch Bison bison), oft auch als Büffel (engl. buffalo) bezeichnet, ist ein in Nordamerika verbreitetes Wildrind und zugleich das größte Landsäugetier der Region. Ob er zusammen mit dem in Europa vorkommenden, ihm ähnlichen Wisent eine eigene Gattung der Bisons (Bison) bildet, ist in der Forschung umstritten. Heute werden beide aber häufig zu den Eigentlichen Rindern (Bos) gestellt.
Der Lebensraum des Präriebisons (B. bison bison) liegt im offenen Grasland der nordamerikanischen Prärien, derjenige des Waldbisons (B. bison athabascae) in nördlichen Waldgegenden. Ihre Nahrung besteht fast ausschließlich aus Süßgräsern und Sauergrasgewächsen, die die Wiederkäuer beim langsamen Grasen aufnehmen.
Bisonkühe und Kälber leben in Herden, die für gewöhnlich um fünfzig Tiere umfassen. Die Bullen leben entweder als Einzelgänger oder in eigenen kleinen Gruppen. Während der Brunst zwischen Juli und August schließen die Bullen sich den Kühen an und halten sich eng an deren Seite (engl. tending), bevor es zur Paarung kommt. Im April und Mai bringen die Kühe ihre Kälber zur Welt, die bis zu einem Alter von 4 bis 6 Monaten von der Mutter gesäugt werden.
Während der Bestand der Bisons vor der Ankunft der europäischen Siedler in Nordamerika auf rund 30 Millionen Tiere geschätzt wird, ging er bis zum Ende des 19. Jahrhunderts aufgrund exzessiver Bejagung dramatisch zurück. Dank der Gründung des Yellowstone-Nationalparks im Jahr 1872 sowie des Wood-Buffalo-Nationalparks im Jahr 1922 erhielten die Bisons noch rechtzeitig Rückzugsgebiete. Heute wird die Gesamtzahl der wildlebenden Tiere auf mehr als 30.000 Individuen geschätzt. Die Art wird aufgrund ihrer Abhängigkeit von Schutzmaßnahmen und der nur geringen Zahl von ausreichend großen Einzelpopulationen als „potenziell gefährdet“ eingestuft.
Im Mai 2016 unterzeichnete Präsident Barack Obama den National Bison Legacy Act, der den Amerikanischen Bison neben dem Weißkopfseeadler zum Nationaltier der Vereinigten Staaten von Amerika macht.

## Namen und Namensherkunft
In der englischen Sprache hat sich in Amerika für den Amerikanischen Bison – aus wissenschaftlicher Sicht fälschlicherweise – die Bezeichnung „buffalo“ eingebürgert. Im deutschen Sprachgebrauch kommt in Reiseberichten und Abenteuerbüchern die ebenfalls unzutreffende Bezeichnung „Indianerbüffel“ vor. Die Amerikanischen Bisons bilden jedoch wie der Europäische Bison oder Wisent mit den Büffeln im zoologischen Sinn keine engere verwandtschaftliche Gruppe, gehören nicht den gleichen Gattungen wie diese an und sind für die Fachwissenschaft daher keine Büffel.
Das Binom Bison bison war – und ist teilweise noch immer – als wissenschaftlicher Name der biologischen Art des Amerikanischen Bisons in Gebrauch und stellt ein bekanntes Beispiel für das bei Tieren und insbesondere bei Säugetieren bisweilen vorkommende Phänomen der Tautonymie dar, bei der Gattungsname und Epitheton identisch sind. Das Epitheton (Artzusatz) bison im Binom für die Art (Bos bison) sowie der Unterartzusatz bison im Trinom für die Unterart Präriebison (Bos bison bison) leiten sich von lateinisch und griechisch bisōn („Auerochse“) ab. Das lateinische Wort wiederum ist durch Entlehnung aus einer dem Tiernamen Wisent zugrundeliegenden germanischen Form entstanden.
Aus den Algonkin-Sprachen (Woods Cree) ist das sich auf die Deltaregion westlich des Athabascasees beziehende Wort athap-ask-a-w (wörtlich ins Englische übersetzt: „(where) there are plants one after another“ oder „grass or reeds here and there“) bekannt. Eine anglisierte Version dieses indigenen Namens der Cree für den Athabascasee und die umliegende Wasserscheide fungiert (im lateinischem Genitiv) als Unterartzusatz athabascae im offiziellen taxonomischen Namen des Waldbisons.

## Merkmale

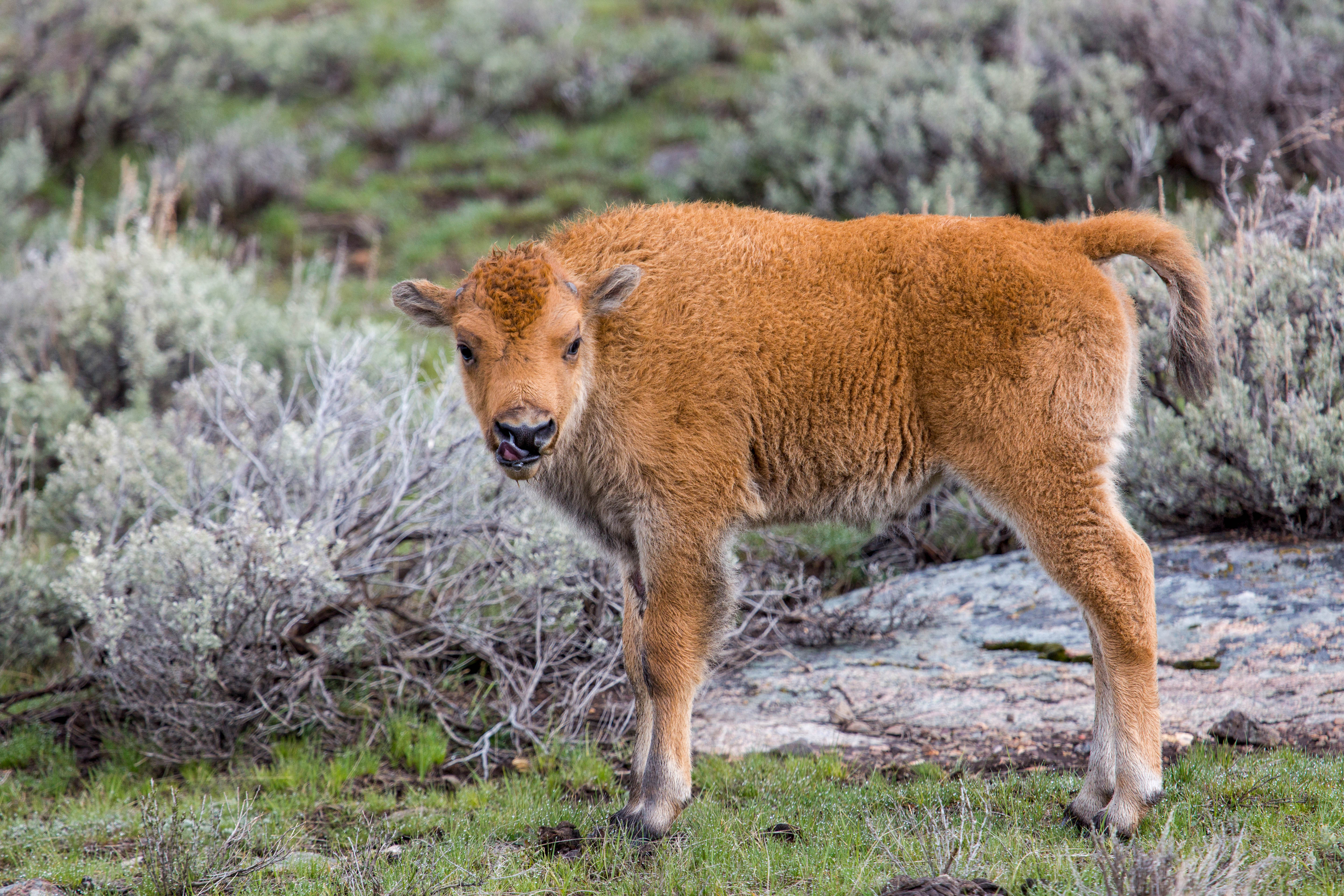
Bisonkalb im Yellowstone-Nationalpark (Foto: Mai 2014)

Der Amerikanische Bison ist das größte rezente Landsäugetier Amerikas. Der Kopf des Amerikanischen Bisons ist im Vergleich zu anderen Rinderarten sehr groß und breit und wird tief getragen. Er ist auch massiger und wird tiefer getragen als beim Wisent. Die Hörner sind im Vergleich zu anderen Rinderarten kurz und gedrungen. Sie sind einfach schräg nach hinten oben gebogen und weisen aufgrund von jährlichen Wachstumsringen an ihrer Basis eine Ringelung auf.
Der Widerrist ist stark überhöht und besonders in Form eines ausgeprägten Schulterhöckers oder Buckels ausgebildet, der von den verlängerten dorsalen Dornfortsätzen des letzten der sieben Halswirbel (Vertebrae cervicales) und der ersten zehn der 13 Brustwirbel (Vertebrae thoracales, auch: „Rückenwirbel“ oder „Vertebrae dorsales“) getragen wird. An diesen stark verlängerten Dornfortsätzen setzt die mächtige Muskulatur an, aus der der Buckel besteht, den beide Geschlechter besitzen. Der Vorderkörper ist insgesamt massiger als der Hinterkörper, wirkt – unterstützt auch durch Buckel und Fell – überentwickelt und somit der Körperbau sehr „kopflastig“.
Das Fell ist weich und locker. Kopf, Hals, Vorderbeine, buckelförmiger Widerrist („Buckel“) und Schultern sind mit zum Teil bis zu 50 Zentimeter langem Haar überzogen. Diese Behaarung bildet am Kinn einen Bart, an der Wamme eine Hängemähne und zwischen den Hörnern eine voluminöse Kappe, die über die Stirn nach vorne fallend bis zur Muffel reichen kann. Das Fell an den Flanken und dem Hinterteil ist dagegen mit etwa 2,5 Zentimeter Länge sehr viel kürzer, so dass manche Bisons den Eindruck erwecken, als wären sie dort geschoren worden.
Die Färbung des Fells reicht von graubraun über rötlichbraun bis schwarzbraun, wobei Schopf, Bart, Mähne und Vorderbeinmanschetten dunkler getönt sind. Das Sommerfell wird in der kalten Jahreszeit durch ein dunkleres, fast schwarzes Winterfell ersetzt. Mit zunehmendem Alter kann das Haar am Buckel und an den Schultern beginnen sich aufzuhellen, wobei diese hellere Fellfärbung insbesondere bei älteren Bullen ausgeprägt ist. Zu Beginn des Frühlings setzt der Wechsel zum Sommerfell ein, wobei sich Klumpen von älterem Fell – insbesondere auf den Schultern der Tiere – noch bis in den Hochsommer halten können.
Die Kälber haben nach der Geburt zunächst ein rötlich-orangefarbenes Fell, verlieren jedoch nach rund 3 Monaten diese erste Schicht, beginnen dunkler zu werden, haben im Alter von etwa 15 Wochen eine dunkelbraune Färbung und sind mit etwa 5 bis 6 Monaten ausgedunkelt. Bei den im Herbst gelegentlich anzutreffenden rötlich-gefärbten Kälbern handelt es sich um spätgeborene Exemplare.
Amerikanische Bisons weisen einen stark ausgeprägten Geschlechtsdimorphismus auf. Geschlechtsreife Bullen sind etwa 1,6 mal schwerer als ausgewachsene Kühe. Für die Masse männlicher Amerikanischer Bisons wurde ein Bereich von 544 bis 907 Kilogramm, für die weiblicher Exemplare von 318 bis 545 Kilogramm angegeben. Männliche Exemplare des Amerikanischen Bisons sind zudem bei gleichem Leibesumfang rund 9 Prozent schwerer als weibliche. Die Schulterhöhe bei männlichen Amerikanischen Bisons liegt etwa zwischen 1,67 und 1,86 Metern, diejenige weiblicher Tiere zwischen 1,52 und 1,57 Metern. Beide Geschlechter tragen permanente Hörner. Die Form des Kopfes und insbesondere die der Hörner verändert sich in charakteristischer Weise im Laufe der Individualentwicklung und zugleich geschlechtsabhängig, so dass mit ihrer Hilfe Alter und Geschlecht des betreffenden Tieres bestimmt werden kann. Männliche Tiere haben im Vergleich zu weiblichen kräftigere, gleichmäßiger gekrümmte und am Kopfansatz häufig schartige Hörner. Der Kopf männlicher Tiere wirkt breiter und massiver als derjenige weiblicher Exemplare.
Kälber wiegen bei ihrer Geburt zwischen 14 und 32 Kilogramm, während einjährige Bisons beider Geschlechter ein Gewicht zwischen 225 und 315 Kilogramm erreichen.

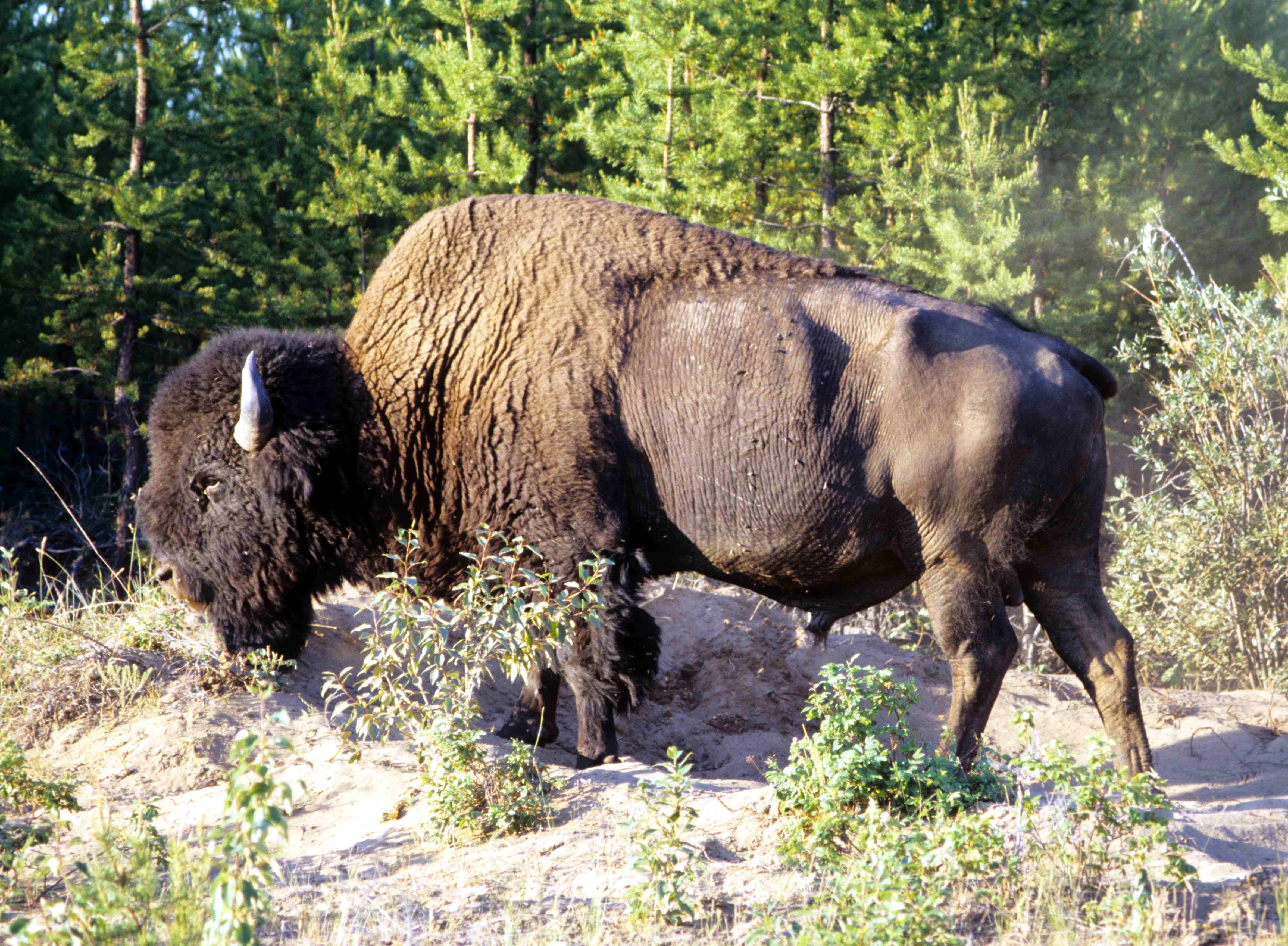
Waldbison im Wood-Buffalo-Nationalpark, Kanada

Waldbisons (B. bison athabascae) und Präriebisons (B. bison bison) ähneln sich weitgehend in ihren körperlichen Merkmalen. Hal Reynolds, Cormack Gates und Randal Glaholt (2003) zählen folgende sechs Unterscheidungsmerkmale zwischen den beiden Unterarten auf:
1. Bei Waldbisons ist das Haar auf dem Kopf, um die Hörner, im Bauchbereich sowie dasjenige des Kehlbarts deutlich kürzer und weniger dicht als bei Präriebisons.
2. Die beiden Vorderbeine von Präriebisons weisen im oberen Bereich ein schürzenartiges Haarbüschel auf, das bei den Waldbisons entweder nur gering entwickelt ist oder gänzlich fehlt.
3. Bei Präriebisons ist das Fell auf den Schultern und im Nackenbereich heller gefärbt als beim Waldbison.
4. Der Schwanz des Waldbisons ist üblicherweise länger und stärker behaart als beim Präriebison.
5. Das Haarbüschel an der Vorhautöffnung ist beim Waldbison für gewöhnlich kürzer und dünner als beim Präriebison.
6. Der höchste Punkt des Buckels liegt beim Waldbison weiter vorne als beim Präriebison. Er liegt damit noch vor den Vorderbeinen, während er bei den Präriebisons über den Vorderbeinen liegt.

Einige phänotypische Unterschiede zwischen Präriebison und Waldbison lassen keine Korrelation zur geografischen Lage und zu Umweltbedingungen erkennen, was als Hinweis auf eine genetische statt einer umweltbedingten Steuerung der Merkmale gewertet werden kann.

## Verbreitung und Lebensraum

### Historische Verbreitung

Historische Verbreitung von Bisons in Nordamerika. B. (bison) occidentalis ist eine im mittleren Holozän ausgestorbene Vorform des heutigen Bison.
B. (bison) occidentalis
B. bison athabascae
B. bison bison

Die heutige Forschung geht davon aus, dass Bisons im mittleren Pleistozän und dann wieder im späten Pleistozän in zwei Wellen über eine Landbrücke zwischen Sibirien und Alaska, die Beringia, nach Nordamerika kamen. Vor ungefähr 10.000 Jahren erschien B. (bison) occidentalis, aus dem sich vor rund 5.000 Jahren die heutigen Unterarten B. bison bison und B. bison athabascae entwickelten. Der Waldbison entstand als nicht-wandernde Unterart in Anpassung an die lockeren Waldlandschaften und Weiden des nordwestlichen Teils (heutiges Kanada) des überaus großen Verbreitungsgebiets der Art, während die wandernde Unterart Präriebison in evolutionärer Anpassung an die ausgedehnten offenen Graslandschaften (baumlose Prärie) im zentralen und südlichen Teil Nordamerikas entstand. Das Verschwinden der Bisons im äußersten Norden des historischen Verbreitungsgebiets (Waldbison in Alaska und im Nordwesten Kanadas) im mittleren bis späten Holozän wird heute auf eine Kombination von Veränderungen des Habitats und eine Bejagung durch Menschen zurückgeführt.
In voreuropäischer Zeit lebte der Präriebison zwar vor allem in den Steppengebieten, doch kam die Art auch an den Großen Seen und bis zum Atlantik vor – dort zwischen Neuengland und Florida. Auch lebte sie im westlichen Saskatchewan und in Zentral-Alberta sowie im Südwesten von Manitoba im Norden und bis zum Golf von Mexiko und bis nach Mexiko hinein im Süden. Zudem ließ sie sich im Osten von Oregon und im Norden Kaliforniens belegen.
Schriftliche Quellen aus dem späten 18. und frühen 19. Jahrhundert belegen die Existenz von Waldbison-Populationen im südlichen Yukon, in den westlichen Nordwest-Territorien, Alberta und British Columbia, während Bisons in Alaska und im westlichen Yukon zu jenem Zeitpunkt vermutlich bereits verschwunden waren. Das Verbreitungsgebiet beider Unterarten umfasste ursprünglich ein Gebiet, das von Mexiko bis zum Großen Sklavensee und von Washington bis in die Rocky Mountains reichte. Intensive Bejagung – insbesondere in der zweiten Hälfte des 19. Jahrhunderts – führte dann zu einer fast vollständigen Ausrottung des Bisons in seinem historischen Verbreitungsgebiet, so dass gegen Ende des 19. Jahrhunderts nur noch verschwindend kleine Restpopulationen übrigblieben.

### Heutige Verbreitung und Lebensraum

Verbreitung von wildlebenden und in Gefangenschaft gehaltenen Bisons in Nordamerika (Stand: 2003).
B. bison athabascae
B. bison bison

Der Amerikanische Bison wird heutzutage mit Prärien in Verbindung gebracht, bewohnte aber, bevor er im 20. Jahrhundert so gut wie ausgerottet wurde, auch Wälder.
Die heutige Verbreitung freilebender Bisons beschränkt sich auf eine Reihe voneinander unabhängiger Teilpopulationen in den Vereinigten Staaten und in Kanada. Sie entstanden zunächst aus dem Bemühen von Privatpersonen um den Erhalt der Art heraus, später durch staatliche Schutzmaßnahmen. 87 % der insgesamt 62 Herden freilebender Präriebisons befinden sich innerhalb des historischen Verbreitungsgebietes, während acht in Kalifornien, dem nördlichen British Columbia und Alaska beheimatete Herden außerhalb des ursprünglichen Verbreitungsgebietes angesiedelt sind. Neun von insgesamt elf Herden freilebender Waldbisons befinden sich heute innerhalb ihres historischen Verbreitungsgebietes.
Während das historische Verbreitungsgebiet der Präriebisons insgesamt 18 unterschiedliche Lebensraumtypen umfasste, ist die Unterart heute in 14 dieser Lebensraumtypen präsent. Von den ursprünglich sieben Lebensraumtypen des Waldbisons ist heute in vier noch mindestens eine Herde angesiedelt. Unser Wissen um die natürliche Habitatauswahl von Bisons wird dadurch erschwert, dass die heute vorkommenden Herden künstlich in Schutzgebieten gehalten werden. Vermutlich hängt die Auswahl des Lebensraums vor allem mit der Menge und Art der zur Verfügung stehenden Nahrung zusammen, wobei allerdings auch Faktoren wie die im Winter vorkommende Schneetiefe eine Rolle spielen können.
Der Waldbison lebt im Gegensatz zum Präriebison in aufgelockerten borealen Nadelwäldern. Die Unterart ist an boreale Regionen angepasst, auch sein Sozialverhalten zeigt Angepasstheit an die nördliche Waldlandschaft, in der die Nahrung auf verstreut liegenden Grasfluren vorkommt, die durch Waldareale voneinander getrennt sind. Der Waldbison nutzt viele verschiedene offene und bewaldete Habitate, die er in jahreszeitlicher Anpassung danach auswählt, wo er die meisten verfügbaren Proteinquellen antrifft.

## Lebensweise und Verhalten
Zu einer eingehenden Erforschung von Lebensweise und Verhalten des Amerikanischen Bisons ist es erst gekommen, nachdem dessen Bestände im 19. Jahrhundert bereits praktisch ausgerottet worden waren, so dass das heutige Wissen auf vorwiegend jüngeren Beobachtungen beruht.
Wie andere Rinderarten sind auch die Amerikanischen Bisons tag- und dämmerungsaktiv. Sie verfügen jedoch offenbar nicht über eine Tag-Nacht-Periodik im engeren Sinne und sind auch (wie der Wisent) in hellen Nächten aktiv. Sie sind vornehmlich in der Dämmerung der Morgenstunden und des späten Nachmittags mit Äsen beschäftigt, um den restlichen Tag mit Ruhen und Dösen oder – besonders mittags – mit Wiederkäuen zu verbringen, weiden aber häufig auch tags- und gelegentlich nachtsüber.
Ähnlich wie andere steppenbewohnende Rinderarten (Kaffernbüffel) können Amerikanische Bisons in rasendem Galopp bis zu fünfzig Kilometer pro Stunde schnell flüchten. Anderen Rinderarten gleich verhalten sich auch Amerikanische Bisons zwar ortstreu, doch hat der Präriebison vor seiner weitgehenden Ausrottung (wie der Kaffernbüffel) in der Trockenzeit ausgedehnte Wanderungen zu neuen Weidegründen unternommen.

### Nahrung und Nahrungserwerb
Präriebisons ernähren sich fast ausschließlich von Gräsern. Eine in den Jahren 1994 und 1995 durchgeführte Untersuchung der Ausscheidungen von Präriebisons im nördlichen Oklahoma ergab, dass mindestens 98 % der Nahrung während des gesamten Jahres aus Gräsern bestand, während die Tiere krautartige Pflanzen weitgehend verschmähten. Unter den Gräsern nahmen die Sauergrasgewächse im Winter und Frühling einen Anteil von 17–44 % ein, während ihr Anteil am Nahrungsspektrum der Bisons im Sommer und Herbst auf 11–16 % fiel. Unter den Süßgräsern nahmen die Gattungen Andropogon, Paspalum, Sorghastrum, Sorghum und Schizachyrium mit 44–64 % den größten Anteil ein.
Für den Amerikanischen Bison ist bekannt, dass die Erinnerung an Qualitätsunterschiede der Nahrung beim wiederholten Besuch von patches eine bedeutende Rolle spielt. Auf Grundlage dieser Erinnerung an Ort und Nahrungsqualität suchen die Bisons gezielt ausschließlich die profitableren Weiden auf und nutzen damit in einem Wald-Offenland-Mosaik lediglich bestimmte Bereiche ihres Habitats.
Bei der Nahrungsaufnahme ziehen die Bisons in kleinen Schritten langsam über das Grasland. Als Wiederkäuer besitzen sie einen mehrteiligen Wiederkäuermagen, der es ihnen durch mikrobielle Verdauung ermöglicht, auch solche Pflanzenbestandteile als Nahrung zu nutzen, die für andere Säugetiere unverdaulich sind (vor allem Cellulose). Zum Wiederkäuen legen Bisons regelmäßige Ruhepausen ein, in denen sie das zunächst nur grob zerkaute Pflanzenmaterial hochwürgen und nochmals zerkauen, bevor die auf diese Weise weiter zerkleinerte Nahrung der eigentlichen Verdauung zugeführt wird.
Im Winter legen die Bisons mit ihrem Kopf die unter der Schneedecke verborgenen Gräser frei, um auf diese Weise auch im Winter genügend Nahrung zu sich zu nehmen. Der Buckel der Bisons, der sie von den afrikanischen Büffeln unterscheidet, dient dem Tier in der kalten Jahreszeit bei seiner Verwendung des Kopfes zur Freilegung von Nahrung durch das Beiseiteschieben des Schnees. Der Buckel besteht weitgehend aus Muskulatur, die an langen knöchernen Wirbelfortsätzen ansetzt und für die Hin- und Herbewegung des schweren Kopfes im Schnee dient.
Der Waldbison ist wie der Wisent ein Beispiel für Rinder, die zwar vorzugsweise Grazer sind, sich in der Wildbahn aber auch bis zu einem gewissen Maß als Browser ernähren. Im Sommer fressen Waldbisons neben Gräsern, Seggen und Kräutern dementsprechend auch Blätter von Bäumen und Sträuchern, Zweige, Triebe und Baumrinde, während sie im Winter auf vertrocknetes Gras, Flechten und Moose ausweichen. Solch deutliche saisonale Veränderungen in der Ernährung zeigten die Waldbisons beispielsweise auch bei einer zweijährigen Untersuchung im Mackenzie Bison Sanctuary, wo sich ihre Nahrung im Sommer auf eine vielfältigere Mischung aus Seggen (Carex spp.), Gras (Süßgräser) und den in dieser Jahreszeit für die Proteinversorgung wichtigen Weidenverbiss (Salix spp.) verteilte, während sie im Winter zu rund 96 bis 99 Prozent aus den – in dieser Jahreszeit eine wichtige Proteinquelle darstellenden – Seggen bestand. Im Herbst wiederum, wenn sich die Waldbisons in die waldreicheren Lebensräume ausbreiten, nehmen Flechten (Cladonia mitis) einen bedeutenden Anteil ihrer Nahrung ein. Teilweise finden sich in der Literatur auch Angaben, nach denen sich Waldbisons wie Wisente und im Gegensatz zu den vorwiegend Gräser fressenden Präriebisons vorwiegend von Blättern, Knospen, Zweigen, Rinde und Blüten, sowie vereinzelt von Flechten und Moosen ernähren.

### Ökologische Bedeutung der Bisonbeweidung
Als ursprüngliche Prärieformen Nordamerikas können in ostwestlicher Richtung mit abnehmendem Niederschlag nach der dadurch auch abnehmenden Länge der Horstgräser die von Norden nach Süden verlaufenden Zonen der Hoch- oder Langgrasprärie (tallgrass prairie), der Gemischten Prärie (mixed grass prairie) und der Kurzgrasprärie (shortgrass prairie) unterschieden werden, deren Pflanzengesellschaften sich mit der nach Süden ansteigenden Temperatur auch in Nord-Süd-Richtung verändern. Nach der Landnahme durch die europäischstämmige Bevölkerung wich der mit besonders fruchtbarem Boden gekennzeichnete Ostteil der Prärie, insbesondere die Langgrasprärie, nach Umbruch fast vollständig landwirtschaftlich genutzten Flächen mit riesigen Getreidefeldern (Wheat Bealt oder Corn Belt), während die übrigen Zonen der Prärie heute vor allem als Weideland für die Haltung von Haustieren (Cattle Country) fungieren.
Vor der Landnahme durch die europäischstämmige Bevölkerung war die Prärie als Landschaftsform jedoch durch verschiedene Faktoren erhalten worden, zu denen auch die Weidearbeit der auf der Prärie grasenden Tierarten gehörte. Zwar waren seit Ende der letzten Eiszeit andere weidende Wildtierarten wie prähistorische Kamele (Gattung Camelops), Einhufer (Equidae), Mammute und Mastodonten infolge der natürlichen Klima-Veränderungen ausgestorben, doch haben vermutlich insbesondere die Browser unter den ausgestorbenen Arten durch ihren Verzehr von Gehölzvegetation eine entscheidende Funktion bei der nacheiszeitlichen Genese des recht jungen und expandierenden „baumlosen“ Graslandbioms und der schnellen Ausbreitung und Zunahme der Bisonbestände in diesem Biom eingenommen. Durch das Aussterben von Tierarten im späten Pleistozän wurde eine bedeutende ökologische Nische frei, die der Bison besetzen konnte. Paläoindianer trugen in der Folge durch den Werkzeugeinsatz von Feuer dazu bei, diese ökologische Nische des Präriebioms weiterzuentwickeln, sodass das große nordamerikanische Steppengebiet (Prärie) der Great Plains auch als ein Ergebnis der Jagdstrategien der Indianer aufgefasst werden kann, die den Wald niederbrannten, um das Jagdwild aus ihm zu treiben, mit dem Ergebnis, dass sich eine einer semiariden Steppe ähnelnde Gras- und Buschlandschaft entwickeln konnte, in der umherstreifende Herbivoren wie Bisons und andere Wiederkäuer reiche Weidegründe vorfanden. Die meisten nordamerikanischen Prärien entwickelten sich unter dem Einfluss von Feuer und der Beweidung durch den Amerikanischen Bison. Für die tallgrass prairie, die einst das vorherrschende Ökosystem in weiten Teilen Nordamerikas bildete, ist bekannt, dass Feuer und die Aktivitäten großer Weidetiere, insbesondere des Amerikanischen Bisons, die bedeutendsten beiden Störungen darstellten und neben dem semi-ariden Klima für die Prägung und Aufrechterhaltung der dort existierenden Pflanzengemeinschaften verantwortlich waren. In der tallgrass prairie kam es in historischer Zeit häufig und über alle Jahreszeiten hinweg zu Bränden (siehe auch Feuerklimax). Bisons fühlen sich stark von kürzlich zuvor verbrannten Gebieten angezogen, vermutlich aufgrund einer Steigerung der Futterqualität durch den Brand. Umgekehrt begünstigt auch das Verhalten der Amerikanischen Bisons die Ausbreitung von Bränden, da Bisons, insbesondere in der Paarungszeit, ihren massigen Kopf und Hals an jungen Baumstämmen scheuern und die Stämme abbrechen, so dass die Bäume vertrocknen und im Falle eines Präriebrandes diesen anfachen. Auf diese Weise kann sich ein Brand auf benachbarte Waldflächen ausdehnen, eine erfolgreiche Aufwaldung wird verhindert und der Boden von Gras bewachsen, das wiederum dem Bison Nahrung liefert. Auch die Exkremente des Bisons tragen indirekt zur Ausbreitung von Bränden bei, indem sie langsam weiterglimmen.
Der Amerikanische Bison und der Gabelbock (Antilocapra americana; englischer Trivialname: Pronghorn), überdauerten seit Ende der Eiszeit in den nordamerikanischen Prärien, bildeten dort Bestände mit Millionen von Tieren (Grzimek schätzte 1968 die Anzahl der Gabelböcke für das Jahr 1800 auf 40 Millionen) und führten, wie später auch das verwilderte Hauspferd (Mustang), die Weidearbeit fort, womit sie dazu beitrugen, ein Vordringen der Waldvegetation (insbesondere im Osten) zu verhindern. Bison, Gabelbock und das später eingeführte verwilderte Hauspferd weideten Gras und Kräuter so tief ab, dass über dem Boden keine mächtigere Schicht aus abgestorbenen Pflanzenteilen entstehen konnte. Durch das Festtreten der Grasnarbe und das Hineintreten der Samen in das Erdreich förderten diese Tierarten die Keimungsbedingungen für die Samen, denen sie zudem große Mengen an Kot zur Düngung bereitstellten. Eine im Jahr 2008 veröffentlichte Studie legt zudem nahe, dass Bisons über die große Anzahl und Diversität an Pflanzensamen, die in ihrem Fell (76 Arten) und Kot (70 Arten) enthalten sind, eine bedeutende Rolle bei der Verbreitung von Pflanzenarten in ihrem natürlichen Lebensraum der Langgrasprärie einnehmen konnten. Nach dem Verschwinden der Bisons wurde die Verbreitung der Samen beeinträchtigt, was zu einer Verringerung der Biodiversität an Pflanzen in der Prärie geführt hat. Der Wegfall der mechanischen Belastung der Gehölzvegetation durch den Betritt der Bisons führte zur Ausbreitung von Gehölzarten auf Kosten des Graslands. Ohne das Austreten von Pfaden durch die Bisons wurde zudem für kleinere Tierarten, einschließlich des Menschen, die Durchquerung der Hochgräser erschwert.
Erst durch das Vordringen der europäischstämmigen Eroberer in den „Wilden Westen“ und die Massentötungen an Bison und Gabelbock wurden diese beiden Repräsentanten der nordamerikanischen Steppenfauna bis auf geringe Restbestände ausgelöscht, so dass sie die ökologische Rolle einer Förderung der Prärielandschaft nicht mehr einnehmen konnten. Das Verschwinden des Bisons hatte möglicherweise auch nachteilige Auswirkungen auf die Gabelböcke, weil sie vereinzelt vorkommende Stauden beweiden (nicht flächenhaft wachsendes Gras), sodass sie sich bei der Nahrungssuche im Winter wie im Sommer viel bewegen müssen und in schneereichen Wintern auf das schneepflugartige Bahnen von Pfaden durch den Bison angewiesen waren. Die Zahl der Gabelböcke sank mit dem Zusammenbruch der Bisonpopulation, auch wenn es seit etwa 1950 zu einer moderaten Erholung ihrer Bestände gekommen ist.
Über einen Zeitraum von 10.000 Jahren konnten sich Pflanzen- und Tierarten mit Angepasstheiten an den vom Bison gestalteten oder aufrechterhaltenen Lebensraum etablieren. Gabelböcke und Hirsche konnten im Winter die vom Bison in den tiefen Schnee gebahnten Wege nutzen und kamen somit mit den Bedingungen des tiefen Winters besser zurecht. Dutzende Organismenarten profitierten zum Überstehen von Dürrezeiten von den vom Bison als Senken im Flachland hinterlassenen Bisonsuhlen, in denen sich Wasser sammeln konnte.
Präriehunde (Cynomys sp.), deren Bestände um 1800 vermutlich noch in die Milliarden gingen, errichteten ihre Kolonien im kurzen Gras, das die pflanzenfressenden Bisonherden hinterlassen hatten. Präriehunde benötigen kurze Vegetation und die Möglichkeit, in die Ferne Ausschau zu halten, während hohes Gras ihren Fressfeinden wie Schlangen, Kojoten und Iltissen Sichtschutz oder Versteckmöglichkeiten bietet. Die Bisonweide hatte dazu geführt, dass das hohe Gras abgefressen wurde und eine Landschaft mit kurzgeschorener Vegetation gute Sicht auf mögliche Fressfeinde für Präriehunde bot. Durch die Dezimierung der Bisons im 19. Jahrhundert wurden möglicherweise auch die Präriehunde beeinträchtigt. Zwar können Präriehunde in begrenztem Maße auf anthropogenem Weideland überleben, doch führt tieferes Pflügen zur vollständigen Zerstörung ihrer unterirdischen Ganganlagen und Baue. Insbesondere Viehzüchter versuchten zudem mit enormen Aufwand, die Präriehunde gezielt auszurotten. Die Präriehunde wurden bekämpft und vertrieben, weil sie als Nahrungskonkurrenz des Weideviehs wahrgenommen wurden und sich die Hauspferde beim Durchtreten der Gänge der Präriehunde die Beine brechen konnten. Heute sind alle fünf Präriehundarten selten und der Schwarzschwanz-Präriehund (Cynomys ludovicianus) lebt auf weniger als 2 Prozent seines früheren Verbreitungsgebiets.
Die Kolonien der Präriehunde wiederum, die manchmal hunderte Millionen Insassen umfassten und sich über zehntausend Quadratkilometer Fläche erstrecken konnten, hatten dazu geführt, dass der Boden fast flächendeckend durch ihre gründliche Grabtätigkeit durchwühlt, durchlüftet und durchfeuchtet wurde. Verschiedene Beutegreifer wie Falken, Adler, Kojoten, Füchse und Schlangen hatten zudem auf den von Präriehunden besiedelten Gebieten gut Futter finden können. Heute sind auch Bestände von Tierarten, die auf Präriehundkolonien als Nahrung oder Unterschlupf angewiesen sind, zurückgegangen. Der Schwarzfußiltis (Mustela nigripes) etwa, der einst in den Prärien von Süd-Alberta und Saskatchewan im Süden bis nach Texas und Arizona weit verbreitet war und dessen historisches Verbreitungsgebiet mit dem der Präriehunde zusammenfiel, war 1996 auf der Roten Liste gefährdeter Arten der IUCN bereits als in der Natur ausgestorben aufgeführt worden ist dort heute als „stark gefährdet“ gelistet. Wie andere Elemente der vielfältigen Flora und Fauna der ursprünglichen Präriegebiete begann mit deren Umwandlung in ausgedehnte Getreidefelder auch der Niedergang dieser Art, die wie andere Raubtiere in den artenarmen Biotopen der Getreidemonokulturen auf Dauer keine Nahrung finden und daher dort nicht mehr überleben können.
Diese ökologisch ausgewogene Lebensgemeinschaft wurde nach Landnahme durch die europäischstämmigen Amerikaner durch die Ausrottung des Großwildes wie Bison und Gabelbock einerseits und die gleichzeitige Vertreibung der Präriehunde andererseits zerstört. Nach der fast vollständigen Ausrottung des Bisons wurde der größte Teil seines Lebensraumes für landwirtschaftliche (schnelle Etablierung von Monokulturen aus Weizen, Mais und Hausrindern in der Prärie), Freizeit- und Wohnzwecke genutzt. Der Bison verlor somit seine traditionelle Rolle in den Graslandökosystemen. Zwar leben heute über 400.000 Bisons in privaten und kommerziellen Herden im Dienste der Fleischproduktion, doch stieg die Anzahl der Bisons in Naturschutzherden (weniger als 20.000) seit den 1930er Jahren nicht mehr nennenswert an und Bisons spielen trotz ihrer körperlichen Präsenz in den gesamten Great Plains in den meisten Fällen nur noch reduzierte ökologische Funktionen auf weit geringerer Fläche.
Innerhalb der ökologischen Pyramide der nordamerikanischen Prärie steht der Amerikanische Bison auf einer der untersten Trophieebenen, die unmittelbar auf die Pflanzenarten der Weidegesellschaft folgt. Seine ökologische Stellung in der Nahrungspyramide ist damit die eines Konsumenten erster Ordnung, da er ein ausgesprochener Pflanzenfresser ist und somit die in den Photosynthese betreibenden Pflanzen gespeicherte Sonnenenergie zur Umwandlung der pflanzlichen Stoffverbindungen in tierische Stoffverbindungen wie Fleisch verwerten kann. Der Amerikanische Bison nimmt in der Ökologie der Prärie eine Schlüsselstellung ein, da er in entscheidender Art Einfluss auf ihn ausübt und zu dessen Veränderung in einer Weise beiträgt, die dem Amerikanischen Bison selbst Nutzen bringt. Heute ist die Biomasse auf der Trophieebene der Herbivoren aufgrund der Ausrottung der großen pflanzenfressenden Bisonherden allerdings verhältnismäßig gering. Die von der Kolonisierung durch europäischstämmige Amerikaner begleitete Urbarmachung der Prärie führte dazu, dass die großen nordamerikanischen Ebenen der Winderosion ausgesetzt wurden. Die an Trockenheit adaptierte Vegetation dieser Regionen musste im Zuge der Kolonisierung empfindlicheren Kulturpflanzen und Weiden weichen, während Wildpflanzen zum Zweck der ökonomischen Produktivitätssteigerung verdrängt wurden. Die bei jeder Ernte vorgenommene Entfernung fast der gesamten Deckvegetation legte die Böden frei und machte sie durch diese Exponierung anfällig für Austrocknung und Erosion. Die in großem Maßstab vollzogene Umwandlung der Prärie in Ackerland (vor allem für den Kulturmaisanbau) und intensiv bewirtschaftete Weideflächen zog in verschiedenen Gebieten des Mittleren Westens der USA (Montana, Colorado, Kansas, Oklahoma, Texas) schließlich schwere Desertifikationserscheinungen nach sich, die bereits im 20. Jahrhundert, insbesondere nach längeren und ausgeprägteren Trockenperioden (1930, 1950 und 1980) auftraten, als das oberirdische und unterirdische Absterben der Kulturen den Boden der Erosion aussetzte und ihn in Form von Staubwolken teils Tausende Kilometer weit verfrachtete. Zwar konnte nach dem Verschwinden der Bisons und Gabelböcke auf den Flächen mit Hausrindern und Landwirtschaft erneut Fleisch für den menschlichen Konsum produziert werden, doch erreichte der Ertrag pro Hektar nicht mehr den der Wildtierbestände und im Gegensatz zu der Nutzung des Raumes durch die Wildtierherden führte die menschliche Nutzung bereits nach 100 Jahren zu einer starken Verringerung der Bodenqualität in weiten Teilen der USA. Während die Reitkultur der Plains-Indianer von der Ankunft des Hauspferdes in den Plains bis zur weitgehenden Ausrottung des Bisons über rund zehn Generationen Bestand hatte, ist die darauffolgende und inzwischen seit etwa fünf Generationen bestehende, eher sesshafte Kultur, die auf Weizen, Mais und Vieh basiert, seit den 1940er Jahren in großem Maße auf hochgepumptes Grundwasser aus dem Ogallala-Grundwasserleiter (und kleineren unterirdischen Wasservorräten) angewiesen. Dieses Wasser, das sich über Millionen von Jahren tropfenweise angesammelt hat, wird nun mit einer Rate an die Oberfläche gepumpt, die den Grundwasserleiter alle anderthalb Jahre um 1 Prozent schrumpfen lässt. Falls die aktuell vorausgesagten Klimamodelle eintreffen, nach denen der Niederschlag in den Plains in den kommenden Jahrzehnten nachlassen wird, kann die Rate, mit der der Grundwasserleiter stetig abnimmt, noch steigen.

### Saisonale Wanderungen
Der Amerikanische Bison unternimmt häufig jährliche Wanderungen, die einem Ortswechsel in der vertikalen (Wechsel der Höhenlage) oder in der horizontalen Richtung (Wechsel zum Beispiel der geographischen Breite nach Himmelsrichtung) dienen können.
Vor seiner weitgehenden Ausrottung hat der Präriebison in der Trockenzeit weite saisonale Wanderungen zu neuen Weidegründen unternommen und dafür Großherden gebildet. Auf diesen großen Wanderungen wurden Vor- und Nachhut allein von Bullen gestellt. Die Initiierung und Führung der Herdenwanderungen wird nicht von einem einzelnen Tier, sondern in den meisten Fällen voneinander abwechselnden alten und erfahrenen Kühen übernommen. Jährlich im Herbst waren die Herden auf diese Weise 350 bis 650 Kilometer südwärts gewandert, um in geeigneteren Äsungsgebieten zu überwintern und dann erst im Frühjahr wieder nordwärts zurückzuwandern. Im Nordwesten der USA waren die Herden laut Garretson (1927) aus der im Osten gelegenen Ebene zum Überwintern in die westlich gelegenen Ausläufer der Rocky Mountains und im Frühjahr wieder zurück gewandert. Bei diesen Wanderungen hatten die Bisonherden über die Jahrzehnte und Jahrhunderte sogenannte „Büffelpfade“ ausgetreten, die auch von den westwärts vordringenden europäisch-stämmigen Siedlerpionieren als Verbindungswege genutzt wurden. Auf den Wanderungen durchzogen die Herden auf diesen ausgetretenen Pfaden die Prärie in förderndem Schritt, konnten aber auch geschlossen in andere Gangarten wie zügigen Trab und schließlich in rasenden Galopp bis hin zur stampede mit Spitzengeschwindigkeiten von 45 bis 50 km/h wechseln. Beobachtungen zufolge kann eine Herde eine konstante Geschwindigkeit von 30 mph (fast 50 km/h) aufrechterhalten. Im Spurt können von einer Bisongruppe auch fast 60 km/h erreicht werden. Bisons sind auch gute Schwimmer. Beobachtungen zufolge können Bisons regelmäßig rund einen Kilometer breite Flüsse und Strömungen von wohl bis zu 6 km/h schwimmend durchqueren.
Heute noch verbreitete saisonale Wechsel der Höhenlage finden in den Berggebieten von Wyoming und im Nordosten von British Columbia statt, wo die Bisons von höher gelegenen Habitaten im Sommer und Herbst zu tiefer gelegenen Habitaten im Winter und Frühling wechseln. Zur Familie der Schnepfenfliegen gehörende Fliegen der Gattung Symphoromyia, die den im Sommer sehr kurzhaarigen und daher fast ungeschützten Bisons schmerzhafte Bisse zufügen und teilweise in hoher Dichte auftreten können, sind möglicherweise mitverantwortliche Auslöser für einige Höhenbewegungen in Bisonherden des Yellowstone-Nationalparks. Solchen beißenden Fluginsekten können Bisons auch im Sommer in ausgedehnte windexponierte Prärien ausweichen.
Jährliche Ortswechsel nach Himmelsrichtung kommen heute noch im Wood-Buffalo-Nationalpark und im Yellowstone-Nationalpark vor. Die Amerikanischen Bisons und insbesondere ihre Kühe weisen eine starke Neigung auf, in ihr traditionelles Wintergebiet zurückzukehren.

### Allgemeine soziale Organisation

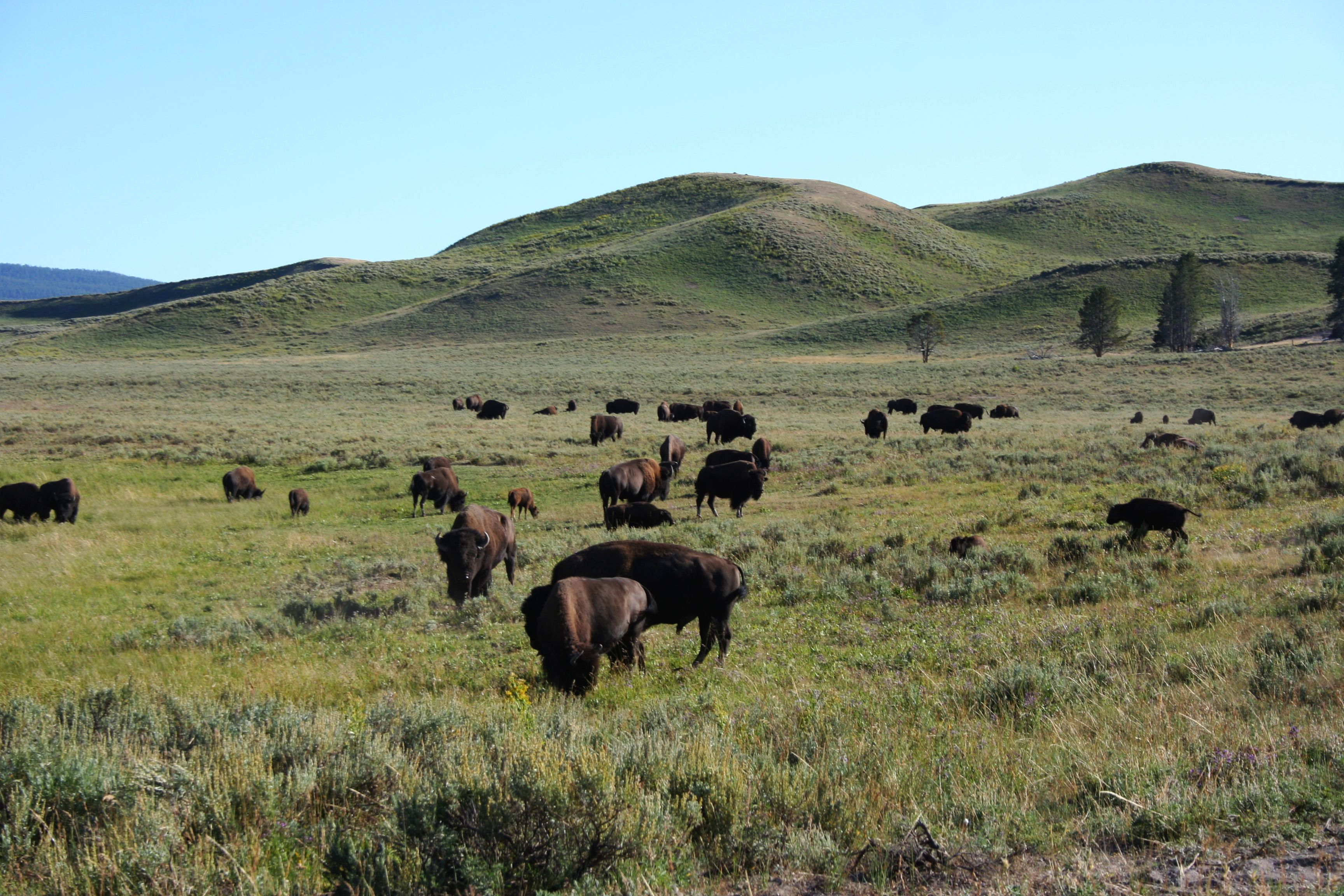
Bisonherde im Hayden Valley, Yellowstone-Nationalpark

Kühe, Kälber und noch nicht geschlechtsreife (höchstens dreijährige) Bullen des Amerikanischen Bisons leben in Herden und befinden sich fast immer in Gesellschaft von zumindest einigen anderen Herdenmitgliedern. Wie beim Wisent und einer Reihe anderer Rinderarten kann sich den aus Kühen mit Jungtieren bestehenden Gruppen ein erwachsener Bulle zugesellen, der wie beim Wisent auch einen oder mehrere jüngere Bullen duldet. Die geschlechtsreifen Bullen sind jedoch im Gegensatz zu den Kühen und Kälbern nur marginale Mitglieder der primären sozialen Organisation und außerhalb der Brunstzeit entweder als Einzelgänger oder in eigenen kleinen vorübergehenden Gruppen anzutreffen. Die jungerwachsenen Bullen leben in Junggesellenherden von zwei bis zwölf Tieren.
Die Herdengröße bei Präriebisons ist für gewöhnlich größer als diejenige von Waldbisons und war dies auch (ebenso wie die Gesamtzahl der Unterart) in historischer Zeit schon seit jeher. Mit der wesentlich geringeren Herdengröße ähnelt der Waldbison eher dem Wisent als dem Präriebison. Auch nimmt die Größe der Herde bei Waldbisons während der Brunst ab, während sie bei Präriebisons zunimmt. In der Hochgrasprärie Oklahomas wurden zu Beginn des 21. Jahrhunderts Herden von mehr als 1.000 Tieren beobachtet. Untersuchungen zur Herdengröße im Yellowstone-Nationalpark haben ergeben, dass ein Drittel der Tiere im Winter in Gruppen von weniger als 10 Individuen zusammenleben, während sich im Sommer rund die Hälfte der Tiere in Herden von mehr als 95 Individuen zusammenschließen.
Die Herden ziehen im Verband durch ihr Gebiet und wechseln dabei oft von guten Weidegründen zu den wenigen Wasserstellen. Gelegentlich schlagen die Herden dabei über mehrere Kilometer hinweg gemeinsame Gangarten und Richtungen ein (bis zur stampede). Angeregt und geführt werden sie bei diesen Bewegungen von ausgewachsenen Kühen.

### Dominanz- und Kampfverhalten

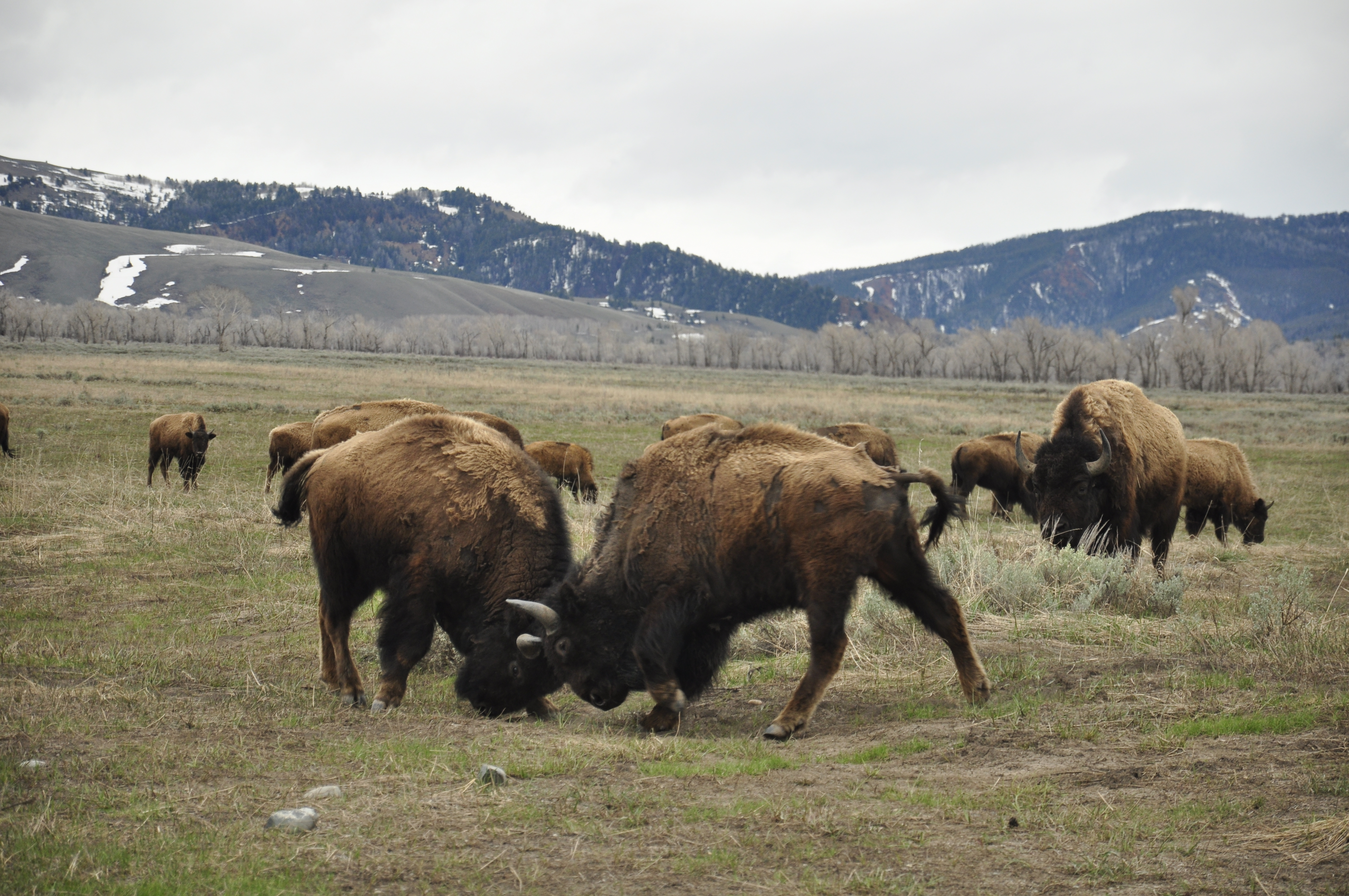
Dominanzkampf zweier Präriebisons im Grand-Teton-Nationalpark

Agonistisches Verhalten kann in jeder Jahreszeit beobachtet werden, am häufigsten aber während der Brunst, wenn sich die Bullen- und Kuhgruppen zu Großherden zusammengeschlossen haben. Zwar können Amerikanische Bisons beider Geschlechter und jeden Alters Drohgebärden zeigen und sich an Kämpfen beteiligen, doch tritt dieses Verhalten am häufigsten und in ausgeprägtester Form bei Bullen im Alter von 4 Jahren auf.
Während die Bisons ihre aggressive Stimmung vornehmlich in ihrer Körperhaltung anzeigen, verwenden sie nur in einer Minderheit der Fälle Lautäußerungen wie „Husten“ oder „Schnauben“ zusätzlich zu solchen durch Körperhaltung ausgedrückten Drohgebärden.

#### Drohverhalten
Drohverhalten gegenüber Artgenossen kann Kämpfe einleiten, doch üblicherweise endet damit bereits die aggressive Begegnung, ohne dass es zu ernsthaftem Körperkontakt kommt. Zu den in diesem Zusammenhang verwendeten Drohgebärden gehören senkrechtes Hochstellen des Schwanzes, Präsentation der Breitseite (Flanke), Scharren, Suhlen, aggressives Annähern, Ausführung von Ausfallschritten und Kopfnicken.
Das strikte Aufrichten des Schwanzes entspricht einer leichten Drohgebärde und ist bei aggressiven Interaktionen zwischen Bullen mit Dominanz verbunden. Es ist auch allgemeiner bei Bisons ein besonderes Zeichen der Erregung, das in verschiedenem Kontext auftritt.
Wenn einer der beiden oder wenn sich beide Kontrahenten im Rahmen des Drohverhaltens die Flanke und somit die Breitseite (auch: broad-side threat nach Lott, 1974) präsentieren, dient das möglicherweise dazu, dem Gegenüber ihre Körpergröße und Absicht anzuzeigen. Wenn sich beide Bullen per broad-side threat bedrohen, stehen sie dabei entweder parallel (in die gleiche Richtung blickend) oder antiparallel (in die entgegengesetzte Richtung blickend) zueinander. Oftmals brüllen die Bullen bei diesem broad-side threat-Verhalten. Während sich in frontaler Gegenüberstellung (head-on threat) bedrohende Bisons oft ihre Schwänze hochheben, tun dies in broad-side threat befindliche Bisons selten und unterbrechen in der Regel sogar das übliche, dem Verjagen von Fliegen von ihrer Anusregion dienende Schwanzschwingen.
Kommt es zu aggressiven Annäherungen, die von Lott (1974) als head-on threat oder head-on approach genannt wurden, nähert sich eines der Tiere oder nähern sich beide Tiere dem jeweils anderen – in der Regel langsam und Schritt für Schritt – an. Dies kann dazu führen, dass einer der Kontrahenten sich zurückzieht. Anderenfalls kann eine physische Begegnung resultieren. Die Geschwindigkeit der aggressiven Annäherung kann von Stillstand bis zum Galopp variieren. Diese Form der Drohung ist nicht von den vorbereitenden Bewegungen eines Angriffs zu unterscheiden.
Nach solchen Annäherungsversuchen (head-on threat) können die beiden Kontrahenten ihre Köpfe auf- und abbewegen, ein Verhalten, das von Lott (1974) als nod threat bezeichnet wurde. Gelegentlich kann ein nod threat- auch auf ein broad-side threat-Verhalten folgen.
Laut Fuller (1960) senken die Bisons mit zunehmender Stimulation der Angriffs- und Fluchttriebe den Kopf und schwingen ihn langsam von einer Seite zur anderen, bis schließlich der Bulle zur Drohung bei erhobenem Schwanz und gesenktem Kopf mit dem Vorderfuß auf dem Boden scharrt.

#### Kämpfe
Während Männchen der Familie Hornträger (Bovidae) in den bei weitem meisten Fällen ritualisierte Kämpfe (Kommentkämpfe) untereinander austragen, gehört der Amerikanische Bison zu den wenigen Arten der Familie, bei denen Beschädigungskämpfe stattfinden. Wie Hartebeest (Alcelaphus buselaphus), Gämse (Rupicapra rupicapra) oder Schneeziege (Oreamnos americanus) sind beim Bison Beschädigungskämpfe bekannt, die mit den Hörnern durchgeführt werden. Bei den Rangordnungskämpfen der Bullen kommt es häufig zu schweren Verletzungen und nicht selten sogar zum Tod eines der Kontrahenten. Dass es beim Stechen mit den Hornspitzen zu schweren Verletzungen kommen kann, stellt nicht nur einen Unterschied des Amerikanischen Bisons zu anderen nordamerikanischen Arten aus der Familie der Hornträger (Bovidae), sondern auch zu denen der Hirsche (Cervidae) dar. Die Häufigkeit dieser schweren Verletzungen kann als Hinweis darauf gedeutet werden, dass Bisons eher offensive als defensive Strategien entwickelt haben.
Bei Kämpfen des Amerikanischen Bisons kommen als Verhaltensweisen Aneinanderschlagen der Köpfe, Verhaken der Hörner miteinander, gegenseitiges Wegdrücken und Stechen des Gegners in die Flanke mit den Hornspitzen zur Anwendung. Im letzten Fall setzt ein Bison manchmal nicht den Kampf mit den Köpfen gegeneinander fort, sondern nutzt die Gelegenheit einer offengelegten Flanke des Gegners, um diesem mit den Hörnern Flanke und Bauch zu durchbohren. Dabei kann es nicht nur zu Frakturen, Schnittwunden, punktierten Organen und anderen Verletzungen, sondern auch zum Tod des Gegners kommen.
Die Auseinandersetzung endet, sobald einer der Bullen durch sein Verhalten Unterwerfung signalisiert und der Sieger von ihm ablässt.
Das die Stirn adulter männlicher Tiere bedeckende Haarpolster, dessen Haare bei drei- bis achtjährigen Bullen bis zu 25 Zentimeter lang sind, mildert die heftigen Stöße ab, die sich die Bullen bei ihren Kämpfen versetzen.

### Fortpflanzung

#### Geschlechtsreife und Fruchtbarkeit
Amerikanische Bisons sind in hohem Maße polygyn: ein Bulle deckt mehrere Kühe. Bisonkühe gebären ihr erstes Kalb in der Regel im dritten Lebensjahr. Männliche Tiere erreichen die Geschlechtsreife im Alter von drei Jahren, sind aber erst im Alter von sechs Jahren voll ausgewachsen. In Kämpfen gegen ältere Bullen können sich jüngere Bisonbullen bis zu diesem Alter nur selten durchsetzen, weshalb sie von der Fortpflanzung in der Regel ausgeschlossen sind.

#### Brunst und Paarung

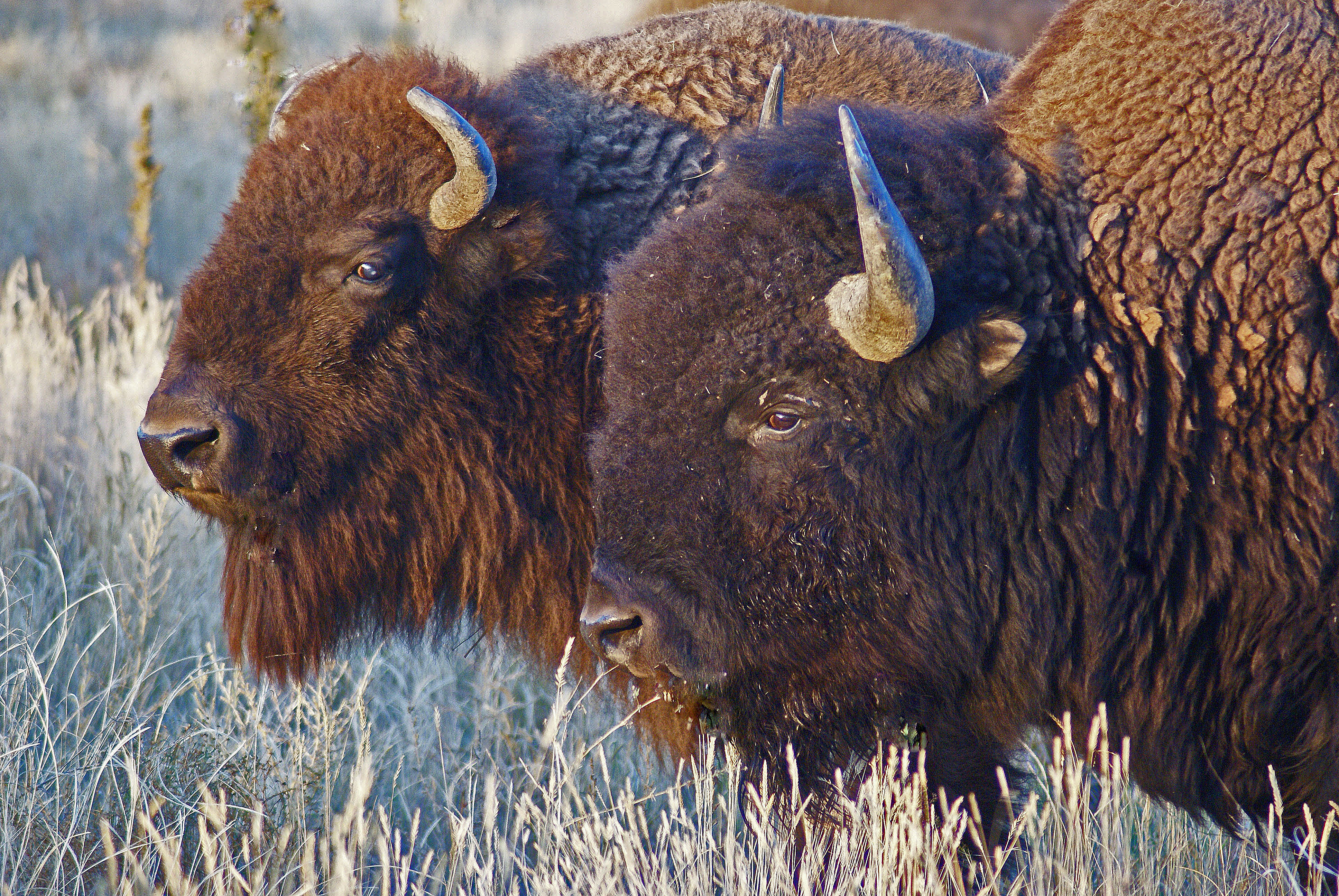
Bisonbulle (vorne) und -kuh

Der Amerikanische Bison ist wie alle Rinder (Bovini) ganzjährig fortpflanzungsfähig. Die Kühe des Amerikanischen Bisons sind jedoch (wie die des Wisents) im Sexualzyklus saisonal polyöstrisch, weisen also saisonale Reproduktionsschwerpunkte auf. Der Amerikanische Bison züchtet typischerweise zwischen Mitte Juni und Anfang September, worin er sich vom ganzjährig züchtenden Hausrind unterscheidet.
Die Hauptbrunstzeit erstreckt sich beim Amerikanischen Bison von Juli bis August. Ausgewachsene Bullen begeben sich in der Brunstzeit häufig in die Herden der Kühe und Jungtiere, um gezielt den sexuellen Status der Kühe zu untersuchen. Dazu schnüffeln sie an deren Vulva und drängen ruhende Weibchen auch oft dazu sich zu erheben, damit sie sie eingehender inspizieren können. Wenn ein Bulle an Vulva oder Urin einer Kuh schnüffelt oder leckt, kommt es bei ihm zu dem Flehmen genannten mimischen Ausdruck, der unter Huftieren weit verbreitet ist und bei dem der Bulle den Hals streckt und die Oberlippe nach oben zieht. Auf diese Weise können die Bullen feststellen, ob eine Kuh paarungsbereit ist.
Während der Hauptbrunstzeit begleiten die Bullen die Kühe und stehen eng an deren Seite, ein bei Rindern verbreitetes Verhalten, das als „Hüten“ (engl. tending) bekannt ist. Wenn sich eine Bisonkuh von dem sie begleitenden Bullen fortzubewegen versucht, kann dieser sie durch ein Schwingen seines Kopfes davon abhalten. Dieses Verhalten kann zwischen wenigen Minuten und mehreren Tagen andauern und wurde auch als „Tages-“ oder „Stundenehe“ bezeichnet. Es endet, sobald der Bulle sich von der Kuh abwendet, oder wenn er von einem stärkeren Artgenossen verdrängt wird. Das Band zwischen Bulle und Kuh beim „Hüten“ stellt die einzige persönliche Beziehung von männlichem und weiblichen Bison dar. Bereits während dieser Phase versucht der Bulle auf die Kuh aufzureiten. Ist die Konzentration der Sexualhormone im Harn der Kühe genügend hoch und die Kuh zur Paarung bereit, besteigt sie der Bulle. Synchronisiert mit der Paarungsstimmung der Kuh erfolgt also die Begattung. Nach der Begattung uriniert die Kuh zumeist und hält ihren Schwanz nach hinten gestreckt, bis sie ihn im Verlauf von vier bis acht Stunden langsam absenkt.
Während der Brunstzeit tragen die Bisonbullen häufig Dominanzkämpfe aus, die bisweilen in Verletzungen oder dem Tod eines Gegners enden. Wie die beiden Biologen Christine Maher und John Byers im Jahr 1987 zeigen konnten, gehen Bisonbullen mit fortschreitendem Alter zunehmend höhere Risiken in diesen Kämpfen ein, vermutlich, weil sie weniger zu verlieren haben.
Während der Brunst scharren Bisonbullen – ab einem Alter von 6 Jahren und insbesondere vor ihren Dominanzkämpfen mit anderen Bullen – mit ihren Hufen auf dem Boden und urinieren in die Sandkuhlen und auf ihre Bein-, Brust- und Kehlbehaarung. Sie wälzen sich auch in dem mit Urin getränkten Sand und kontaminieren somit Körper und Kehlbart mit ihrem Uringeruch. Der durch dieses Geruchsurinieren aufgenommene Geruch, der bei älteren Bullen intensiver ist als bei Jungbullen, Kühen oder außerhalb der Brunst, dient vermutlich zugleich dazu, Rivalen einzuschüchtern und nahestehende Kühe zum Paarungsakt zu stimulieren. Studien in Alaska zufolge fördert dieses Verhalten den Östrus der Kühe. Der Uringeruch kann den weiblichen Tieren Informationen über den brünstigen Bullen vermitteln, etwa über seine körperliche Verfassung oder seinen sozialen Rang. Dale F. Lott vermutete (1974), dass den Bullen durch ihre Selbstmarkierung mit Uringeruch die gegenseitige individuelle Erkennung bei schlechten Lichtverhältnissen erleichtert oder ermöglicht wird, womit die Bullen angesichts ihres hohen Anteils von dämmerungs- oder nachtaktivem Verhalten während der Brunstzeit die zuvor bereits festgelegten Dominanzverhältnisse im Dunkeln besser nutzen könnten.

#### Tragzeit, Geburt und Aufzucht
Die Tragzeit des Amerikanischen Bisons beträgt rund neun Monate (für den Präriebison wurde eine Spanne von 270 bis 300, für den Waldbison von 277 bis 293 Tagen angegeben). Die Geburt der Kälber erfolgt beim Präriebison zwischen April und Juli. Für den Waldbison wurde als Geburtssaison auch April bis August angegeben, wobei die meisten Kälber im Mai zur Welt kommen. Pro Geburt kommt ein Junges zur Welt, in seltenen Fällen können auch Zwillinge geboren werden. Bei der Geburt verfügt das Kalb über eine Masse von 15 bis 25 Kilogramm. Um Beutegreifern entkommen zu können, lernt das Kalb bereits innerhalb von 30 Minuten nach der Geburt zu stehen und innerhalb von Stunden zu rennen und zu treten. Etwa eine Woche nach der Geburt beginnt das Kalb, etwas Gras zu fressen, wird aber von der Mutter noch monatelang gesäugt, bis es von ihr im Alter von 4 bis 6 Monaten nach und nach von der Milchkost entwöhnt wird. Das Muttertier verhält sich ausgeprägt beschützerisch gegenüber ihrem Kalb, so dass nur wenige Beutegreifer es wagen, sich der Kuh mit ihrem Kalb entgegenzustellen. Kuh und Kalb halten sich noch ein Jahr nach der Geburt oft beieinander auf, doch löst sich das Mutter- und Jungtier verbindende Band ab diesem Alter auf, insbesondere, wenn die Kuh ein neues Kalb zur Welt bringt.
Die Bullen betreiben keine elterliche Investition, beteiligen sich also nicht an der Aufzucht der Kälber und kommen außerhalb der Paarungszeit auch nur selten mit Kälbern und Kühen zusammen. Stattdessen korreliert der Fortpflanzungserfolg der männlichen Tiere stark mit ihrem Erfolg im Aggressionsverhalten gegenüber anderen Bullen.
Die Geschlechtsreife wird beim Amerikanischen Bison mit zwei bis drei Jahren erreicht. Die meisten Jungtiere erreichen die Geschlechtsreife mit drei Jahren, einige auch bereits im Alter von einem Jahr. Die geschlechtsreif gewordenen männlichen Tiere verlassen die Kuh- und Jungtierherde oder -Gruppe und schließen sich anderen Bullen an. Ihre im Schutz der Kühe erworbene Stellung in der Rangordnung verlieren sie dabei und müssen sich in der Rangordnung unter den geschlechtsreifen Bullen von unten beginnend behaupten. Ausgewachsen sind die Bullen des Amerikanischen Bisons (wie die des Wisents) erst mit 8 Jahren und damit im Vergleich zu anderen Rinderarten sehr spät.

### Körperpflege und Komfortverhalten
Körperpflege nimmt eine bedeutende Stellung in der täglichen Routine des Amerikanischen Bisons ein. Dazu gehört das ausgiebige Scheuern von Kopf, Hals und Körperflanken an ausgewählten Bäumen oder Baumteilen, die durch mehrjährige Verwendung ihre Borke verlieren und glattgerieben werden.
In trockenen Gebieten nehmen Amerikanische Bisons (namentlich: Präriebisons) häufig Sand- und Staubbäder. Diese stellen für sie eine beliebte Routine dar, für die Stellen mit lockerem Erdreich ausgewählt und auch über lange Zeiträume wiederholt verwendet werden. Auf diesen Stellen wälzen sich die Bisons auf dem Rücken liegend und wirbeln dabei oft Staub auf. Das Wälzen und Suhlen wird zwar besonders häufig von Bullen während der Brunst und in Kampfstimmung praktiziert, die gelegentlich in die Suhle urinieren. Das Suhlen findet jedoch nicht allein im Rahmen des Fortpflanzungsverhaltens statt, sondern kann auch in allen Jahreszeiten für die Körperpflege, die sensorische Stimulation oder die Linderung von Hautirritationen als Komfortverhalten (Autogrooming) eingesetzt werden. Das Wälzen oder Suhlen in dieser Form gehört zu den ganzjährig favorisierten Beschäftigungen der Amerikanischen Bisons, erinnert an ritualisiertes Verhalten und wird von beiden Geschlechtern und allen Altersklassen ausgeübt. Neben den meist an trockenen Standorten befindlichen Kuhlen können auch Suhlen in nasser, schlammiger Form verwendet werden. Das Wälzen kann die Vorbereitung auf körperliche Belastung fördern. Zudem scheint der sich beim Wälzen in den Haaren festsetzende Staub die Auswirkungen beißender oder stechender Insekten zu mildern.
Zur Vorbereitung des Sandbades scharren die Bisons in der Regel mit den vorderen Hufen im Erdreich, gehen beim Aufreißen des Bodens schrittweise rückwärts, setzen zusätzlich ihre Hörner bohrend im Boden ein und lassen sich dann auf eine Seite fallen, um sich rücklings mit in die Luft gestreckten Beinen hin und her zu wälzen. Indem sich die Bisons nie um 360 Grad um die Körperlängsachse drehen, sondern wieder zurückrollen, stehen sie stets an derselben Stelle auf, an der sie sich fallen gelassen hatten. Die einzelnen Bisontrupps nutzen für dieses Verhalten jeweils eine gemeinsam favorisierte Stelle als Wälzplatz, die über Generationen beibehalten werden kann und selbst dann noch erkennbar ist, wenn seit Jahren keine Bisons mehr dort leben. Die Tätigkeit der Beine, insbesondere der Vorderbeine, und die des Körpers wirbelt viel Staub auf.
Amerikanische Bisons nutzen für ihre täglichen „Sand- und Staubbäder“ bevorzugt unter anderem an Kolonie-Standorten (diese Aggregationen werden auch „Städte“ oder „Dörfer“ genannt) der Präriehunde befindliche Suhlen, also Kuhlen mit wenig oder keiner Vegetation, sowie Erdhügel. Präriehunde schaffen diese Kahlfächen durch ihre Nagetätigkeit, bessern ihre durch das Sandbaden der Bisons zerstörten Baue aus und halten auch an den vom Sandbaden betroffenen Teilen ihrer „Dörfer“ fest, solange die Aktivität der Bisons dort nicht zu wiederholend und störend wird. Die Amerikanischen Bisons wiederum suchen die Präriehundkoloniestandorte – vermutlich aufgrund eines dort erhöhten Nährstoffgehalts der Vegetation – auch bevorzugt zur Nahrungssuche und -aufnahme auf und nutzen diese als Ruheplätze. Denn die Anwesenheit von Präriehunden führt zu einer verbesserten Qualität bestimmter Pflanzenarten, so dass neben dem Amerikanischen Bison auch der Rothirsch (Cervus elaphus), der Gabelbock (Antilocapra americana), sowie Nutztiere bevorzugt Standorte von Präriehundkolonien zur Futtersuche aufsuchen. Zu Beginn des 19. Jahrhunderts hatten noch Millionen von Bisons und Milliarden von Präriehunden sympatrisch zusammengelebt.

### Lautäußerungen
Zum Repertoire des Amerikanischen Bisons gehören in erster Linie grunzende, schnaubende und niesende Lautäußerungen.
Es dominieren dabei verschiedene Formen dumpfer Grunztöne in großer Variation, zu denen es insbesondere bei in Bewegung befindlichen Herden kommt. Der zunächst nasale Charakter der Grunztöne der Kälber weicht im Alter von rund zwei bis drei Monaten einem reiferen Klang.
Während der Brunst brüllen die Bullen in einer kehligen, grollenden Weise, was bei Windstille eine effektive Reichweite von fünf bis acht Kilometer erreichen soll. Insbesondere bei in Kampfstimmung befindlichen Bullen kommt es häufig zu einem konzertartigen Zusammenspiel der Brülllaute.
Schnaubende und niesende Lautäußerungen setzen Amerikanische Bisons im Rahmen von intensivem Spielverhalten und bei sexueller Erregung ein.

### Spiel- und Explorationsverhalten

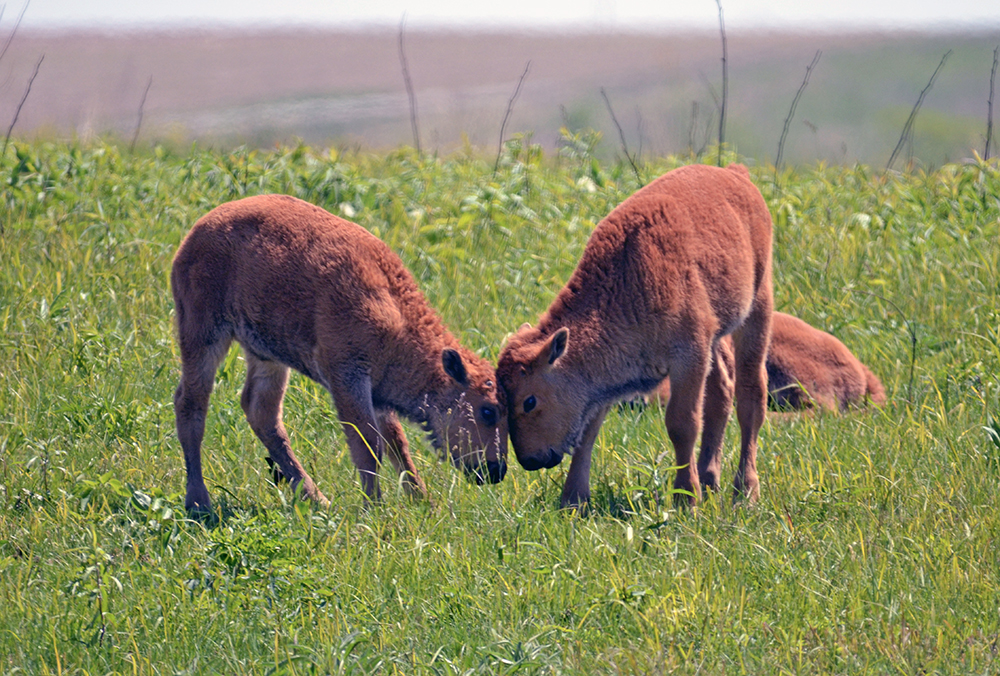
Kälber des Amerikanischen Bisons in verspielt anmutender Interaktion im Neal Smith National Wildlife Refuge/Jasper County, Iowa (Foto: Mai 2016)
Bisonkälber stoßen mit den Köpfen häufig gegeneinander und trainieren so das Verhalten der Erwachsenen.

Beobachtungen weisen auf ausgeprägtes Spielverhalten beim Amerikanischen Bison hin, auch wenn die objektive Feststellung von Spielverhalten unter den Bedingungen der Wildbahn oft praktisch unmöglich ist und von subjektiven Interpretationen und anthropomorphen Perspektiven beeinträchtigt sein kann. Als Spielverhalten im Sinne von Aktivitäten, von denen der menschliche Beobachter annehmen kann, dass sie für das ausübende Tier angenehm und nicht zweckdienlich seien, also ausschließlich zum Zweck der Aktivität selbst und nicht für das normale Endergebnis dieser Aktivität ausgeübt würden, wurden beispielsweise Kämpfe unter Bisons beobachtet, die offenbar ohne den Hintergrund einer emotional empfundenen Konkurrenz um ein konkretes Objekt und ohne die spezifische emotionale Erregung durch den Sexualtrieb stattfanden, sondern bei denen die Ausübung des Kampfes als Selbstzweck zu dienen schien. In entsprechender Weise wurden auch Rennen beobachtet, die ohne die spezifische Emotion, vor einem Feind fliehen oder ein Ziel erreichen zu müssen, stattzufinden schienen.
Viele Beobachtungen zeigen, dass Bisonkälber bis zum Alter von zwei Jahren außerordentlich spielfreudig sind und häufiger als ältere Bisons spielen. Bei einjährigen Bisons tritt Spielverhalten besonders häufig auf, bei Zweijährigen ist es noch immer üblich. Die sich allmählich von der Mutter selbständig machenden Kälber bilden mit Gleichaltrigen kleine Herden und beschäftigen sich viel mit Umherrennen, Nachlaufen und gespielten Kämpfen. Diese Spiele werden dann aber mit zunehmendem Alter – bei den Kühen früher als bei den Bullen – immer seltener. In der Altersgruppe der über einjährigen Tiere spielen männliche Bisons mehr als weibliche, wobei die männlichen zumeist in Form von Kämpfen spielen.
Auch bei älteren und erwachsenen Bisons findet Spielverhalten noch gelegentlich statt, insbesondere in Form von spielerischen Kämpfen untereinander.
Insgesamt findet Spielverhalten beim Amerikanischen Bison am häufigsten in Form von Kampf- und Bewegungsspielen statt, daneben kommt es auch zu spielerischem Aufreiten (engl.: mounting).
Mit dem Spielverhalten in enger Beziehung stehend und dieses oft initiierend ist der beim Amerikanischen Bison besonders ausgeprägte Drang zur Erkundung von Unbekanntem. Bisons verfügen über eine stark ausgeprägte Neugier. So untersuchen insbesondere Jungtiere, aber auch erwachsene Tiere, eingehend neue oder fremde Gegenstände. Auch untersuchen Herdenmitglieder, auch ältere Kälber, neugeborene Kälber. Bei der Erkundung nähern sich Amerikanische Bisons dem zu untersuchenden Objekt mit steif-waagerecht ausgestrecktem oder senkrecht hochgestelltem Schwanz, was bei dieser Tierart ein besonderes Zeichen der Erregung darstellt, das auch in anderem Kontext gezeigt wird.

## Fressfeinde, Krankheiten und Mortalitätsursachen
Bei Gefahr richten Amerikanische Bisons wie andere Wildrinderarten ihren Kopf in Richtung der Gefahrenquelle aus, ziehen ihre Gruppen enger zusammen und nehmen die Jungtiere schützend in ihre Mitte. Stürmische Angriffe gegen Fressfeinde wie Wölfe werden beim Amerikanischen Bison nur durch die Bullen ausgeführt. Berührungskontakte mit dem Menschen meidet der Amerikanische Bison wie der Wisent und duldet die menschliche Gegenwart etwa in gleicher Häufigkeit, wie er sie mit Angriff abwehrt.

### Fressfeinde
Aufgrund ihrer Größe haben Bisons nur wenige ernsthafte Fressfeinde.
Der bedeutendste Fressfeind des Amerikanischen Bisons ist der Wolf (Canis lupus). Im Wood Buffalo National Park, wo von einem „Wolf-Bison-Ökosystem“ gesprochen werden kann, stellen Bisons die hauptsächliche Beute der Wölfe dar. Im Hoch- bis Spätwinter erbeuteten Wölfe dort Studien aus den 1980er Jahren zufolge etwa alle 8 Tage einen Bison. Der tägliche Verzehr betrug über 5 Kilogramm je Wolf. Ein Rudel von acht Wölfen mit fünf aufzuziehenden Jungtieren benötigte zwischen dem 1. Mai und dem 1. Oktober über 2500 Kilogramm essbares Fleisch. In den 1980er Jahren wurde beobachtet, dass Wölfe auf der Bisonjagd täglich Strecken von rund 2 bis 19 Kilometern zurücklegten. Unter dem predatorischen Druck, den das beutegreiferische Verhalten des Wolfes auf den Fortbestand des Amerikanischen Bisons ausgeübt hat, ist es zu Angepasstheiten des Fressverhaltens des Amerikanischen Bisons gekommen. Wie bei Präriebisons gezeigt werden konnte, verbringen Amerikanische Bisons beispielsweise auf einer auch bereits von Wölfen besuchten Fläche weniger Zeit mit Nahrungssuche und hinterlassen dort somit eine üppigere Vegetation, als dies in einem Gebiet ohne Wolfsspuren der Fall ist. Mit der weitgehenden Ausrottung des Amerikanischen Bisons in den 1860er und 1870er Jahren hatte auch der Bestandsrückgang des Wolfes in der Prärie seinen Anfang genommen, worauf die Überjagung weiterer Huftierarten durch den Mensch den Rückgang des Wolfes zusätzlich verschärft hatte. Zwischen 1900 und 1930 war die gezielte Ausrottung des Wolfes im Westen der USA und in den Nachbarregionen Kanadas durch intensive Bekämpfung betrieben und praktisch erreicht worden. Wölfe teilen mit ihrem durch intensive Bejagung verursachten Bestandsrückgang ein ähnliches Schicksal wie Bisons und sind heute nur noch in wenigen Gegenden von Nordamerika wie dem Wood-Buffalo-Nationalpark und dem Yellowstone-Nationalpark gemeinsam mit ihnen anzutreffen. Untersuchungen nach der Wiederansiedlung von Wölfen in Yellowstone Mitte der 1990er Jahre haben ergeben, dass Wolfsrudel schon nach weniger als 25 Monaten – und nicht etwa nach mehreren Jahren, wie von den Forschern ursprünglich vermutet – auch Bisons töteten, wobei sie sich dabei vor allem auf Kälber sowie auf ältere und geschwächte Tiere konzentrierten. Im Vergleich zu Angriffen auf Rocky-Mountain-Wapiti (Cervus canadensis nelsoni), einem der Hauptbeutetiere der Wölfe, waren diejenigen auf Bisons weniger erfolgreich. In mehr als zwei Dritteln der beobachteten Fälle zeigten die Bisons keine Fluchtreaktion und gingen zur Verteidigung über, wodurch die Wölfe den Angriff in der Regel aufgaben. ein Verhalten, das Wölfe auch bei anderen Tierarten (wie Elch, Wisent, Moschusochse oder Wildschwein) zeigen, wenn diese wehrhaften Beutetiere nicht fliehen. Als ein seltener Fall von Gegenstrategie gegen Fressfeinddruck ist gemeinsame Verteidigung, wie sie von den Moschusochsen bekannt ist, die ihre Kälber in die Mitte einer phalanxartigen ringförmigen Aufstellung zur wirksamen Verteidigung gegen Wölfe nehmen, als Verhalten in ähnlicher Form auch für den Bison beschrieben worden. Amerikanische Bisons sind die im Yellowstone-Nationalpark gefährlichsten Beutetiere für Wölfe. Gelegentlich können Bisons wie auch Elche (Alces alces), Rothirsche (Cervus elaphus) und Weißwedelhirsche (Odocoileus virginianus) angreifende Wölfe töten. Wölfe können von Bisons getreten, aufgespießt oder zu Tode getrampelt werden. Indem die Wölfe sich für die Jagd bei der Beute auf im Vergleich zu anderen benachteiligte Individuen konzentrieren, minimieren sie ihr eigenes Verletzungsrisiko. Für die Suche nach diesen vulnerablen Beutetieren investieren die Wölfe einen hohen Zeitaufwand. Die Verfolgung einer so großen, schweren und wehrhaften Beute wie dem Bison nehmen Wölfe bevorzugt erst dann auf, wenn ihre Jagdgruppe groß genug ist, um ihr eigenes Verletzungsrisiko gering zu halten. Felduntersuchungen im Yellowstone-Nationalpark haben gezeigt, dass sich Jagderfolge von Wölfen gegenüber dem verhältnismäßig schwer für sie zu überwältigenden Amerikanischen Bison durchschnittlich bei einer Jagdgruppengröße von 9 bis 13 Tieren einstellen und die Wahrscheinlichkeit für einen Jagderfolg möglicherweise mit einer noch größeren Jagdgruppe noch weiter zunimmt, während sich Jagderfolge gegenüber den durchschnittlich dreimal so leicht für Wölfe zu erbeutenden Rothirschen (Cervus elaphus) bevorzugt bei einer Jagdruppengröße von 2 bis 6 Wölfen ergaben und größere Jagdgruppen für den Jagderfolg möglicherweise nicht besser waren. In den kanadischen Nordwest-Territorien schließen sich Wolfsrudel bei der Bisonjagd gelegentlich zu Gruppen von 20 bis 30 Tieren zusammen, doch können auch einzelne Wölfe Beute in der Größe von Bisons töten.
Einige Binnenpopulationen (beispielsweise in den Ökosystemen Arktis, Greater Yellowstone und Nordamerikanische kontinentale Wasserscheide) des Braunbären (Ursus arctos) ernähren sich vorwiegend von Fleisch, zu dessen Hauptlieferanten neben Karibu (Rangifer tarandus) und Elch (Alces alces) auch der Amerikanische Bison zählt, sowie Wapiti (Cervus canadensis) und kleine Säugetiere. Dazu greifen Braunbären nach der Winterruhe im Frühjahr auf im Winter ausgehungerte Huftiere zurück, neben anderen auch auf Amerikanische Bisons. Huftiere spielen zwar als Beute und Aas für Braunbären in großen Teilen des Verbreitungsgebietes eine saisonal bedeutende Rolle, doch ist Fleisch in den Binnengebieten für die dortigen Braunbärpopulationen weitaus weniger verfügbar und schwieriger zu erwerben, als dies in den Küstengebieten für das Fleisch der anadromen Wanderfische gilt. Angriffe von Grizzlybären (Ursus arctos horribilis) auf ausgewachsene Bisons sind extrem selten. Sowohl eine Auswertung historischer Berichte durch Frank Gilbert Roe als auch neuere Studien durch Travis Wyman ergaben, dass die frühere Auffassung, Grizzlybären stellten für Bisons eine größere Bedrohung als Wölfe dar, nicht zutrifft.

### Krankheiten und Parasiten

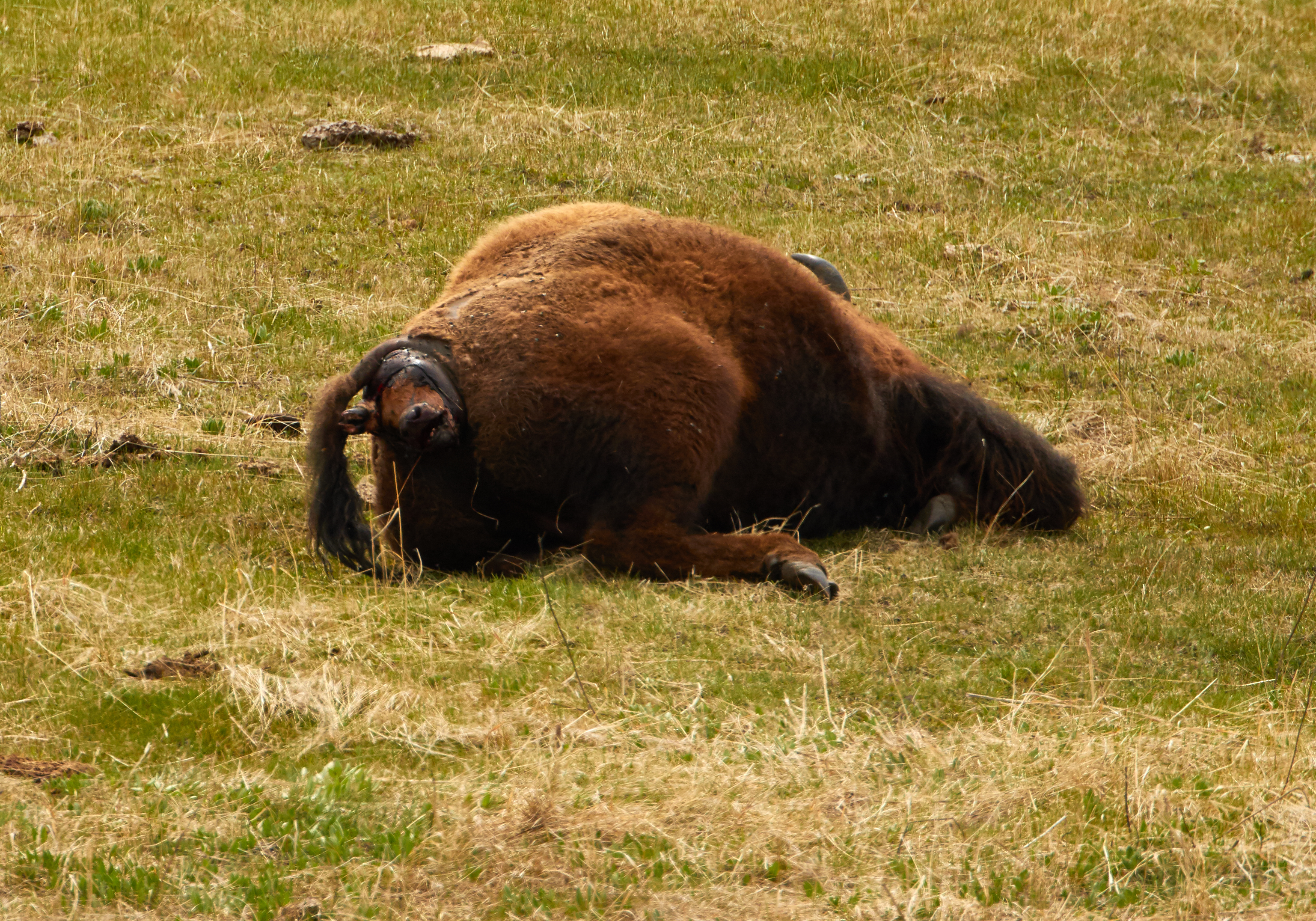
Rinderbrucellose ist ein häufiger Grund für Fehlgeburten bei Bisons

Die American Bison Specialist Group (ABSG) verzeichnet insgesamt neun Krankheiten, die im Rahmen der Bestandserhaltung von Bisons relevant sind: Anaplasmose der Wiederkäuer, Milzbrand, Blauzungenkrankheit, Bovine spongiforme Enzephalopathie, Rinderbrucellose, Tuberkulose der Rinder, Bovine Virusdiarrhoe, Paratuberkulose sowie Bösartiges Katarrhalfieber. Unter diesen hat die Rinderbrucellose im Zusammenhang mit dem Bison in den vergangenen Jahrzehnten eine erhöhte öffentliche Aufmerksamkeit erlangt. Bei weiblichen Tieren kann die Krankheit unter anderem zu Fehlgeburten, einer Entzündung des Uterus sowie einer unvollständigen Nachgeburt führen. Die vermutlich durch Rinder von Europa nach Nordamerika eingeschleppte Krankheit tritt bei rund 24 % der Gesamtpopulation von Präriebisons in Nordamerika auf (Stand 2010). Während die Brucellose ursprünglich vom Hausrind auf wilde Huftiere wie Bison und Wapiti (Cervus canadensis) übertragen wurde, sind die Hausrindbestände inzwischen praktisch unbefallen von der Krankheit und die wilden Huftiere wirken heute als Reservoir für die Krankheitserreger. Aus diesem Grund werden die Bisons, die im Winterhalbjahr aus dem Yellowstone-Nationalpark auf das umliegende Weideland streifen, von Viehzüchtern als Gefahrenquelle für ihre Viehherden wahrgenommen. In umstrittenen Maßnahmen wurden die Bisonbestände reduziert und Bisons, die den Nationalpark verließen, getötet. Eine Verringerung des Reservoirs ging aus der Reduzierung der Bisonbestände nicht hervor, da die Brucellose-Erreger lediglich eine Bestandsgröße von 200 Bisons benötigen, um sich in ihrer Population halten zu können. Da zwischen 1990 und 2002 keine Brucelloseübertragung von Wildbeständen auf Vieh in der Umgebung des Nationalparks festgestellt wurde, wird die Gefahr dieser Übertragung zwischen Bison und Vieh als verhältnismäßig gering eingeschätzt. Zwischen 2002 und 2012 bekanntgewordene Übertragungen zogen zwar den Verlust des Gütesiegels „brucellosefrei“ für die Viehbestände nach sich, waren jedoch nicht über Bisons erfolgt, sondern über Wapitis. Eine Gruppe von Forschern um Julie Fuller schätzte im Jahr 2007, dass eine substanzielle Reduktion oder Ausrottung der Brucellose im Yellowstone-Nationalpark durch erfolgreiche Durchführung von Impfkampagnen zu einer Bestandssteigerung um 29 % führen würde.
Insgesamt sind 31 Arten von Endoparasiten bekannt, die Bisons als Wirtstiere nutzen. Davon treten die meisten bei Tieren auf, die in Gefangenschaft gehalten werden. Freilebende Bisons werden von Fadenwürmern der Gattung Dictyocaulus sowie von Bandwürmern der Gattung Moniezia befallen. Eine an Bisons im Yellowstone National Park durchgeführte Untersuchung ergab, dass vor allem ältere Tiere von Fadenwürmern befallen werden und nicht – wie etwa bei Viehbeständen üblich – Kälber.
Ektoparasiten wie Stechmücken der Gattung Aedes, Kriebelmücken der Gattung Simulium, Bremsen (Tabanidae), Schnepfenfliegen (Rhagionidae) sowie Echte Fliegen (Muscidae) befallen Bisons vor allem in den warmen Sommermonaten, wenn das Fell der Bisons kurz ist und damit am durchlässigsten für Insektenstiche. Eine 2015 erschienene Untersuchung zur Wechselwirkung zwischen Bisons und Gnitzen der Gattung Culicoides kam zu dem Ergebnis, dass von Bisons genutzte Schlammkuhlen vermutlich eine wichtige Rolle in der Populationsdynamik der Mücken spielen. Vor anderen Arthropoden fungieren vor allem Gnitzen der Gattung Culicoides als Vektoren bei der Übertragung von hämorrhagischer Erkrankung und von Blauzungenkrankheit, die von Erregern der Gattung Orbivirus hervorgerufen werden und in Nordamerika zu sporadischer, aber substanzieller Mortalität bei Hirschen und Bisons führen können.

### Mortalitätsursachen
Die Bejagung durch den Menschen stellt heute eine der bedeutendsten Mortalitätsursachen dar. An zweiter Stelle rangieren Wölfe (Canis lupus), die vor allem im Winter geschwächte oder ältere Individuen töten. Auch besonders harte Winter mit erhöhter Klimastress-Belastung und vermindertem Nahrungsangebot verursachen eine höhere Sterblichkeitsquote unter freilebenden Bisons. Darüber hinaus sind Bisons vom gelegentlichen Auftreten von Milzbrand betroffen. Durch Rinderbrucellose verursachte Fehlgeburten erhöhen die Sterblichkeitsrate von Kälbern und Kühen. Im Yellowstone-Nationalpark sterben außerdem jedes Jahr Tiere in heißen Quellen und durch von Touristen verursachte Unfälle.
Bisons haben für gewöhnlich eine Lebenserwartung von zwanzig Jahren. In Zoos kann auch ein Höchstalter von vierzig Jahren erreicht werden, was in freier Natur aber sehr unwahrscheinlich ist.

## Forschungsgeschichte und Systematik

### Taxonomische Aspekte

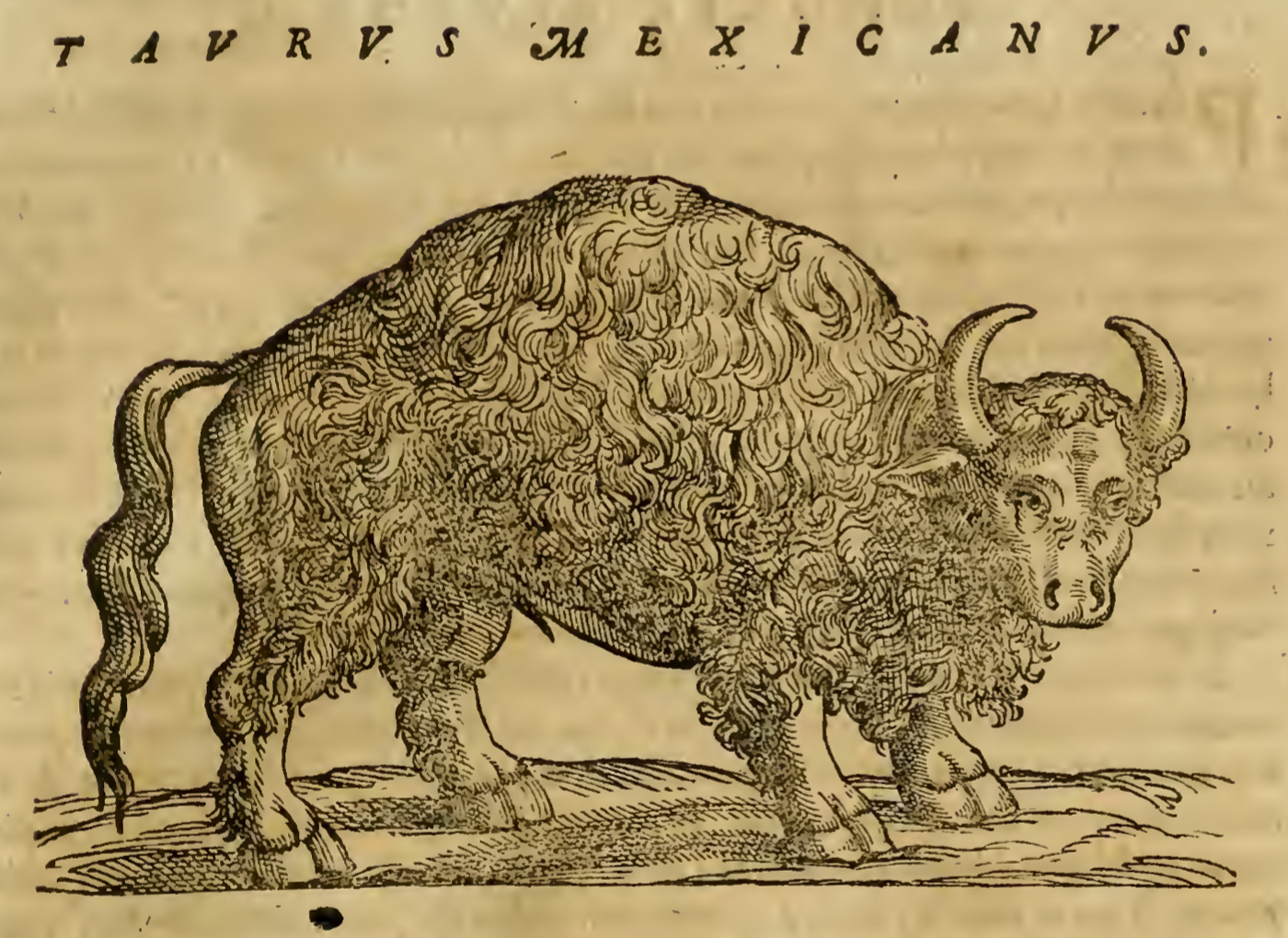
„Taurus Mexicanus“ aus Rerum medicarum Novæ Hispaniæ thesaurus (1651) von Francisco Hernández. Linné benutzte diese Abbildung für seine Erstbeschreibung.

Erstbeschrieben wurde der Amerikanische Bison von Carl von Linné in der 1758 erschienenen zehnten Auflage seines Werkes Systema Naturae. Linné stellte den Amerikanischen Bison zusammen mit den Hausrindern in die Gattung der Eigentlichen Rinder (Bos). Aufgrund von morphologischen Besonderheiten stellte C. Hamilton Smith im Jahr 1827 eine eigene Untergattung „Bison“ für den Amerikanischen Bison und sein europäisches Pendant, den Wisent (Bos bonasus), auf. 1849 erhob Charles Knight die von Smith geschaffene Untergattung in den Rang einer eigenen Gattung.
Seither ist die genaue Stellung des Amerikanischen Bisons Gegenstand einer anhaltenden wissenschaftlichen Diskussion, was dazu geführt hat, dass unterschiedliche Werke den Bison entweder in die Gattung Bos oder in die Gattung Bison einordnen. So führt das Smithsonian National Museum of Natural History den Amerikanischen Bison in seiner Reihe Mammal Species of the World unter dem Gattungsbegriff Bison, während etwa das Museum of Texas Tech University in seiner Revised Checklist of North American Mammals North of Mexico den Gattungsbegriff Bos verwendet. Innerhalb der Gattung Bison wiederum wurde durch einige Autoren auch angezweifelt, dass es sich bei Amerikanischem Bison und Europäischem Bison (Wisent), die beide unbeschränkt miteinander fruchtbar sind, um zwei voneinander getrennte Arten handelt.
Die Eingliederung in die Gattung Bos wird durch molekulargenetische Untersuchungen aus dem Jahr 2004 unterstützt. Sie zeigten auf, dass der Amerikanische Bison und der Wisent keine gemeinsame Verwandtschaftsgruppe bilden. Vielmehr steht ersterer in einer näheren Beziehung zum Yak (Bos mutus), letzterer bildet dagegen die Schwesterart des Auerochsen (Bos primigenius beziehungsweise dem Hausrind Bos taurus), wodurch die Gattung Bison paraphyletisch wird. Spätere Genanalysen konnten dies bestätigen, so dass die meisten jüngeren Systematiken den Amerikanischen Bison (und den Wisent) innerhalb der Eigentlichen Rinder führen. Untersuchungen der mitochondrialen DNA weisen darauf hin, dass die Isolation und Divergenz der Vorfahren des Wisents von denen des Amerikanischen Bisons bereits vor etwa 1,5 bis 2 Millionen Jahren erfolgt zu sein scheint, während sich das Yak erst vor rund 700.000 Jahren von der gemeinsamen Linie mit dem Amerikanischen Bison abspaltete. Andere Studien gehen aber auch von einer deutlich früheren Aufteilung der Linien des Wisents und des Amerikanischen Bisons aus. Unter Einbeziehung fossiler Formen stellt der Steppenbison (Bos priscus) genetischen Analysen zufolge den nächsten Verwandten des Amerikanischen Bisons dar.
Die weithin gebräuchliche Einteilung in die beiden Unterarten Präriebison (B. bison bison) und Waldbison (B. bison athabascae) ist ebenfalls Gegenstand einer wissenschaftlichen Debatte. Aufgrund von Unterschieden in der Skelettstruktur und äußeren Merkmalen – etwa der Körpergröße und der Beschaffenheit des Fells – stellte Samuel Rhoads im Jahr 1897 die Unterart des Waldbisons auf. Diese Einteilung in zwei Unterarten wurde in einer Veröffentlichung aus dem Jahr 1991 von Valerius Geist als unzulässig kritisiert; er fasst sie stattdessen als Ökotypen auf. Geist argumentiert, dass die von Rhoads ins Feld geführten morphologischen Unterschiede nicht ausreichten, um eine eigene Unterart B. bison athabascae zu rechtfertigen, doch erkennen die meisten Taxonomen die nördliche Waldmorphe Waldbison als valides Taxon B. bison athabascae und somit als Unterart an, die sowohl vom Präriebison (B. bison bison), als auch vom Wisent oder Europäischen Bison (Bos bonasus) zu trennen ist. Trotz der von Geist (1991) vertretenen Vermutung, die Variation der Amerikanischen Bisons in Größe und Felleigenschaften könnten maßgeblich von den Umweltbedingungen und der Ernährung beeinflusst sein, herrschte bezüglich der Variation zwischen Präriebison und Waldbison weiterhin die Ansicht vor, dass diese phänotypische Variation zwischen den Restpopulationen auf genetischer Variation beruht.
Neuere genetische Untersuchungen kommen bisweilen zu widersprüchlichen Ergebnissen. Gregory Wilson und Curtis Strobeck von der University of Alberta gelangten im Jahr 1999 bei DNA-Analysen von Tieren aus 11 unterschiedlichen Beständen wildlebender Bisons zu dem Schluss, dass die Unterschiede zwischen Wald- und Präriebisons größer sind als diejenigen zwischen Tieren innerhalb beider Unterarten. Dagegen ergaben Untersuchungen einer Forschergruppe um Matthew Cronin von der University of Alaska Fairbanks aus dem Jahr 2013, dass im Rahmen der untersuchten Marker die genetische Diversität zwischen Vertretern von Hausrind (Bos taurus) und Zebu (Bos indicus) signifikant größer ist als diejenige zwischen Präriebison und Waldbison.
Die Ansiedlung von Präriebisons unweit des Wood-Buffalo-Nationalparks in den Jahren 1925–1928 und die daraus resultierende Hybridisierung des Waldbisons mit dem Präriebison erschwert die Unterscheidung zusätzlich, doch kam es im Wood Buffalo National Park nach der Einführung des Präriebisons in den Jahren 1925–1928 zu keiner vollständigen genetischen Vermischung des Waldbisons mit dem Präriebison. Die anthropogene Veränderungen des ursprünglichen Verbreitungsgebiets der beiden Unterarten, die durch Zusammenschrumpfen ihrer Bestandsgebiete, durch Umsiedeln und Hybridisieren hervorgerufen wurden, lassen es jedenfalls wahrscheinlich erscheinen, dass die Systematik der bestehenden Waldbisonpopulationen kompliziert bleiben wird.
Die Problematik, ob es sich bei Präriebison und Waldbison um zwei valide Unterarten des Amerikanischen Bisons handelt, wird weiterhin als ungeklärt angesehen, so dass mindestens drei Möglichkeiten in dieser Frage bestehen:
- Die Merkmale von Präriebison und Waldbison sind distinkt genug, um zwei Unterarten zu unterscheiden.[184]
- Die Merkmale von Präriebison und Waldbison waren in der Vergangenheit distinkt genug, um zwei Unterarten zu unterscheiden, sind es aber mittlerweile nicht mehr (beispielsweise durch Hybridisierung im Bereich des Wood Buffalo National Parks).[184]
- Die Merkmale von Präriebison und Waldbison waren nie distinkt genug, um zwei Unterarten zu unterscheiden (zumindest nicht auf genetischer Ebene).[184]

Eine dritte, 1915 beschriebene Unterart, Bison bison pennsylvanicus, gilt nicht mehr als gültiges Taxon, sondern als jüngeres Synonym für den Präriebison Bison bison bison. Sie wurde als in begrenzter Anzahl östliche Wälder und Lichtungen bewohnende Form beschrieben, deren Verbreitungsgebiet sich über weite Teile des Ostens der USA (in ganz Ohio und Kentucky und von West-Pennsylvania südwärts über die Berge hinweg bis nach Nord-Georgia) erstreckt haben soll und die in der ersten Hälfte des 19. Jahrhunderts bis zur Ausrottung bejagt wurde. Dass im 17. und 18. Jahrhundert Bisons in begrenzter Anzahl auf vereinzelten Lichtungen in den Waldgebieten östlich der Prärien und westlich der Appalachen zu beobachten waren, könnte Folge der massiven Entvölkerung der indianischen Einwohner dieser Gegend sein, nachdem diese erstmals europäischen Krankheiten ausgesetzt waren. Demnach handelte es sich nicht um eine östliche Unterart, sondern um aus der Ebene vorgedrungene Präriebisons.

### Naturschutzbiologische und -rechtliche Ansätze
Der Naturschutz strebt bei Vorliegen geografischer Variation innerhalb der Populationen einer Art unter anderem an, „evolutionär bedeutsame Einheiten“ oder „unterschiedliche Populationssegmente“ zu erhalten. Dieser Ansatz wird sowohl in den USA durch den Endangered Species Act of 1973, als auch in Kanada durch das Committee on the Status of Endangered Wildlife in Canada (COSEWIC) geteilt. Aus naturschutzbiologischer Perspektive wird daher als Vorsichtsmaßnahme gegen drohende Hybridisierung die getrennte Haltung von Waldbisons und Präriebisons empfohlen.
Trotz der Fragen und Komplikationen um die Taxonomie innerhalb des Amerikanischen Bisons und um die Berechtigung einer Einteilung in die Unterarten Präriebison und Waldbison kam das National Wood Bison Recovery Team Kanadas in ihrem 2001 publizierten „National Recovery Plan for the Wood Bison“ zu folgendem Schluss:
- Waldbison und Präriebison unterschieden sich historisch durch mehrere morphologische und genetische Merkmale.[191][192]
- Waldbison und Präriebison unterscheiden sich trotz der (anthropogen in den 1920er Jahren initiierten) Hybridisierung auch weiterhin morphologisch und genetisch.[191][192]
- Der Waldbison (mit seinen Nachkommen) bildet weiterhin Populationen im Rang einer Unterart des Amerikanischen Bisons (und sollte daher vom Präriebison getrennt gehalten werden).[191][192]

Der Diskurs über die Validität der Unterarten des Amerikanischen Bisons birgt hingegen nach Ansicht von Experten die Gefahr einer genetischen Homogenisierung beider Formen für den Fall, dass ihre Unterscheidung abgelehnt werden sollte. Hal W. Reynolds, C. Cormack Gates und Randal D. Glaholt wiesen 2003 darauf hin, dass die Ergebnisse der Molekulargenetik aufgrund der dynamischen Fortschritte dieser Disziplin von vielen Wissenschaftlern als maßgeblich für das Naturschutzmanagement behandelt und dabei Ergebnisse anderer Disziplinen häufig vernachlässigt würden. Es bestehe ein von der Anzahl und Art der verwendeten genetischen Marker abhängiges Risiko, dass molekulare Methoden keine ausreichende Definition von Populationen ermöglichen. Daraus könne die Gefahr erwachsen, dass morphologisch oder in anderer Weise ökologisch unterscheidbare Populationen wie Präriebison und Waldbison, für die ein Bedarf an einem sie voneinander separierenden Management bestehe, als Einheit verwaltet werden und es zu natürlicher oder anthropogener Hybridisierung der eng verwandten Formen kommt. Die drei Autoren forderten, für die beiden Formen des Amerikanischen Bisons müsse das genetische Management das Ziel der adaptiven Diversität der Biospecies einhalten und eine Homogenisierung oder Manipulation des Genpools von Populationen oder deren Eliminierung vermieden werden. Auch das Umweltministerium von British Columbia forderte, dass sich künftige Auslegungen des subspezifischen Status des Waldbisons nicht auf die Erhaltung der genetisch bedingten geografischen Variation des Amerikanischen Bisons auswirken dürfen, wie sie durch den Waldbison in British Columbia repräsentiert wird.
Aus naturschutzbiologischer Sicht spricht der Diskurs über die Validität des Namens in das verhältnismäßig willkürliche taxonomische System der Unterarten den Menschen nicht von der Verantwortung frei, die innerhalb einer biologischen Art bestehende Diversität als Ausgangsstoff für die Evolution anzuerkennen und zu bewahren. Um nicht das Risiko einzugehen, den Weg für evolutionäre Möglichkeiten zu verstellen, sollte die bestehende Trennung von Präriebison und Waldbison daher nach naturschutzbiologischer Argumentation nicht vorschnell aufgegeben werden.

## Stammesgeschichte

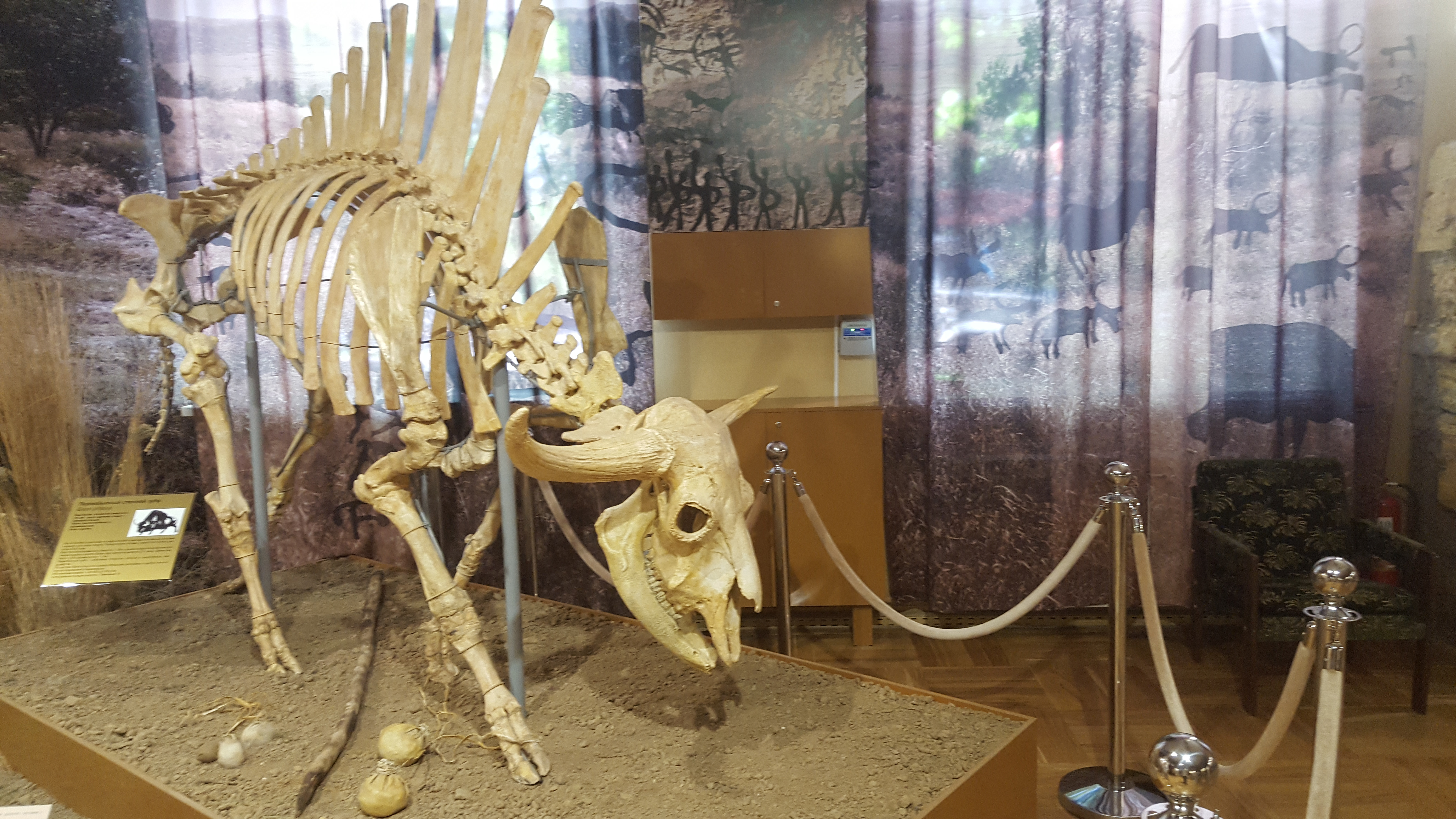
Skelettrekonstruktion des Steppenbisons (Bos priscus), der vermutliche Vorfahr des Amerikanischen Bisons

Die Herkunft des Amerikanischen Bisons ist nicht vollständig geklärt. Problematisch bei der Rekonstruktion der stammesgeschichtlichen Vergangenheit der Art ist, dass sich die verschiedenen fossilen Bisonformen unabhängig von etwaigen Abweichungen in der Körpergröße meist nur am Schädel, insbesondere der Hornstellung, unterscheiden lassen. Bisonartige Rinder erreichten Nordamerika erstmals im Verlauf des Mittelpleistozäns über die Beringbrücke von Eurasien kommend. Dort hatte sich die Gattung Bos bereits im Übergang vom Alt- zum Mittelpleistozän ausgebreitet, Vorgängerformen finden sich möglicherweise in Leptobos oder in Pelorovis. In Nordamerika breitete sich Bos relativ schnell aus und konkurrierte dort in den offenen Steppenlandschaften mit frühen Pferden und Mammuten. Die Einwanderung über die Beringstraße war aber kein einmaliges Ereignis, da sich genetischen Daten zufolge wenigstens zwei Wellen unterscheiden lassen: die erste vor rund 195.000 bis 135.000 Jahren (entsprechend der vorletzten Kaltzeit) und eine zweite vor rund 41.000 bis 25.000 Jahren (entsprechend der letzten Kaltzeit). In der Regel können zwei Formengruppen an bisonartigen Rindern in Nordamerika unterschieden werden. In den eher südlichen Regionen ab dem 60. nördlichen Breitengrad war Bos latifrons heimisch, eine riesige Form, die mit geschätzten rund 2 Tonnen Körpergewicht den heutigen Amerikanischen Bison um das Doppelte an Gewicht übertraf und dessen Hörner bis zu 2 Meter auseinanderstanden. Bos latifrons ist an zahlreichen Fundorten belegt, so etwa in Snowmass im US-Bundesstaat Colorado oder in American Falls in Idaho. Der hohe Norden dagegen wurde vom Steppenbison (Bos priscus) bewohnt, der zwar ebenfalls sehr groß war, aber anders strukturierte Hörner besaß. Hier befinden sich bedeutende Fundstellen unter anderem im Old Crow Basin im kanadischen Territorium Yukon, mit Blue Babe ist auch eine vorzüglich erhaltene Eismumie aus Alaska überliefert. Teilweise wird angenommen, dass im Verlauf der letzten Kaltzeit durch sukzessive Reduktion der Körpergröße Bos latifrons in Bos antiquus überging, das unter anderem an den Asphaltgruben von Rancho La Brea in Kalifornien auftritt. Dem gegenüber entwickelte sich im Norden der Steppenbison zu Bos (bison) occidentalis weiter.

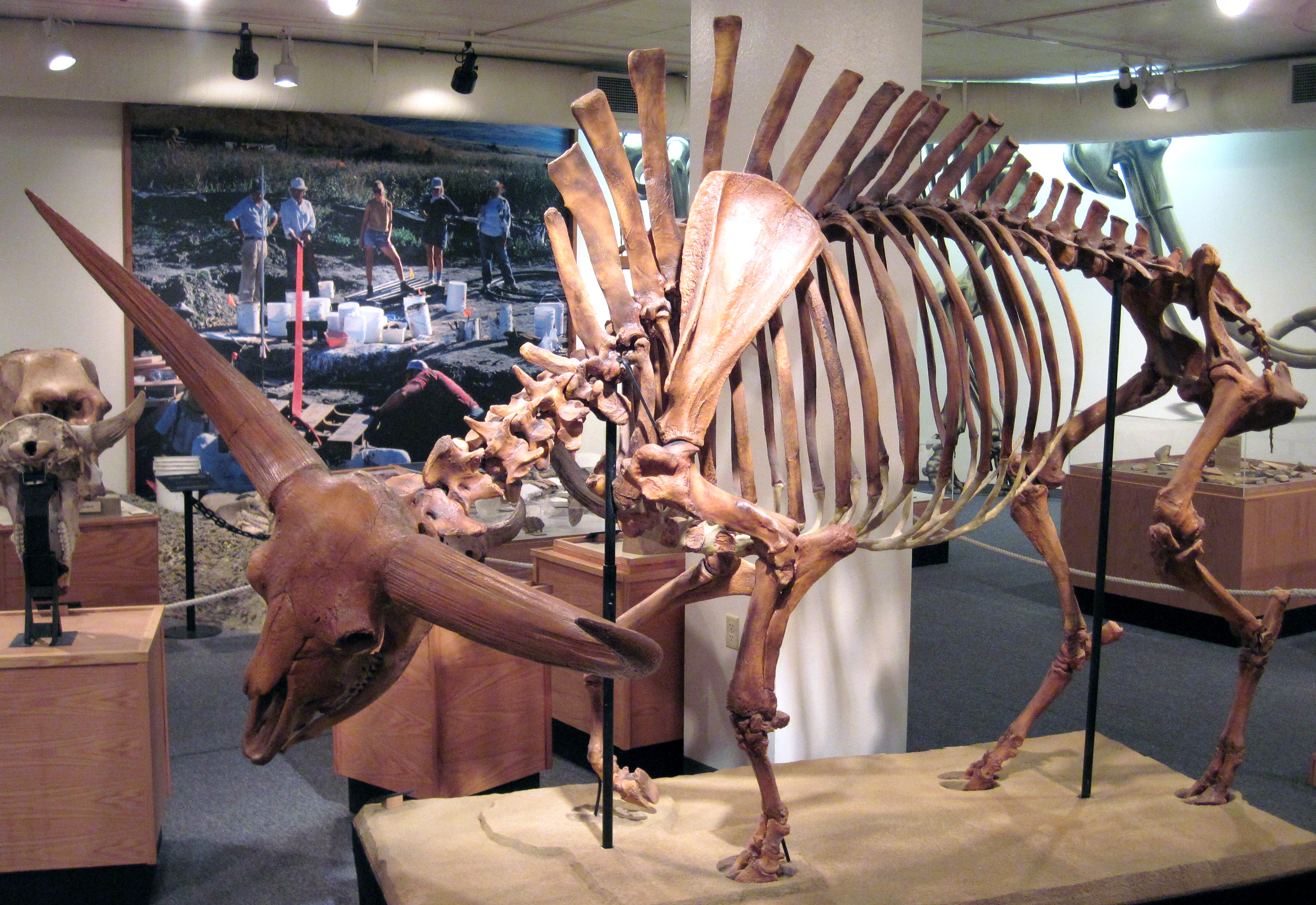
Skelettrekonstruktion von Bos latifrons

Der heutige Amerikanische Bison ist dann erstmals nach der letzten Kaltzeit im Verlauf des Holozäns nachweisbar. Ursachen für seine Herausbildung finden sich möglicherweise im Zerfall der Offenlandschaften nach dem Rückgang der Gletschermassen und der Ausbreitung waldreicher Biotope, wodurch sich ähnlich wie bei den Vorgängerformen des europäischen Wisents die Gesamtpopulationen der Bisons stark aufsplitteten. Infolgedessen kam es zu einer weiteren Reduktion der Körpergröße und einer Reorientierung der Hörner. Mitunter werden diese Veränderungen auch mit einem höheren Jagddruck durch die Paläoindianer erklärt. Im südlichen Teil Nordamerikas sind die ältesten Reste des Amerikanischen Bisons zwischen 8000 und 6500 Jahre alt. Der Zeitraum geht einher mit der Ausbreitung kurzhalmiger Gräser (C4-Pflanzen). In nördlicheren Regionen Nordamerikas erschien der Amerikanische Bison rund anderthalb Tausend Jahre später.

## Bestand und Gefährdung

### Gefährdungsbewertungen
Gefährdungsstatus der Art
Die IUCN stuft den Amerikanischen Bison auf ihrer Roten Liste gefährdeter Arten seit 2008 als „potenziell gefährdet“ ein. Sie erneuerte diese Einstufung in ihrer jüngsten Bewertung 2017 mit der Begründung, dass die Art für mehrere Jahre absehbar vollständig angewiesen auf die Weiterführung der Maßnahmen des aktiven Naturschutzes bleiben werde und über eine sehr begrenzte Anzahl (lediglich fünf) lebensfähiger Populationen verfüge, während eine hohe Anzahl ihrer Populationen klein und isoliert sei (13 von 20 bestanden aus weniger als 400 Tieren). Im Falle einer Verminderung des staatlichen Schutzes hält die IUCN ein Zurückfallen der Art auf den Gefährdungsstatus „gefährdet“ für wahrscheinlich. Nur sechs der 21 freilebenden Herden des Amerikanischen Bisons, die in dieser Bewertung der IUCN berücksichtigt wurden, lebten in den Western Rangelands (Weideland-Ökoregionen Northern Mixed Grass Prairie, Rocky Mountain und Colorado Plateau), während die übrigen 15 Herden Ökoregionen betreffen, die überwiegend aus Aspen-Parkland, borealem Nadelwald und Feuchtgebieten in Kanada und Alaska bestehen.
Der Amerikanische Bison lebt heute auf weniger als einem Prozent seines historischen Verbreitungsgebietes, so dass in der Wissenschaft die Sorge besteht, er könne bereits als „ökologisch ausgestorben“ zu erachten sein. Als die Prärielandschaft gestaltendes und erhaltenes Faunenelement spielt der Amerikanische Bison wie die ebenfalls bis auf spärlich siedelnde Reste und einige Großkolonien in Naturschutzgebieten dezimierten Bestände der Präriehunde (Arten der Gattung Cynomys) heute keine ökologische Rolle mehr. Die meisten Amerikanischen Bisons (rund 400.000) Nordamerikas wurden laut einer Veröffentlichung aus dem Jahr 2010 in etwa 6.400 landwirtschaftlichen Betrieben in Kanada und den USA privat gehalten, während eine verhältnismäßig geringe Zahl (rund 30.000) in Naturschutzgebieten lebten. Laut IUCN existierten im Jahr 2008 62 Schutzherden des Präriebisons mit insgesamt 20,504 Tieren, sowie 11 Schutzherden des Waldbisons mit zusammengenommen 10.871 Tieren.
Im gesamten historischen Verbreitungsgebiet des Amerikanischen Bisons ist die Anzahl und Verbreitung der freilebenden Exemplare heute zudem sehr begrenzt. Entsprechend stufte die IUCN den Amerikanischen Bison in ihrem ersten Green Status Assessment der Art im Jahr 2022 als „Critically Depleted“ ein.
Zu den Hauptbedrohungen für den Fortbestand der Art in der Wildbahn gehören der Verlust und die Fragmentierung von Lebensräumen, die genetische Manipulation von Amerikanischen Bisons in kommerzieller Haltung zur Erzielung von Marktmerkmalen, die geringen Populationseffekte in den meisten Schutzherden, die geringe Anzahl von Herden, die einem breiten Spektrum natürlicher Selektionsfaktoren ausgesetzt sind, nachwirkende Einflüsse durch die in der Vergangenheit stattgefunde Introgression von Genen durch Hausrinder und der drohende Verlust von Populationen durch Keulung als Reaktion des Tiermanagements auf die Infektion einiger wildlebender Bestände mit meldepflichtigen Rinderkrankheiten.
Gefährdungsstatus der Unterart Waldbison
Kanada stufte den Waldbison 1978 als „Endangered“ ein, nahm aber 1988 aufgrund der Fortschritte in der Bestandserholung eine Herabstufung der Gefährdung auf „Threatened“ vor und bestätigte diesen Status im Jahr 2000 nach einer Neubewertung. Die Unterart steht in Kanada unter Schutz des Species at Risk Act (2003).
Die USA stuften den Waldbison 1970 im Rahmen des Endangered Species Act of 1973 (ESA) als „Endangered in Canada“ ein und berücksichtigten damit den damaligen Gefährdungsstatus der Unterart in Kanada. Beide Staaten unternehmen Schritte zu einer Harmonisierung ihrer nationalen Einstufungen des Waldbisons. 2002 wurde der Waldbison im Rahmen des ESA als „threatened“ eingestuft ist, womit die ökologische Bedeutung von Bemühungen zur Wiederherstellung des Waldbisonsbestands in Alaska unterstrichen wurde.

### Präriebisonbestände

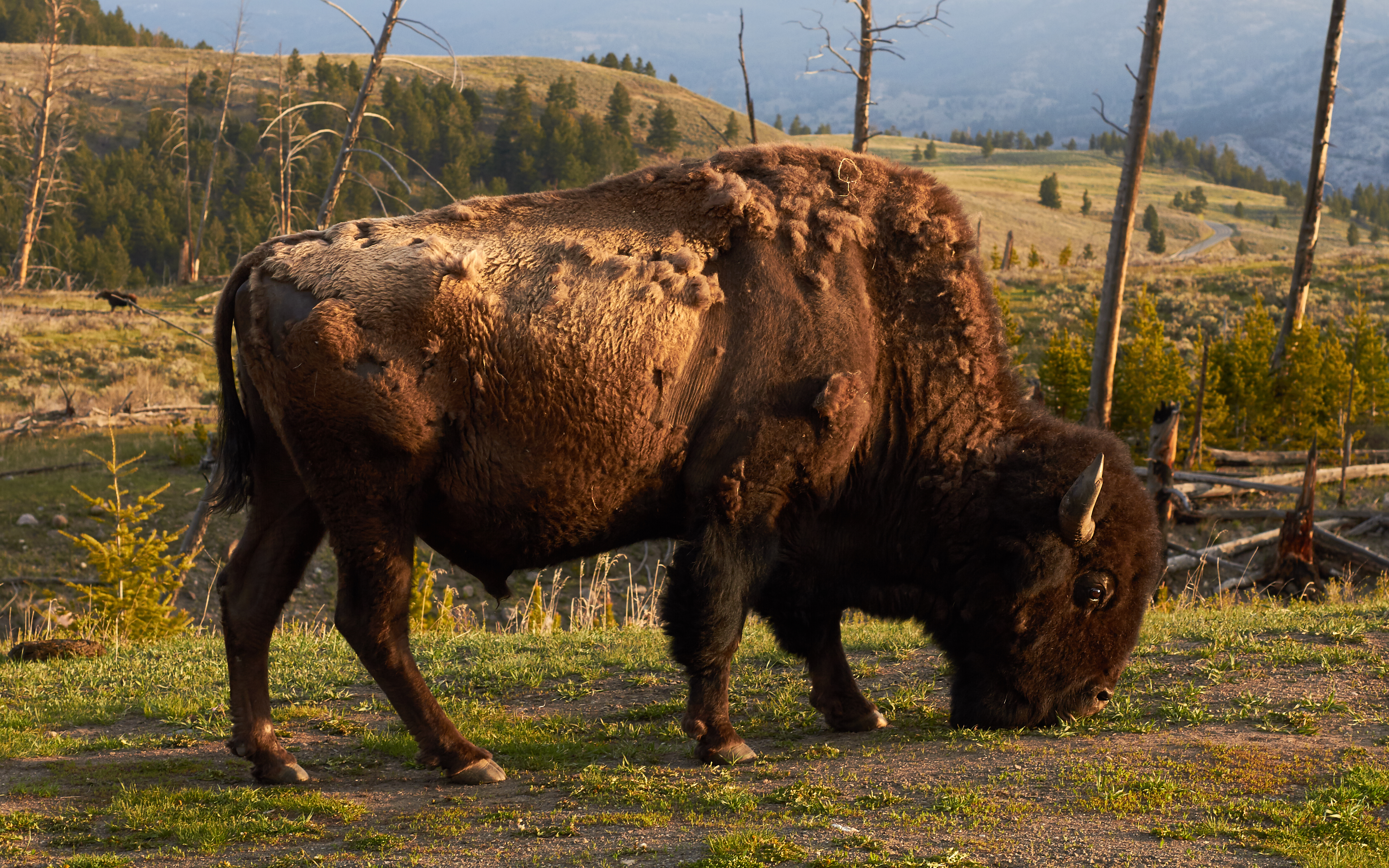
Präriebison im Yellowstone-Nationalpark.
Im Yellowstone-Nationalpark leben heute zwischen 2300 und 5000 Bisons, was Yellowstone zu einem der Gebiete mit der höchsten Populationsdichte in den Vereinigten Staaten macht.

Die Größe des Bison-Bestandes vor der Ankunft europäischer Siedler wurde lange Zeit auf 60 Millionen Tiere geschätzt. Richard Irving Dodge (1827–1895), Oberst der United States Army und Verfasser von Büchern über den Amerikanischen Westen, schätzte die Ausdehnung einer von ihm im Jahr 1871 beobachteten Herde in einem Brief an den Zoologen William Temple Hornaday (1854–1937) auf 25 mal 50 Meilen. Hornaday schloss daraus auf eine Zahl von 4 Millionen Tieren für die von Dodge beobachtete Herde. Der kanadische Naturforscher Ernest Thompson Seton (1860–1946) rechnete diese Zahl auf die Gesamtfläche des Gebiets westlich des Mississippi hoch und kam zu der – in der Literatur weit verbreiteten – Zahl von 60 Millionen Tieren. Aufgrund einer neueren Schätzung durch Tom McHugh aus dem Jahr 1972 wird diese Zahl inzwischen als zu groß verworfen. McHugh geht von einer Kapazität von 26 Bisons pro Quadratmeile aus und kommt dabei auf eine ursprüngliche Gesamtpopulation von 30 Millionen Individuen. Der US-amerikanische Wildtierbiologe Dale F. Lott folgt McHugh in seinem 2002 erschienenen Buch American Bison – A Natural History weitgehend, kommt aber – vor allem unter Berücksichtigung witterungsbedingter Bestandsschwankungen – zu dem Schluss, die historische Population könne in etwa 3 bis 6 Millionen unter dem von McHugh angegebenen Wert gelegen haben.
Durch die starke Bejagung ging der Bestand bis zum späten 19. Jahrhundert auf weniger als 1.000 Tiere zurück. Infolge der in den 1870er Jahren beginnenden Anstrengungen zum Schutz der Tiere erholte sich der Bestand, was zu einer Verdopplung der Zahl von Präriebisons in den Jahren zwischen 1888 und 1902 führte. Im Jahr 1970 lebten etwa 30.000 Tiere in Nordamerika, davon rund die Hälfte in privaten Herden. Die Zahl der freilebenden Präriebisons wurde im Jahr 2010 auf mehr als 20.500 Individuen geschätzt, diejenige der in privaten Herden gehaltenen Tiere auf zusätzliche 400.000. Die größte Herde freilebender Präriebisons lebt heute mit rund 4.800 Tieren (2020) im Yellowstone-Nationalpark.

### Waldbisonbestände
Die Bestände des Waldbisons waren in historischer Zeit trotz des sich von Zentralalberta bis ins Landesinnere Alaskas erstreckenden und somit ausgedehnten Verbreitungsgebiets dieser Unterart deutlich geringer als die des Präriebisons und wurden von Soper (1941) auf Grundlage der verfügbaren geeigneten Lebensräume für die Zeit um das Jahr 1800 (also für die Zeit vor der Besiedlung des Westens durch europäischstämmige Siedler) auf 168.000 Tiere geschätzt (für das ursprüngliche Verbreitungsgebiet nördlich des Athabasca River). Eine spätere Analyse des historisch geeigneten Lebensraums in Alaska ergab ein deutlich größeres Verbreitungsgebiet als zuvor von Soper (1941) veranschlagt, was darauf hindeutet, dass die Gesamtbestandsgröße des Waldbisons noch größer gewesen sein könnte als von Soper (1941) geschätzt.
Der Waldbison konnte aufgrund seiner nördlichen Verbreitung zunächst der Ausrottung entgehen, doch kam es ab 1840 beim ursprünglich also zahlreich vertretenen Waldbison zu erheblichen Bestandseinbußen und zur Gefährdung des Gesamtbestands dieser nördlichen Unterart oder Form des Amerikanischen Bisons, vor allem – wie bei der bekannteren Unterart (oder südlichen Form) Präriebison – durch übermäßige Jagd durch weiße Siedler.
Der Gesamtbestand der Waldbisons fiel bis zum Ende des 19. Jahrhunderts auf rund 250 Individuen. Zu Beginn des 20. Jahrhunderts überlebten nur rund 300 Waldbisons in der Wildbahn in der Nähe der Großen Sklavenseen in den Nordwest-Territorien.

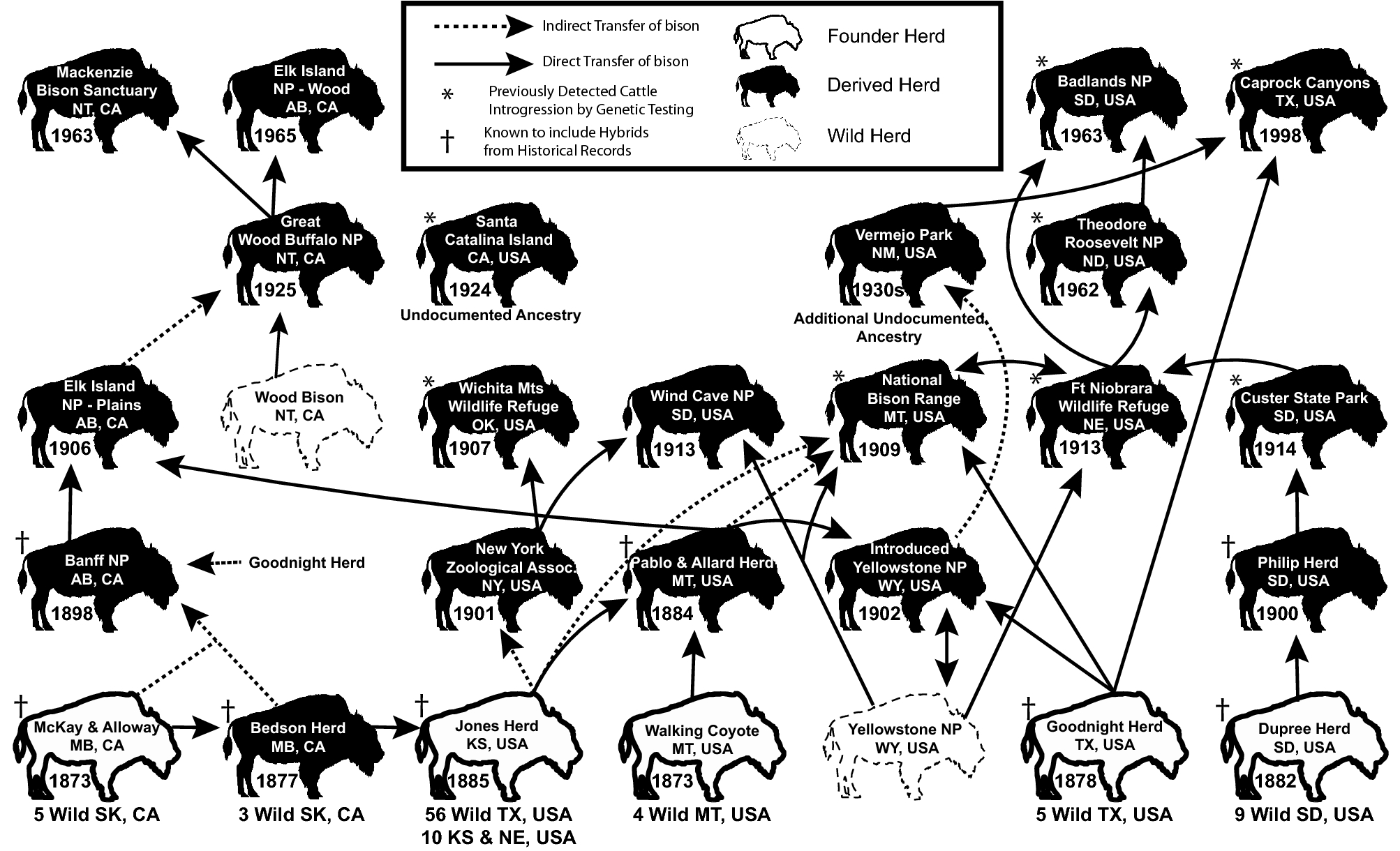
Ab den 1870er Jahren durchlief der Amerikanische Bison eine komplexe und vernetzte Geschichte der vom Menschen vermittelten Verbindungen zur Fortpflanzung der Art, wobei der letzte wildlebende Bestand des Waldbisons (heute Wood Buffalo National Park) mit Tieren aus in Privatbesitz befindlichen Herden aufgestockt wurde, bei denen Rückkreuzungen von Hybriden vorgenommen worden waren.

Ab den 1870er Jahren durchlief der Amerikanische Bison eine komplexe und vernetzte Geschichte der vom Menschen vermittelten Verbindungen zur Fortpflanzung der Art. Nach dem Höhepunkt des Populationsengpasses befanden sich die meisten überlebenden Amerikanischen Bisons in Privatbesitz, was die für die Gründung neuer öffentlicher und privater Herden zur Verfügung stehende Anzahl der Exemplare limitierte. Bei der Auswahl der Tiere für diese neuen Bestände stellte sich heraus, dass Hybriden nach vier oder fünf Generationen der Rückkreuzung morphologisch nicht mehr von den nicht-hybridisierten Unterarten der Eltern zu unterscheiden waren. Aus diesen Herden in Privatbesitz stammende Exemplare wurden auch zur Aufstockung Bestandes in den kanadischen Nordwest-Territorien (heute Wood Buffalo National Park) als einziger verbliebener Wildpopulation des Waldbisons verwendet (wie auch entsprechend zur Aufstockung des US-amerikanischen Yellowstone-Nationalpark-Bestandes als einziger verbliebener Wildpopulation des Präriebisons).
Durch die von der kanadischen Regierung verhängten Maßnahmen zum Bestandsschutz erholte sich die Population auf rund 11.000 Tiere im Jahr 2008. Seit 1994 stellt die kanadische Regierung Waldbisons auch privaten Herdenbesitzern zur Verfügung.
Herden zur Erhaltung und Erholung der Waldbisonbestände werden in vier Kategorien eingeteilt: Erstens öffentliche freilebende Herden, die nicht den Krankheiten Rindertuberkulose und Brucellose ausgesetzt oder damit infiziert sind; Zweitens in Gefangenschaft gehaltene Zuchtherden in öffentlichem Besitz oder unter öffentlicher Verwaltung; Drittens in Gefangenschaft gehaltene Zuchtherden in Privatbesitz und mit direkter Verbindung an das Erhaltungsprogramm als Naturschutzprojekte; Viertens öffentliche freilebende Herden, die mit Rindertuberkulose, mit Brucellose oder mit beiden Krankheiten infiziert oder vermutlich infiziert sind. Beide Krankheiten verfügen über hohe Übertragungsraten und ihre Prävalenz steigt zügig auf rund 40 Prozent, sobald sie sich in einer Bisonpopulation etabliert haben. Die Ausbreitung dieser Krankheiten hat auf die Erholungschancen der freilebenden Bisonbestände erheblichen Einfluss, so dass der Verhinderung des Kontakts der in einem großen Pool im Wood-Buffalo-Nationalpark existierenden erkrankten Bisons mit krankheitsfreien Populationen für die Erholung der Waldbisonbestände hohe Bedeutung zukommt.
Neben der Bedeutung, die die Krankheitsfreiheit in Bezug auf Rindertuberkulose und Brucellose für die Erholung der Bisonbestände einnimmt, ist auch die Aufrechterhaltung der Integrität der Waldbison-Unterart von besonderem Interesse, sofern sie in Restpopulationen noch vorhanden sein sollte. Verschiedene Studien können aber als Hinweis darauf angesehen werden, dass der „Waldbison“ als genetisch unterscheidbare Unterart wahrscheinlich durch genetische Vermischung mit dem Präriebison verloren gegangen ist oder verloren geht.

#### Kanada
Wood-Buffalo-Nationalpark (mit freilebender, infizierter Herde) in Alberta und den Nordwest-Territorien
In den Jahren 1925 bis 1928 wurden über 6600 Präriebisons aus dem 1909 gegründeten Buffalo-Nationalpark bei Wainwright (Alberta) in einer bereits damals umstrittenen Maßnahme in den Wood-Buffalo-Nationalpark (kurz: WBNP) überführt. Diese Überführung gilt als Ursache für die Einschleppung zweier Hausrindkrankheiten in den Wood-Buffalo-Nationalpark, denn die überführten Präriebisons waren Träger von Rindertuberkulose (Erreger: Mycobacterium bovis) und Rinderbrucellose (Erreger: Brucella abortus). Sie vermischten und kreuzten sich mit den dort heimischen Waldbisons, so dass viele der wild lebenden Waldbisons diesen ursprünglich über die Hausrinder eingeschleppten Krankheiten ausgesetzt waren und die Krankheiten auf die Waldbisons des Wood-Buffalo-Nationalparks übertrugen wurden.
Durch die Hybridisierung mit dem Präriebison, durch Krankheiten (vor allem Rindertuberkulose) und durch verschiedene Klimafaktoren war der Waldbison in der Natur schließlich fast ausgestorben, wurde auch für bereits ausgestorben gehalten und – aufgrund der Vermischung und weitgehenden Hybridisierung mit dem Präriebison – für ausgestorben erklärt, bis 1957 in einem entlegenen Teil des Wood-Buffalo-Nationalparks noch eine für sortenrein und nicht infiziert gehaltene, kleine isolierte Subpopulation Waldbisons entdeckt wurde. Diese Tiere wurden nach Fort Smith gebracht, aufgeteilt und je über ein Dutzend in das Mackenzie Bison Sanctuary und den Elk-Island-Nationalpark verlegt. Genetische Analysen kamen später zu dem Ergebnis, dass diese Bisons bereits in begrenztem Maße Kontakt mit Präribisons hatten, dieser aber so gering war, dass die Tiere überwiegend Merkmale der Unterart Waldbison aufweisen und von diesen Gründertieren abstammende Herden von Waldbisons einander genetisch ähnlicher sind als den Präriebisons. „Genetisch reine“ Waldbisons existieren im Wood-Buffalo-Nationalpark nach allgemeiner Auffassung nicht.
Mackenzie Bison Sanctuary (mit freilebender, krankheitsfreier Herde) in den Nordwest-Territorien
Einige dieser für sortenrein und nicht infiziert erachteten Waldbisons wurden zur Gründung eines weiteren isolierten Bestandes nordwestlich des Großen Sklavensees (in den Nordwest-Territorien) im eigens dafür geschaffenen Mackenzie Bison Sanctuary (Mackenzie-Bisonreservat) verwendet. Dazu wurden 1963 aus dem Wood-Buffalo-Nationalpark sechzehn negativ auf Krankheit getestete Waldbisons in das Gebiet Fort Providence überführt und somit der Mackenzie-Bestand gegründet, bei dem es sich um die erste krankheitsfreie Herde handelt, die wieder in der Wildbahn angesiedelt wurde. Zur Jahrtausendwende lebte ein Bestand von 1800 Tieren in diesem zweiten Schutzgebiet am Großen Sklavensee. Er ist der größte der sechs krankheitsfreien freilebenden Bestände Kanadas und wurde als einziger nicht mit aus dem Elk-Island-Nationalpark entnommenen Tieren oder deren Abkömmlingen gegründet.
Elk-Island-Nationalpark (mit krankheitsfreier Gehegewildherde) in Alberta
1965 wurden 22 weitere negativ auf Krankheit getestete Waldbisons in den Elk-Island-Nationalpark (kurz: EINP) südlich des Athabascasees in Alberta überführt, doch stellte sich nachträglich heraus, dass die Gründertiere im Elk-Island-Nationalpark unentdeckt Träger von Tuberkulose waren, also bereits zuvor in dichten Kontakt mit Präriebisons gekommen sein mussten, so dass die adulten Tiere gekeult wurden und nur 11 unerkrankte Kälber verblieben, die dort nach Handaufzucht die Gründerherde bildeten. Es besteht Einigkeit darüber, dass die sich daraus entwickelte Bisonherde im Elk-Island-Nationalpark nicht aus „genetisch reinen“ Waldbisons besteht. Die genetisch bisher (Stand: 2013) untersuchten Individuen aus diesem Gebiet fallen wie diejenigen aus dem Wood-Buffalo-Nationalpark in ein Spektrum genetischer Vermischung von Waldbison und Präriebison.
Dies Herde lebt halbwild auf einem 65 Quadratkilometer großen, eingezäunten Gebiet. Die Aufnahmekapazität im Elk-Island-Nationalpark beträgt rund 350 Tiere, so dass überzählige Tiere entnommen werden, um mit ihnen freilaufende Populationen in ehemaligen Gebieten ihres historischen Verbreitungsgebiets zu gründen und zu ergänzen. Die Herde im Elk-Island-Nationalpark hat mindestens sechs der freilaufenden Bestände und mehrere in Gefangenschaft gehaltene Zuchtherden in Zoos und privaten kommerziellen Rinderfarmen mit uninfizierten Tieren beliefert. Dadurch hat diese Herde eine entscheidende Funktion für die Erholung des Waldbisonsbestandes in Kanada erfüllt. Waldbisons aus dem Elk-Island-Nationalpark wurden über die Gründung neuer Wildbestände in ihrem historischen Verbreitungsgebiet in Kanada hinaus auch für solche in Alaska und in Sibirien verwendet (wo im Pleistozän Vorfahren der amerikanischen Bisons lebten).
Neben dem Waldbisonbestand lebt im Elk-Island-Nationalpark auch ein Präriebisonbestand, der auf die Einführung von rund 50 Präriebisons aus Montana (USA) im Jahr 1907 zurückgeht. 2016 wurde eine Bestandsgröße von 469 Präriebisons im Elk-Island-Nationalpark angegeben. Die Präriebisons im Elk-Island-Nationalpark sind wie die dortigen Waldbisons krankheitsfrei.

| Freilebende, krankheitsfreie Herden:                                                        | Freilebende, krankheitsfreie Herden: | Freilebende, krankheitsfreie Herden: | Freilebende, krankheitsfreie Herden:          | Freilebende, krankheitsfreie Herden: | Freilebende, krankheitsfreie Herden: | Freilebende, krankheitsfreie Herden: | Freilebende, krankheitsfreie Herden: | Freilebende, krankheitsfreie Herden: | Freilebende, krankheitsfreie Herden: | Freilebende, krankheitsfreie Herden: | Freilebende, krankheitsfreie Herden: |
| Name der Herde                                                                              | Freilebend seit                      | Geschütztes Gebiet | Verwaltungseinheit                            | 1978                                 | 1988                                 | 2000                                 | 2002                                 | 2004                                 | 2006                                 | 2008                                 |                                      |
| ------------------------------------------------------------------------------------------- | ------------------------------------ | --- | --------------------------------------------- | ------------------------------------ | ------------------------------------ | ------------------------------------ | ------------------------------------ | ------------------------------------ | ------------------------------------ | ------------------------------------ | ------------------------------------ |
| Mackenzie                                                                                   | 1963                                 | Mackenzie Bison Sanctuary | Nordwest-Territorien                          | 300                                  | 1718                                 | 1908                                 | 2000                                 | 2000                                 | ~ 2000                               | 1600                                 |                                      |
| Nahanni                                                                                     | 1980                                 | nicht ausgewiesen, aber in staatlichem Besitz | Nordwest-Territorien, Yukon, British Columbia |                                      | 30                                   | 160                                  | 170                                  | 399                                  | 400                                  | 400                                  |                                      |
| Aishihik                                                                                    | 1986                                 | Wildlife Management Area | Yukon                                         |                                      |                                      | 500                                  | 530                                  | 550                                  | 700                                  | 1100                                 |                                      |
| Hay-Zama                                                                                    | 1993                                 | nicht ausgewiesen, aber in staatlichem Besitz | Alberta                                       |                                      |                                      | 130                                  | 234                                  | 350                                  | 600                                  | 750                                  |                                      |
| Nordquist                                                                                   | 1995                                 | Portage Brule Rapids Ecological Reserve, Smith River Ecological Reserve, Smith River Falls–Fort Halkett Park, Liard River Corridor Park, Liard River Hotsprings Park, Liard River West Corridor Park, Liard River Corridor Protected Area, Hyland River Park, Muncho Lake Park, Milligan Hills Park | British Columbia                              |                                      |                                      | 50                                   | 60                                   | 112                                  | 140                                  | 140                                  |                                      |
| Etthithun                                                                                   | 2002                                 | | British Columbia                              |                                      |                                      |                                      | 43                                   | 70                                   | 124                                  | 124                                  |                                      |
| Chitek Lake                                                                                 | 1991                                 | Chitek Lake Reserve | Manitoba                                      |                                      |                                      | 70                                   | 100                                  | 150                                  | 225                                  | 300                                  |                                      |
| Freilebende, erkrankte Herden:                                                              |                                      | |                                               |                                      |                                      |                                      |                                      |                                      |                                      |                                      |                                      |
| Name der Herde                                                                              | Geschützt seit                       | Geschütztes Gebiet | Verwaltungseinheit                            | 1978                                 | 1988                                 | 2000                                 | 2002                                 | 2003                                 | 2005                                 | 2007                                 |                                      |
| Wood Buffalo National Park*                                                                 | 1922                                 | Wood-Buffalo-Nationalpark | Alberta, Nordwest-Territorien                 |                                      |                                      | 2178                                 | 4050                                 | 4947                                 | 5641                                 | 4639                                 |                                      |
| *: Exklusive der angrenzenden erkrankten Wentzel-, Wabasca- und Slave River Lowlands-Herden |                                      | |                                               |                                      |                                      |                                      |                                      |                                      |                                      |                                      |                                      |

#### Vereinigte Staaten von Amerika
Alaska Wildlife Conservation Center (mit krankheitsfreier Gehegewildherde) in Alaska
2003 wurden 13 einjährige Waldbisons aus Yukon in das Alaska Wildlife Conservation Center (AWCC) überführt, das als Zentrum für Gehegezucht und -haltung den Bestand für die Bemühungen zur Wiedereinführung des Waldbisons unterstützen soll. 2008 wurden 53 krankheitsfreie Waldbisons aus dem Elk-Island-Nationalpark nach Alaska in das AWCC in Portage (in der Nähe von Anchorage) überführt, wo die Herde in Gefangenschaft gehalten wird. Das Alaska Department of Fish and Game (ADFG) plante mit Hilfe dieser Herde einen oder mehrere Waldbisonbestände im Landesinneren Alaskas wiederherzustellen. Die Herde wuchs in der Folge auf 150 gesunde, reinsortige Tiere an.
Freilebende Waldbisons in Alaska
Im Frühjahr und Sommer 2015 brachten das Alaska Department of Fish and Game und Partnerorganisationen 130 Waldbisons in die Wildbahn Alaskas. 2015 begann der Transport von Waldbisons nach Shageluk, Alaska, von wo aus die Tiere freilebend umherstreifen konnten. Damit war nach rund 170-jähriger Abwesenheit die Wiedereinführung des Waldbisons in Alaskas Wildbahn erfolgt, die der Waldbison vor seinem Verschwinden mit weiter Verbreitung als letzte Bisonform bewohnt hatte. Anderen Angaben zufolge soll der Waldbison zuvor im Jahr 1900 letztmalig in Ost-Alaska gesichtet worden sein.
Die ökologische Bedeutung der Bemühungen zur Wiederherstellung des Waldbisonsbestands in Alaska wird dadurch unterstrichen, dass die Unterart seit 2012 im Rahmen des US-amerikanischen Endangered Species Act of 1973 (ESA) als „threatened“ eingestuft ist.

#### Russische Föderation
Zuchtzentren Ust'-Buotama und Tympynai (mit Gehegewildherden) in Sibirien
2006 wurde im Rahmen eines staatlichen Programms zum Umweltschutz in der Republik Sacha (Jakutien) mit Unterstützung der föderalen Naturschutzbehörden entschieden, einen Waldbisonbestand im historischen Verbreitungsgebiet der euroasiatischen Vorfahren in Jakutien über die Einführung von Tieren aus Kanada herzustellen. Die beiden Zuchtzentren Ust’-Buotama und Tympynai wurden auf dem Gebiet der Nationalparks Lenskie Stolby und Sinyaya in Zentraljakutien gegründet, um die aus Kanada eingeführten Waldbisons an die in Jakutien herrschenden Bedingungen zu adaptieren.
- Zuchtzentrum Ust’-Buotama (mit Ust’-Buotama-Herde): In den Jahren 2006, 2011, 2013 und 2020 wurden jeweils 30 Exemplare des Waldbisons aus dem Elk-Island-Nationalpark in das Zuchtzentrum Ust’-Buotama überführt, ein umzäuntes[267] Gebiet im Lensky Stolby Nature Park, der sich in der Nähe von Jakutsk in der Republik Sacha (Jakutien) befindet.[263][268][269][267][270] Das Gebiet liegt Angaben zufolge außerhalb des historischen Verbreitungsgebiets des Waldbisons.[263] Das 100 Hektar große Gehege Ust'-Buotama Bison-Park dient Zoologen und Ökologen auch zur Erforschung von Veränderungen in der Vegetation in Verbindung mit dem Selektionsdruck dieser Megaherbivoren, die sich an die lokale Umgebung adaptierten und im Bestand anwuchsen.[271] Aufgrund seiner begrenzten Fläche werden im Zuchtzentrum Ust'-Buotama ausschließlich Zuchttiere gehalten und der Nachwuchs jährlich in das Zuchtzentrum Tympynai abgegeben. 2017 wurde der Zuchtbestand im Zuchtzentrum Ust'-Buotama wegen erhöhter Mortalität einiger adulter Tiere mit Jungtieren aus dem Zuchtzentrum Tympynai aufgestockt. Eine Begrenzung der Ust'-Buotama-Herde auf eine Bestandsgröße von 30 bis 35 Tiere wurde geplant.[267]

- Zuchtzentrum Tympynai (mit Tympynai-Herde): Ab 2009 wurde der gesamte Nachwuchs der Ust'-Buotama-Herde in das Zuchtzentrum Tympynai überführt, das über ein größeres Revier mit besseren Weidebedingungen verfügt und dessen Herde jährlich durch Kälber aus dem Zuchtzentrum Ust'-Buotama ergänzt wird und seit 2012 auch eigenen Nachwuchs hervorbringt.[267]

Bis 2017 wurden die von 2006 bis 2013 nach Jakutien überführten Waldbisons ausschließlich in Zuchtzentren in Gefangenschaft gehalten. Die geschätzte Gesamtzahl der Waldbisons in Jakutien verdoppelte sich und erreichte 184 Tiere, davon insgesamt 37 Exemplare in der Aufzuchtstation Ust'-Buotama, 142 Exemplare in der Aufzuchtstation Tympynai, sowie zwei weitere Exemplare im Zoo Orto Doidu und drei Tiere im Naturpark Living Diamonds of Yakutia in der Nähe der Stadt Mirny.
Sinyaya-Naturpark (mit freilebender Herde) in Sibirien
Im November 2017 wurden schließlich 30 Waldbisons in ein außerhalb des Tympynai-Zuchtzentrums gelegenes Gebiet des Sinyaya-Naturparks und somit in die Taigazone Jakutiens freigelassen.

## Menschen und Bisons

### Vor der Ankunft der europäischen Siedler

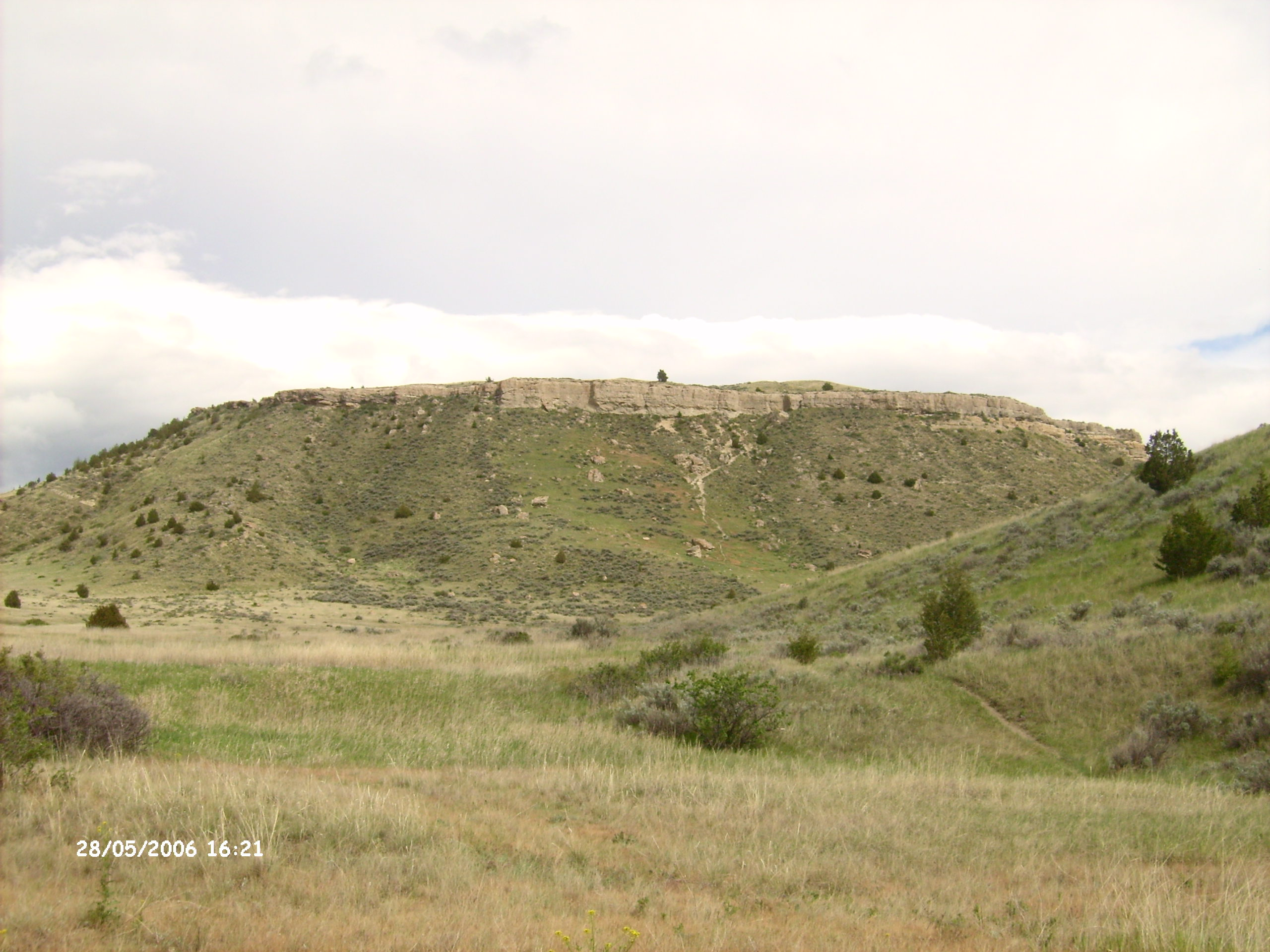
Blick von Westen zum Madison Buffalo Jump

Der Mensch erreichte den amerikanischen Kontinent im Verlauf des ausgehenden Pleistozäns, die ältesten Hinweise sind wenigstens 13.000 Jahre alt. Im Zuge ihrer Expansion trafen die Paläoindianer vor allem im Gebiet der Great Plains auf teils gewaltige Bisonherden. Sie bildeten einen Teil der damaligen Megafauna, die neben den Rindern unter anderem auch Rüsseltiere, Riesenfaultiere und südamerikanische Huftiere zuzüglich großer Beutegreifer wie Säbelzahnkatzen, Amerikanische Löwen und Kurznasenbären einschloss. Während die frühesten Paläoindianer Teile ihrer Nahrung und sonstigen Bedarf aus dieser reichhaltigen Tierwelt bezogen, worauf einige Fundstellen der Clovis-Kultur hindeuten, gingen die Menschen mit dem Verschwinden der meisten großen Pflanzen- und Fleischfresser zum Ende der letzten Kaltzeit während der quartären Aussterbewelle verstärkt zur Bisonjagd über. Dies zeigt sich unter anderem am Fundplatz Folsom in New Mexico, der namensgebenden Fundstelle der Folsom-Kultur, wo eine Projektilspitze (Folsom-Spitze) einer Jagdwaffe zwischen den Rippen eines Bisons (Bos antiquus) gefunden wurde. Der Befund datiert um etwa 8000 v. Chr. Die älteste kanadische Fundstätte mit Hinweisen auf Bisonjagd befindet sich südlich von Taber bei Chin Coulee in Alberta. Sie weist ein Alter von rund 7000 v. Chr. auf.
Der Bison diente den Paläoindianern als Nahrung, sein Fell, seine Sehnen und seine Knochen zur Herstellung von Kleidung, Decken, Schilden, Seilen, Leim, Kissenfüllungen, Geschirr, Rasseln, Schmuck, Werkzeugen und Tipis und der Büffelmist als Brennmaterial. In den Plains war allerdings die Bisonjagd mit Pfeil und Bogen ohne Pferde (diese wurden erst von den Spaniern eingeführt, ebenso Sättel und Zaumzeug) nur eingeschränkt möglich. Deswegen entwickelten die wenigen dort lebenden Indianer andere Methoden, um Bisons in großen Mengen zu erlegen.
Eine dieser Jagdmethoden war der „Buffalo Jump“ (dt. „Büffel-Sprung“'): Ein schneller junger Mann wurde ausgewählt und in ein Bisonfell gehüllt. Auf dem Kopf trug er ein Büffelhaupt mit Ohren und Hörnern. So getarnt, pirschte er sich an eine Büffelherde heran, die nahe einem Abgrund graste. Die übrigen Indianer kreisten die Bisons von der anderen Seite her ein und blieben zunächst versteckt. Auf ein Zeichen gingen sie langsam auf die Bisons zu. Sobald die Bisons zu flüchten begannen, begann auch der getarnte Jäger zu laufen. Er lockte die Bisons zum Abgrund und ließ sie über die Klippe in den Tod stürzen.
Vor der territorialen Eroberung durch Europäer oder europäischstämmige Amerikaner konnten die Indianer aufgrund ihrer verhältnismäßig geringen Bevölkerungsgröße und relativ wenig entwickelten Waffentechnik den großen Bisonherden keine nachhaltigen Verluste zufügen, obwohl sie zu Teilen als Jägernomaden in der Prärie siedelten und dort fast vollständig vom Bison lebten.

### Vom 16. bis zum Ende des 19. Jahrhunderts
Zu keinem anderen Säugetier Nordamerikas existiert mehr historisches Schrifttum als zum Amerikanischen Bison, auch wenn dieses lediglich für die letzten vier Jahrhunderte vorliegt und erst mit der Zeit der ersten europäischen Entdecker in Nordamerika beginnt, im Gegensatz etwa zu den mehrere Tausend Jahre zurückreichenden historischen Aufzeichnungen über den Europäischen Bison oder Wisent.

#### Bedeutung und Nutzung des Bisons vor seiner Überjagung
Im 19. Jahrhundert galt Hernán Cortés als erster Europäer, der einen Amerikanischen Bison zu Gesicht bekam, doch ist keine Beschreibung des Bisons durch Cortés oder seine Soldaten überliefert. Stattdessen stammt die Erzählung, Cortés habe den „Mexikanischen Bullen“ 1519 in der zoologischen Sammlung des aztekischen-Monarchen Moctezuma II. in der heutigen Mexiko-Stadt gesehen, von dem spanischen Geschichtsschreiber Antonio de Solís y Rivadeneyra (1684, 1691 oder 1724) und wurde von diesem erst rund 165 Jahre nach Cortés‘ Aufenthalt bei Moctezuma II. von Spanien aus verfasst, ohne dass De Solis Mexiko besucht hatte. Die Beschreibung des „Mexikanischen Bullen“ durch De Solís scheint chimärischen Charakter zu haben.
Die früheste anerkannte schriftliche Beschreibung einer Sichtung des Amerikanischen Bisons durch einen Europäer stammt von dem spanischen Entdecker Álvar Núñez Cabeza de Vaca, der 1533 auf seinen Wanderungen „Ochsen“ mit „kleinen Hörnern wie das Morucha-Rind“ und „sehr langen Haaren“ beobachtet hatte. Seine Reiseberichte veröffentlichte er jedoch erst 22 Jahre später und es erschien sein Buch Die Schiffbrüche des Álvar Núñez Cabeza de Vaca.
Die erste gedruckte Beschreibung des Amerikanischen Bisons stammt vom spanischen Geschichtsschreiber Gonzalo Fernández de Oviedo y Valdés, der zwischen 1535 und 1537 eine zwanzigbändige Geschichte (Historia general y natural de las Indias) herausgab, die auch ein Kapitel zu den „Kühen des Landes im Norden“ enthielt.
Mit aus den spanischen Außenposten im Südwesten im 16. Jahrhundert entlaufenen oder gestohlenen Hauspferden gelangten die Indianer in Amerika erstmals in den Besitz von Pferden. Die Verwilderung dieser von den Europäern eingeführten Hauspferde begann ab 1541. Bereits kurz nachdem die Spanier 1598 New Mexico besiedelten, drangen die ersten Hauspferde in die plains ein. Die von den Spaniern nach Amerika eingeführte Pferderasse war eine als Berber bekannte Mischung aus arabischen und spanischen Pferderassen, die gezüchtet worden waren, um mit trockenen Lebensräumen Nordafrikas zurechtzukommen und die in den trockenen, grasbedeckten südlichen Plains ihrer Veranlagung entsprechende ökologische Bedingungen vorfand. Diese Mustangs sollten in der Folge wie die Bisons riesige Herden auf den Prärien bilden. Ab dem 17. Jahrhundert wurden Hauspferde für die indigenen Gruppen verfügbar und erweiterten ihre Möglichkeiten im Bereich Mobilität und Jagdstrategien. Nach dem Pueblo-Aufstand von 1680 nahm die Verbreitung der Pferde stark zu und erreichte, von dem von den Spaniern aufgegebenen New Mexico ausgehend, 1730 den Missouri River und in den 1770er Jahren die Prärieprovinzen in Kanada. Mit der nennenswerten Verbreitung verwilderter Pferde gegen Mitte des 17. Jahrhunderts (siehe Karte zur Ausbreitung des Hauspferdes in Nordamerika) wurde die Bisonjagd wesentlich einfacher. Nun konnten die Indianer die Bisons überall in der Prärie jagen und schufen die neue Kultur der Plains-Indianer (Prärieindianer). So drangen immer mehr Stämme auf diese Gebiete vor, um sich vom Fleisch der Tiere zu ernähren. Im 18. Jahrhundert konnten infolge des Vordringens spanischer, französischer und britischer Kolonisten in Nordamerika viele bis dahin sesshafte Indianer (insbesondere die Comanchen und die Sioux) Pferde erwerben und ganz oder teilweise zur Bisonjagd in die Great Plains auswandern und zur schweifenden Lebensweise wechseln. Der Zugang zu Pferden machte nicht nur die Tötung der Bisons, sondern auch deren Transport effizienter und führte dazu, dass sich viele Stämme, wie etwa die Lakota-Sioux, gegen eine von Sesshaftigkeit und Gartenbau geprägte Lebensweise entschieden und sich vom Biberfang stärker auf die Bisonjagd verlegten. Stämme mit mangelndem Zugang zu Pferden und Schusswaffen mussten solchen mit gutem Zugang Gebiete und Einfluss abtreten. Letztendlich sollte die Anzahl und Verbreitung der Pferde so zunehmen, dass sie sich auch zu Futterkonkurrenten der Bisons entwickelten. Bereits um 1800 waren Indianergruppen der Region wie die Comanchen und Kiowa im Besitz riesiger Pferdeherden und zwischen dem Rio Grande und dem Arkansas River lebten zusätzlich rund zwei Millionen verwilderte Hauspferde. Auf einen Indianer der Southern Plains kamen oftmals vier bis sechs Pferde, während im Norden die harten Winter den Pferdebeständen schwere Verluste zufügten und deren Verbreitung und Anzahl begrenzten. Obwohl die nun berittenen Indianer die Bisons leichter verfolgen konnten, wurde deren Gesamtpopulation dadurch kaum verringert, sondern sollte erst beginnen zu kippen, nachdem europäischstämmige Siedler und Eroberer allmählich in die Prärie vordrangen.
Nach dem Erlegen, Häuten und Ausweiden der Bisons wurde das nicht bereits an Ort und Stelle verzehrte Bisonfleisch von den Indianern in Streifen geschnitten, in dieser Form an der Luft und am Feuer getrocknet, anschließend zu grobem Fleischmehl zerrieben und mit geschmolzenem Fett zur Herstellung von Pemmikan verarbeitet, das bei sachgemäßer Aufbewahrung eine lange Haltbarkeit besaß und das winterliche Hauptnahrungsmittel der Indianer darstellte. Dieses essentielle Nahrungsmittel diente auch im Pelzhandel zur Versorgung bei Reisen in nordamerikanische Prärieregionen, wo es insbesondere im Winter zu Nahrungsmittelknappheit kommen konnte. Die Einführung wird Peter Pond im Jahr 1779 zugeschrieben, nachdem er es von den Chipewyan in der Region Athabasca erhalten haben soll.
Rekonstruktionen zufolge töteten indianische wie auch europäische oder europäischstämmige Jäger zunächst nur so viele Bisons, wie sie für ihren eigenen Bedarf benötigten.

#### Reduzierung der Bestände bis an den Rand der Ausrottung des Bisons
Im 19. Jahrhundert dezimierten verschiedene Wirkungskräfte die Population des Amerikanischen Bisons von geschätzt mehreren Dutzend Millionen Exemplaren in den ersten Jahrzehnten auf unter 1000 Exemplare im letzten Jahrzehnt. In der ersten Hälfte des 19. Jahrhunderts, als über den Pelzhandel ein neuer Markt für Bisonroben (buffalo robes oder bison robes) entstand, wurde die Bejagung auf die Bisons bereits deutlich erhöht. In der zweiten Hälfte des 19. Jahrhunderts führten dann der Eisenbahnbau, die Bevölkerungszunahme und der sich intensivierende Handel mit Bisonhäuten (buffalo hides oder bison hides) zu einer Beschleunigung des Massentötens der Bisons. Nachteilig wirkte sich zudem auch die anwachsende Konkurrenz um das begrenzt verfügbare Winterfutter mit den Hauspferd- und Hausrindherden der europäischstämmigen Amerikaner und der Indianer aus. Eine weitere Beeinträchtigung der Bisonpopulation entstand durch Krankheiten, die von Hausrindern übertragen wurden.

##### Bejagung für Handel mit Bisonroben (ab 1820) und Fleischversorgung der Bahnarbeiter (ab 1860er)
Bis 1820 oder 1830 wurden die Bisons östlich des Mississippi durch eine Kombination von Lebensraumzerstörung und Subsistenzjagd weitgehend und in der Folge vollständig ausgerottet oder vertrieben. Die europäischstämmigen Siedler hatten mit ihrem westwärts gerichteten Vordringen zu Beginn des 19. Jahrhunderts Kentucky und 50 Jahre später den 98. Meridian mit Stoßrichtung Great Plains erreicht und dabei auch die Vertreibung der Bisons schrittweise nach Westen vorangetrieben. Die Indianer jagten während eines Großteils dieser Phase Bisons sowohl für ihre eigene Versorgung, als auch zum Tauschhandel mit den europäischstämmigen Siedlern. Als Tauschware brachten sie in die Festungen und Städte buffalo robes (Bisonroben) genannte Felle aus dem dicken und dunklen Winterfell des Bisons, die als Überwürfe für Kutschen verwendet oder zu Mänteln und Anderem zugeschnitten werden konnten. Die Indianer verfügten seit alters her über eine Methode, die langhaarigen Büffelhäute, die sie in den Wintermonaten durch Jagd erhielten, zu Büffelroben zu gerben. Ihr Gerbeverfahren war zwar mühsam und erforderte weitere Zutaten vom Büffel wie dessen Gehirn, Leber und Fett oder Talg, doch existierte zu dieser Zeit noch kein kostengünstiges, einfaches kommerzielles Verfahren als Alternative. Der Markt für buffalo robes entstand in den 1820er Jahren; 1828 wurde der Handelsposten Fort Union am Zusammenfluss von Yellowstone River und Missouri River gegründet und der 1820 begonnene Handel von buffalo robes in den Northern Plains blieb dort bis 1880 bestehen. Durchschnittlich wurden aus der Region Upper Missouri fast 60 Jahre lang zwischen 50.000 und 100.000 buffalo robes verschifft.
Solange das Motiv der europäischstämmigen Siedler zum Töten der Bisons noch darin bestand, die Bisons von dem von den Siedlern zur eigenen Existenzsicherung urbar gemachten Land zu vertreiben, blieb die Reduzierung der Bisonpopulation noch limitiert. Um 1830 begann jedoch die gezielte Ausrottung der Bisons durch die europäischstämmigen Siedler, zunächst noch vorrangig mit dem Ziel, den Bedarf der europäischstämmigen Siedler zu decken, zunehmend aber auch den Zweck verfolgend, den ihre Jagdgebiete verteidigenden Indianern ihre Lebensgrundlage (in Form von Lebensmitteln, Brennstoff, Kleidung und Zelten) zu entziehen.
Ab den 1830er Jahren konzentrierte sich der Pelzhandel nach Zusammenbruch des Handels mit Biberfell (beaver trade) auf Bisonroben und die Plainsindianer erzeugten in den darauffolgenden vier Jahrzehnten über 200.000 Bisonhäute (bison hides oder bison skins) und 40.000 bis 100.000 Tonnen Pemmikan pro Jahr für den Handel mit europäisch-stämmigen Amerikanern. In den 1840er Jahren drangen europäischstämmige Amerikaner durch die Great Plains nach Oregon und Kalifornien vor. Der Kalifornische Goldrausch sowie der Goldrausch in Nevada führten zu einem ständig frequentierten Verkehrsstrom durch das Tal des Platte River, entlang dessen Subsistenzjagd betrieben und Vieh oder Material transportiert wurde, was zu einer ersten Teilung der Präriebisonpopulation in eine sogenannten „Nordherde“ und eine „Südherde“ führte. Als sich die Bisons ab den 1840er Jahren immer weiter nach Westen zurückzogen und für die europäischstämmigen Bisonjäger kaum erreichbar wurden, gewannen buffalo robes im Pelzhandel des Missouri zunehmend an Bedeutung. Während die Bestände des Kanadischen Bibers für den Pelzhandel bereits erschöpft waren, konnten die Märkte in New York, Montreal, St. Paul und St. Louis mit buffalo robes hohe Gewinne erwirtschaften. Ein gut organisierter Markt zur Gewinnung von buffalo robes entstand nur in den northern plains, wo die im Vergleich zum Süden kälteren Winter bei den Bisons die Ausprägung eines dickeren und daher wertvolleren Felles bewirkten. Der Handel mit buffalo robes unterschied sich vom später beginnenden Handel mit buffalo hides (Bisonhäuten) zum einen dadurch, dass er vornehmlich vor den 1880er Jahren stattfand und damit in einer Zeit, als das Land noch nicht auf andere Weise intensiv bewirtschaftet wurde, sodass die Tragfähigkeit (Umweltkapazität) des Lebensraums für den Bison nicht litt. Zum anderen unterschied sich der Handel mit buffalo robes vom darauffolgenden Handel mit buffalo hides dadurch, dass die optimale Zeit für die Bisonjagd zum Zweck des Handels mit buffalo robes der Spätherbst und der frühe Winter (insbesondere November bis Januar) war, da zu dieser Zeit die buffalo robes von erstklassiger Qualität waren. Da die Bisons in dieser Jahreszeit nicht mehr in Form der großen Sommerherden, sondern in kleineren Herden verstreut lebten, war die Bisonjagd zur Beschaffung von buffalo robes teurer als die Sommerjagd zur Beschaffung von Buffalo hides. Zudem war auch die Aufbereitung von buffalo robes selbst teurer als die von buffalo hides. Diese Faktoren begrenzten die Bejagung und Ausbeutung der Bisons, weshalb der Handel mit buffalo robes in seinen ersten Jahrzehnten anhalten konnte, ohne die Bisonbestände ernsthaft zu bedrohen.
Als 1865 der Bau der Union Pacific Railroad (UP), die als erste Eisenbahnlinie Nordamerika durchqueren sollte, wurde damit die Endphase der Massentötung der Bisons eingeleitet, die nun zu vielen Tausenden für die Versorgung der Bahnarbeiter mit frischem Fleisch erlegt wurden. Mit dem Bau der UP durch das Tal des Platte River in den 1860er Jahren und insbesondere mit Erreichen von Salt Lake City im Jahr 1869 wurde die Aufteilung der Präriebisons, deren Vertreibung oder Tötung bald einen breiten büffelfreien Korridor nördlich und südlich der UP-Gleise zurückließ, in eine Nordherde und eine Südherde dauerhaft. Sowohl die Jagd zur Ernährung des Eisenbahnpersonals, als auch die Tagesausflüge der Bahn dürften dabei einen Einfluss auf die Dezimierung der Bisonbestände gehabt haben. Bei von den Bahngesellschaften veranstalteten sogenannten „Vergnügungsjagden“ durften Zugreisende aus den Zugfenstern Bisons in beliebiger Menge erschießen, ohne sich dafür auch nur von ihren Sitzplätzen erheben zu müssen. Ein 1867 von der Kansas Pacific Railway eigens für die Frischfleischversorgung des Eisenbahnpersonals angestellter „Büffeljäger“, William Frederick Cody, der in achtzehn Monaten 4280 Bisons erlegt hatte, wurde als Buffalo Bill berühmt und konnte sich zugleich ungestraft rühmen, auch Hunderte Indianer getötet zu haben.

##### Bejagung für Handel mit Bisonhäuten zur Ledererzeugung (ab 1871) und Nachnutzung der Knochen
Nach dem Amerikanischen Bürgerkrieg (1861 bis 1865), der eine vorübergehende Entlastung für die Bisons bedeutete, begann 1871 die planmäßige Ausrottung der Südherde (Colorado und Kansas) durch hide hunters, die 1875 zum Abschluss kam. Allein im Jahr 1872 wurden 2 Millionen Bisons getötet, ausschließlich aufgrund der Bisonhäute mit einem Verkaufswert von 3,50 US-Dollar pro Stück. Die den Bisonherden in den southern plains durch die hide hunters zugefügten hohen Populationsverluste konnten von den Ende der 1860er Jahre dort höchstens 15 Millionen Bisons umfassenden Herden nicht ausgeglichen werden, zumal ein Bestand dieser Größe jährlich vermutlich maximal 4 Millionen Kälber zustande bringen kann. Nach der Ausrottung der Südherde folgte die systematische Vernichtung der Nordherde (Dakota-Territorium, Montana und Wyoming), die in den Jahren 1880 bis 1884 durch hide hunters dezimiert wurde. Im Westen von Kansas erfolgte die Ausrottung der Bisons von 1871 bis 1874, im Westen von Texas von 1875 bis 1879 und im Osten von Montana in von 1880 bis 1883. In den High Plains rotteten professionelle Bisonjäger so die Bisonpopulation, die im Jahr 1870 acht bis zehn Millionen Tiere umfasst hatte, zwischen 1871 und 1883 fast vollständig aus und verwendeten meist nur die Bisonhäute, die zu Leder gegerbt wurden. Die Dezimierung des Amerikanischen Bisons bis an den Rand seiner Ausrottung in den Jahren nach dem Sezessionskrieg gehört zu den spektakulärsten Ereignissen in der Geschichte Amerikas.
1870 experimentierten Gerbereien mit Bisonhäuten. 1871 hatten Gerber dann ein neues Verfahren entwickelt, mit dem die schweren Bisonhäute – im Gegensatz zu der von den Indianern verwendeten Methode – kostengünstig für die kommerzielle Anwendung zu gebrauchsfähigem Leder gegerbt werden und somit auch zu Schuhsohlen und Antriebsriemen für Maschinen verarbeitet werden konnten. Die Gerbereien meldeten daraufhin Bedarf an Tausenden von Bisonhäuten aus der Prärie an, worauf sich schnell und weitgehend unerwartet ein großer hide market für Bisonhäute entwickelte, die in der Qualität mit Häuten von Hausrindern gleichzusetzen waren, auch wenn der Anteil der Bisonhäute nicht über 5 Prozent des gesamten hide market ausmachte. Dass Bisonhäute für den hide market im Gegensatz zu den bison robes für den robe market auch durch die Sommerjagd gewonnen werden konnten, wenn die Bisonherden groß und verhältnismäßig leicht zu jagen waren, reduzierte die Kosten pro getötetem Bison stark im Vergleich zur robe hunt, also der Jagd zur Gewinnung von buffalo robes. In den 1870er Jahren, in denen Europa Veränderungen durch den Deutsch-Französischen Krieg von 1870/71, die Deutsche Einigung und den expansiven Kolonialismus erfuhr, stieg der Export durch das massenhafte Töten der Bisons verfügbaren Bisonhäute nach Europa stark an. Die Entwicklung großkalibriger Hinterladergewehre hatte die Kosten für die Jagd weiter reduziert. 1872 entwickelte die US-amerikanische Firma Sharps ihr Gewehr im Kaliber .50 zur Bisonjagd. 1874 wurden mit der Niederlage der Comanchen gegen die Texaner bei Adobe Walls weitere Bisonbestände für die hide hunters erreichbar und die Bisons in Texas und Oklahoma in den Jahren 1874 bis 1880 dezimiert.
Nach der Entwicklung neuer Gerbtechniken für Bisonhäute im Jahr 1871 führten professionelle Jäger und sogenannten Sportschützen zur nahezu vollständigen Ausrottung der Bisons. Ermöglicht durch die neuen Gerbtechniken und den Anschluss von Kansas an die Eisenbahn entstand 1871 unvermittelt ein Markt für Bisonhäute (hide market oder hide trade), der auf die Eisenbahn angewiesen war. Der Handel mit Bisonhäuten (buffalo hides) trug zum raschen Rückgang der Bisonbestände bei, beraubte sich so mit bemerkenswerter Geschwindigkeit seiner eigenen Grundlage und hatte daher nur bis 1884 Bestand. Die Jagd- und Transportkosten fielen während des kurzlebigen hide market rapide ab. Im Zeitraum von 1872 bis 1874 wurden pro Jahr mehr als eine Million Büffelfelle nach Osten verfrachtet.
Das Fleisch und der Großteil des Leichnams der getöteten Bisons wurde schließlich meist ungenutzt liegengelassen und der Verwesung überlassen, während die bei europäischstämmigen Amerikanern und Indianern als Delikatesse in Form von Konservennahrung geschätzten Bisonzungen sowie die wertvollen Bisonhäute verwertet wurden. Zwischen 1820 und 1880 existierte ein – im Umfang allerdings begrenzter – Handel mit Pemmikan und Bisonzungen. Während des Handels mit Bisonhäuten wurde eine begrenzte Menge Bisonfleisch in den Osten des Landes verschifft. Der Eisenbahntransport vom Ort der Tötung der Bisons war jedoch in der Regel zu kostenintensiv, auch wenn nach 1872 geringe Mengen von Bisonfleisch per Kühlwagen verschifft wurden. Gegenüber dem Handel mit Bisonhäuten blieb der Markt mit Bisonfleisch für Eisenbahnarbeiter und Siedler (trotz der hohen Anzahl getöteter Bisons durch prominente Berufsjäger wie „Buffalo Bill“) relativ klein und hatte über die Reisekorridore hinaus kaum Auswirkungen auf die Bisonbestände.
Das Vorgehen der hide hunter, das vermutlich für den Rückgang der Bisonbestände verantwortlich ist, war ermöglicht worden, nachdem viele Indianerstämme über den Verlauf der gesamten zweiten Hälfte des 19. Jahrhunderts nicht nur ihre Rechte eingebüßt hatten, sondern auch parallel zum Vordringen der europäischstämmigen Siedler nach Westen gedrängt und durch eingeschleppte Krankheiten dezimiert und geschwächt, sowie durch das US-Militär militärisch besiegt worden waren. Nur der Nordwesten mit seinen Verteidigern, den Lakota und Cheyenne, konnte zunächst noch größere Bisonherden halten. Der starke Widerstand der Sioux gegen das Vordringen der europäischstämmigen Siedler bewahrte den Bison in dem von ihnen kontrollierten Gebiet bis in die späten 1870er vor der Jagd durch die europäischstämmigen Jäger. Möglicherweise war der Widerstand der Indianer der Northern Plains (Sioux, Crow und Black Foot) heftiger und besser organisiert, als jener der Southen Plains, weil ihnen im Norden der dort stärker ausgeprägte und lukrativere Handel mit bison robes zur Verfügung stand. Um den Stämmen der Plains-Indianer ihre traditionelle Lebensgrundlage zu nehmen, wurden die Bemühungen zur Ausrottung des Bisons von der US-Regierung unterstützt.
Mit der Zeit hatten die europäischstämmigen Jäger immer effizientere Jagdtaktiken entwickelt, die sich auch die Kenntnis zu Nutzen machten, wie sich die Bisons im Verbund von großen Herden verhalten. Als Folge davon wurde die Verfolgungsjagd (chase hunt) nun aufgegeben und es entwickelte sich als wirkungsvollste Methode zur Bisonjagd die „still hunt“. Dabei lauerte ein einzelner Jäger einer großen Bisonherde von beispielsweise mehreren tausend Tieren von einem Versteck entgegen der Windrichtung auf und konnte aufgrund der unter diesen Umständen gering ausgeprägten Neigung der Bisons zur Flucht in wenigen Stunden über 100 Bisons im Umkreis von mehreren hundert Metern erschießen, ohne sein Versteck verlassen zu müssen. Auch das Neugierverhalten der Amerikanischen Bisons könnte für seine rasche Ausrottung ausgenutzt worden sein. Bisons scheinen von den Leichnamen frisch getöteter Herdenmitglieder und dem Blutgeruch angezogen zu werden, beschnüffeln den Leichnam und stoßen ihn erregt mit den Hörnern, so dass ein Jäger aus seinem Versteck leicht Bison für Bison erschießen und so innerhalb einer Stunde eine ganze Herde von bis zu 70 Tieren erlegen konnte.
Von 1872 bis 1874 transportierte die Eisenbahn von Santa Fe über 5000 Tonnen Bisonknochen, die der Düngerproduktion dienen sollten. Aufgrund des in den Bisonknochen enthaltenen Phosphats konnten sie gemahlen und als Dünger verwendet werden. Auch in den 1880er Jahren wurden in einigen Regionen die Skelettreste der einst lebendem Herden noch Jahre, nachdem bereits die letzten lebenden Tiere dort getötet worden und die Bisons inzwischen insgesamt fast ausgestorben waren, in der Prärie aufgesammelt, um sie industriell zu verwerten. Neben ihrer Eignung zur Düngerherstellung konnte aus Bisonknochen als weiteres Knochenprodukt auch Tierkohle industriell erzeugt werden, die als Raffinationsmittel in Form von Aktivkohlefiltern bei der Zuckerverarbeitung Verwendung fand. Auch wurden Bisonknochen zu feinem Knochenporzellan (fine bone china) verarbeitet. Eine einzige Anlage in St. Louis verarbeitete 1,25 Millionen Tonnen Bisonknochen, was den Überresten von über 12 Millionen Bisons entsprach. In den ersten Jahren des Knochenhandels waren die Skelettreste leicht zu finden. Auch die von den hide hunters verwendete Methode der Ansitzjagd wurde von den Knochenjägern verwendet, um Beute für die Knochengewinnung zusammenzusammeln. Eine Tonne Bisonknochen hatte durchschnittlich einen Verkaufswert von 8 US-Dollar und erforderte das Zusammensammeln von 100 Bisonskeletten. Allein in Kansas wurden zwischen 1868 und 1881 Knochen im Wert von mehreren Millionen US-Dollar verkauft. Auf Grundlage der Menge der per Eisenbahn transportierten Knochen wurde die Anzahl der zwischen 1868 und 1881 getöteten Bisons auf 31 Millionen Tiere geschätzt.
Neben der Absicht, die sich gegen die Herrschaft der European Americans auflehnenden Prärie-Indianer, die von den Bisons existenziell abhängig waren, ihrer Lebensgrundlage zu berauben, wird als zweiter entscheidender Beweggrund für die an die Ausrottung reichende gezielte Dezimierung des Bisons in den USA angeführt, dass die Bisonherden die Entwicklung der Prärielandwirtschaft gestört hatten, insbesondere während ihrer Massenwanderungen. Ähnlich wie im Fall des Afrikanischen Elefanten (Loxodonta africana), und des Pottwals (Physeter macrocephalus), deren Bestände im 19. Jahrhundert wie die des Bisons drastisch durch Jagd dezimiert wurden, dienten Körperteile der in Massen erlegten Bisons (namentlich die Bisonhäute) insbesondere in Nordamerika zur Umsetzung neuer, technisch anspruchsvoller Prozesse, die im Rahmen der industriellen Revolution des 19. Jahrhunderts entwickelt wurden. Die Häute der Bisons trugen somit (ähnlich wie die Stoßzähne der Elefanten oder der Walrat des Pottwals) zur Industrialisierung der USA und in geringerem Maße auch anderer Staaten bei. Die Industrialisierung steigerte die Nachfrage nach diesen Tierkörperteilen und die regen Märkte in den Kerngebieten der Industrie führten zu einer Tausende Kilometer entfernt stattfindenden intensivierten Jagd nach ihnen.

#### Erste Schutzbestrebungen bis zur Sicherung der Arterhaltung des Bisons
Anfang des 19. Jahrhunderts und mit der Öffnung des „Wilden Westens“ Nordamerikas für Entdecker und Immigranten wich die negative Haltung gegenüber den Indianern unter weißen Ostküstenbewohnern zunehmend einem positiven Image, in dem sich um die Plains-Indianer stellvertretend für alle amerikanischen Indianer ein mythisch und romantisch verklärendes Klischee herausbildete. Maler dieses Jahrhunderts, darunter etwa Karl Bodmer und George Catlin, sowie in der Folge auch Fotografen wie Edward Curtis, manifestierten auf ihren Reisen in Begleitung der frühen Abenteurer ihre romantischen Vorstellungen durch ihre Bilder, mit denen sie zugleich oftmals wertvolle visuelle Dokumente der Indianerkulturen schufen. Vor diesem Hintergrund erwog George Catlin bereits 1832 bei einer Reise durch das Missouri River Valley, dass der Amerikanische Bison „so schnell aus der Welt verschwindet, dass seine Art bald ausgerottet werden muss“. Catlin äußerte die Vision, dass die Bisons ebenso wie die sie jagenden Indianer durch „eine breit angelegte Schutzpolitik“ der Regierung „in ihrer unberührten Schönheit und Wildheit in einem herrlichen Park gesehen werden könnten.“ und empfahl der Bundesregierung 1833 die Einrichtung eines „Nationalparks“ in der Graslandschaft zur Rettung der Bisonherden. Die US-Regierung und die Bundesbehörden verweigerten jedoch über den Zeitraum der folgenden vier Jahrzehnte die Weiterverfolgung der Idee Catlins und begrüßten die Dezimierung der Bisonherden, um die auf diese Weise aushungernden Indianer der westlichen Ebenen zur Unterwerfung unter das Reservatsystem zu zwingen. In den 1870er Jahren wurden die Bisonherden als Hindernis für die US-amerikanische Politik des „Manifest Destiny“ wahrgenommen. Nach dieser Vorstellung sollte das Verschwinden der Bisonherden dazu führen, dass die Indianer ihre nomadische und kriegerische Lebensweise aufgeben müssten, so dass sich eine von Viehzüchtern und Farmern urbar gemachte und besiedelte Prärie zu einer ertragsbringenden Ressource der USA entwickeln würde.
Dennoch kam es in den 1870er und 1880er Jahren zu ersten Bemühungen, die Ausrottung des Amerikanischen Bisons zu verhindern, indem sieben Bundesstaaten und Territorien die Bedrohung der Art anerkannten und Gesetze zur Einführung von Schonzeiten für Bisons und andere Wildtiere einführten. Doch erfolgte die Verabschiedung und Einführung der Bestimmungen entweder erst nach dem Verschwinden der Bisonherden oder wurde übergangen.
Als die Gesetzgebung in Texas 1875 angesichts der Nachricht dezimierter Bisonherden und auf Druck von Naturschützern auf den Kongress im Begriff war, ein Gesetz zum Jagdverbot und Bisonschutz zu verabschieden, soll Generalleutnant Philip Henry Sheridan, der Kommandeur der Military Division of the Missouri (mit Hauptquartier in Chicago), die Bisonjäger verteidigt, ihre Arbeit gelobt und für eine Belohnung der Bisonjäger für das Töten von Bisons plädiert haben. Die Gesetzgeber in Texas lehnten den Gesetzesentwurf daraufhin ab. Der überlieferte und auch in der wissenschaftlichen Literatur zitierte Wortlaut Sheridans ist jedoch nicht durch offizielle Dokumente belegt, sondern stammt aus der in Form eines Erlebnisberichts 1907 publizierten, anekdotenhaften und fehlerhaften Darstellung eines Büffeljägers namens John R. Cook, in der Cook von Sheridans Erscheinen vor dem „joint assembly of the House and Senate“ in Austin im Januar 1875 den Wortlaut ausdrücklich lediglich dem Vernehmen nach berichtet:

“These men have done in the last two years and will do more in the next year to settle the vexed Indian question than the entire regular army has done in the last thirty years. They are destroying the Indians’ commissary […] [F]or the sake of a lasting peace, let them kill, skin and sell until the buffaloes are exterminated. Then your prairies can be covered with speckled cattle and the festive cowboy, who follows the hunter as a second forerunner of an advanced civilization.”

„Diese Männer haben in den letzten zwei Jahren mehr getan und sie werden im nächsten Jahr mehr tun, um die leidige Indianerfrage zu lösen, als die gesamte reguläre Armee in den letzten dreißig Jahren getan hat. Sie zerstören die Vorräte der Indianer […] Um eines dauerhaften Friedens willen, lasst sie töten, häuten und verkaufen, bis die Büffel ausgerottet sind. Dann können eure Prärien mit gefleckten Rindern besetzt werden und mit dem zu feiernden Cowboy, der auf den Jäger folgt, als zweiter Wegbereiter einer fortschrittlichen Zivilisation.“

Zu ähnlichen Bemühungen des Bisonschutzes wie in Texas kam es in den 1870er Jahren auch im US-Kongress, doch passierten die meisten Gesetzesentwürfe nicht den Ausschuss und als ein von Greenbury L. Fort eingebrachter Gesetzesentwurf von beiden Kammern angenommen und somit 1875 vom US-Kongress verabschiedet wurde, verweigerte US-Präsident Ulysses S. Grant ohne Angabe von Gründen seine Unterzeichnung und machte das Gesetz zum Schutz des Bisons damit per Pocket Veto zunichte, womit jeder ernsthafte Versuch der Bundesregierung zur Verhinderung der Ausrottung des Bisons beendet wurde.
1872 nahm der Kongress der USA Teile der rund 40 Jahre zuvor geäußerten Idee Catlins zur Errichtung eines Nationalparks zur Rettung des Bisons „mit Mensch und Tier in der wilden Ursprünglichkeit ihrer natürlichen Schönheit“ wieder auf, indem der Yellowstone-Nationalparks unter der Formel „öffentlicher Park und Freizeitgebiet zur Erbauung der Allgemeinheit.“ eingerichtet wurde, worauf in den folgenden Jahren zahlreiche weitere ähnliche Parks in Nordamerika (ab 1885 auch in Kanada) entstanden. Die Entstehung des Naturschutzgedankens in den USA fiel damit in die gleiche Zeit, in der die Indianer in Indianerreservate gezwungen oder getötet und die Bisons in großen Massen erlegt wurden. Nach der Gründung des Yellowstone-Nationalparks als erstem Nationalpark der USA wanderten mehrere hundert freilebende Amerikanische Bisons in das Gebiet ein. Seit dem 15. Januar 1883 war die Jagd der meisten Tiere im Park verboten. Zwar standen die Bisons im Park unter dem Schutz seiner Bestimmungen, doch waren diese nicht implementiert worden und Wilderei führte zu einem stetigen Rückgang des Bisonbestands im Park, auch nachdem die US-Army in Fort Yellowstone 1886 die Betreuung des Parks übernommen hatte. Nachdem die Unterstützer des Yellowstone-Nationalparks in den 1880er Jahren unter anderem im Kongress gegen eine aus kommerziellen Eisenbahninteressen angestrebte Aufteilung und Verkleinerung des Bundesreservats vorgingen und 1892 den letzten in diese Richtung zielenden Gesetzesentwurf knapp abwenden konnten, nahmen sie den Wildtierschutz im Park in Angriff, denn zu Beginn der 1890er Jahre konnte noch immer praktisch ungehindert im Nationalpark gewildert werden, da Wilderer selten ertappt wurden und selbst dann nur geringe Strafen befürchten mussten. Eine Wende brachte 1894 ein Fall der Wilderei von Edgar Howell, der im März 1894 auf frischer Tat im Park von den Bundesbehörden ertappt und festgenommen wurde, als er mindestens elf der zu diesem Zeitpunkt vom Aussterben bedrohten Bisons illegal für kommerzielle Zwecke erlegt hatte. Howell wurde vorgeworfen, bis 1894 schätzungsweise 80 Bisons im Yellowstone-Gebiet getötet und damit im Alleingang bis zu 40 Prozent der damals in der amerikanischen Wildbahn lebenden Bisons ausgelöscht zu haben. Der Kongress nutzte den Wildereifall Howell als Chance, den Wildtierschutz im Nationalpark gegen die Wilderei wirksam zu regeln und setzte dies ungewöhnlich zügig um. Der Gesetzesentwurf von John F. Lacey zum Wildtierschutz im Yellowstone-Nationalpark (26. März) wurde mit geringfügigen Änderungen vom Repräsentantenhaus verabschiedet (6. April), daraufhin ein nochmals verschärfter Gesetzesentwurf vom Senat verabschiedet (23. April), mit geringen Veränderungen von US-Präsident Grover Cleveland unterzeichnet (7. Mai: Yellowstone National Park Protection Act oder erster „Lacey Act“) und damit der erste wirksame Mechanismus für den Wildtierschutz auf Bundesebene gelegt, der zur Basis für den zweiten „Lacey Act“ (1900) wurde. Angeregt und befördert wurde dieses Gesetzgebungsverfahren von historischer Dimension durch die Berichterstattung im Forest-and-Stream-Magazin, dessen Höhepunkt ein Artikel des Journalisten Emerson Hough (5. Mai) über den Wildereifall Howell bildete. Geleitet hatte diese Umweltmedienkampagne, die eine der erfolgreichsten in der Geschichte der USA war, von dem Naturforscher und Chefredakteurs von Forest and Stream, George Bird Grinnell, der Journalismus und Fotografie mobilisierte und gleichzeitig geschickt politische Lobbyarbeit betrieb, um Unterstützung für das Gesetzgebungsverfahren zu gewinnen. Sein Vorgehen, den Bison im Yellowstone-Nationalpark als ultimativ bedrohte Ikonen der US-amerikanischen Nation darzustellen, wird von Historikern als bahnbrechend und beispielgebend für den Umweltschutz gewertet.
1894 lebten in ganz Nordamerika noch rund 800 Exemplare des Präriebisons, etwa 200 davon in Yellowstone als die letzten freilebenden Bisons der Vereinigten Staaten. Bis 1902 fiel die Zahl der Bisons im Yellowstone-Nationalpark auf geschätzt nur noch 22 Tiere. Im gleichen Jahr stellte der Kongress 15.000 US-Dollar für den Kauf einer neuen „zahmen“ Herde für den Park bereit und es wurden im Oktober 21 Bisons gekauft und in ein in der Nähe von Mammoth Hot Springs errichteten Gehege überführt. Als der Schutz des Bisons im Jahr 1901 gesetzlich geregelt wurde, lebten in den USA bereits die letzten Reste der Bisons in Reservaten und die Reste der Prärie-Indianerstämme in Indianerreservationen. 1902 bewilligte der Kongress der Vereinigten Staaten 50.000 Dollar für den Schutz der Bisonherde im Yellowstone-Nationalpark.
Am 8. Dezember 1905 erfolgte im Bronx Zoo (New York) unter Leitung von William Temple Hornaday die Gründung und Sicherung der Finanzierung der Amerikanischen Bison-Gesellschaft (The American Bison Society, kurz ABS) durch im Wildtierschutz engagierte Personen. Die ABS konnte unter Hornaday gerade noch rechtzeitig die Öffentlichkeit für die Arterhaltung des Bisons sensibilisieren. 1907 kam es zu einer Reihe von Anstrengungen zum Bisonschutz: von der US-Regierung wurde im heutigen Wichita Mountains Wildlife Refuge (Oklahoma) ein Bisongatter zur Überführung von fünfzehn Bisons aus der Zucht des Bronx Zoo eingerichtet. Im gleichen Jahr wurden zusätzliche Reservate in Montana, Nebraska und Dakota zur Aussetzung weiterer in Gefangenschaft gezüchteter Bisons gegründet und der Bisonbestand im Yellowstone-Nationalpark wuchs wieder an. Ebenfalls 1907 erwarb auch die kanadische Regierung Bisons (die mit 709 Tieren insgesamt größte in Privatbesitz befindliche Herde) zur Aussetzung im dafür geschaffenen Bisonpark (späterer Buffalo-Nationalpark) bei Wainwright (Alberta), wo der Bestand bis 1920 auf 5000 Exemplare anwuchs. 1915 wurde von der kanadischen Regierung schließlich auch der Wood Buffalo Park (später Wood-Buffalo-Nationalpark) für die geringe Anzahl noch existierender Waldbisons gegründet.
Als im späten 19. und frühen 20. Jahrhundert klassische Wegbereiter der Wissenschaftsdisziplin Ökologie wie Karl August Möbius und Victor Ernest Shelford zerstörerische anthropogene Einflüsse auf die natürlichen Ökosysteme kritisierten und eindringlich für den Naturschutz warben, wurde von ihnen dafür unter anderem das Verschwinden des Bions aus seinem natürlichen Lebensraum für diesen Kontext angeführt:

“Man is the master of all destroyers. Where are the bison, the beaver, the elk, the thousand and one denizens of the primeval forest and prairie?”

### Heutige Situation
Weltweit leben heute rund 500.000 Amerikanische Bisons in privaten landwirtschaftlichen Haltungen. Insbesondere in den USA wird ihre private Haltung, Züchtung und Vermarktung betrieben. Sie dienen in landwirtschaftlicher Haltung vornehmlich der Fleischgewinnung.
Zum Zweck der Fleischerzeugung wurden Amerikanische Bisons auch mit Hausrindern zu sogenannten „Cattalos“ gekreuzt, um größere, leistungsfähigere Tiere zu züchten. Allerdings ist die erste Hybridgeneration (erste Filialgeneration oder {\displaystyle {F_{1}}}-Generation) durch eine verringerte Fruchtbarkeit und Vitalität charakterisiert, vor allem bei den Bullen.

#### Nordamerika
Im Mai 2016 unterzeichnete Präsident Barack Obama den National Bison Legacy Act, der den Amerikanischen Bison neben dem Weißkopfseeadler zum Nationaltier der Vereinigten Staaten von Amerika macht.
Das US-Innenministerium koordiniert ein Programm, mit dem mehrere Behörden des Bundes wie der National Park Service, der US Fish and Wildlife Service und das Bureau of Indian Affairs zusammen mit den Bundesstaaten der Prärieregionen, verschiedenen Indianervölkern und in Abstimmung mit kanadischen Behörden die Wiederansiedlung von Bisons in möglichst vielen Gebieten fördern wollen: In einem Zwischenbericht von 2014 werden 17 Gebiete unter verschiedener Verwaltung genannt, in denen Bisons frei oder in großräumigen Gehegen leben. Insgesamt werden 25 Gebiete auf ihre Eignung hin untersucht, wobei die Gefahr der Übertragung der Brucellose im Vordergrund steht, und Vorgaben für die Ausdehnung der Bestände gemacht.
Der Bundesstaat Montana gestattet aus kulturellen Gründen den konföderierten Stämmen des Umatilla-Indianerreservats, den konföderierten Salish- und Kootenai, den Nez Percé, den Shoshone-Bannock, den konföderierten Stämmen der Yakama- und der Blackfeet Nation heute wieder die (eingeschränkte) Jagd auf Bisons und Elche nördlich des Yellowstone-Nationalparks in Teilen der Absaroka-Beartooth Wilderness. Die Stämme berufen sich dabei auf historische Vertragsrechte. Auch die Absarokee versuchen dieses Recht zu erhalten. Die amtlichen Stellen halten eine Ausweitung jedoch aufgrund der Bestandsgefährdung für nicht geboten. Die Jagd wird grundsätzlich erlaubt, um die Ausbreitung des Bisons außerhalb des Nationalparks zu verhindern. Dies wiederum wird mit der Gefahr begründet, dass die Tiere Brucellose auf Rinder übertragen könnten. Allerdings gab es bisher nur Übertragungen von Elchen zu Rindern.
Eine der größten Initiativen zur sozialen und wirtschaftlichen Entwicklung der Great Plains knüpft an den Bison an. Das Konzept Buffalo Commons ist ein Versuch, Demografie und Geschichte des Mittleren Westens zurückzudrehen zum Status quo der Zeit vor dem massenhaften Einströmen europäischstämmiger Siedler: „Büffel“-Herden sollen wieder zu Hunderttausenden über die weiten Ebenen ziehen und die Grundlage für eine auf nachhaltiger Landwirtschaft und Tourismus beruhenden Ökonomie werden. Anlass ist das absehbare Versiegen der Grundwasservorkommen, die für die kapital- und energieintensive Landwirtschaft mittels Bewässerungsfeldbau benötigt werden.

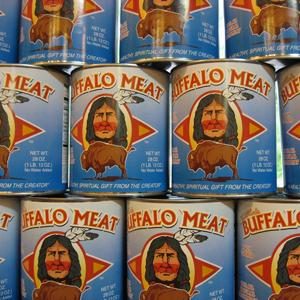
Bisonfleisch in Dosen

Amerikanische Bisons werden in Kanada gerne zur Erzeugung von magerem Fleisch gezüchtet, können jedoch nicht als domestiziert angesehen werden. Bisonfleisch erfreut sich in Amerika inzwischen wieder zunehmender Beliebtheit, auch als „Bio-Alternative“ zu Rindfleisch, auch in Europa wird es populärer. Die geringen Anforderungen der Bisons an ihre Nahrungsgrundlage bei guten Fleischpreisen lassen Bison-Ranches auch unter dem Aspekt des Klimaschutzes als vorteilhaft erscheinen. Größter Züchter von Büffeln ist der pensionierte Medienmanager Ted Turner, der zugleich zweitgrößter privater Landeigentümer in den USA ist. Er baut seit den 1970er Jahren Herden auf und vermarktet Bisonfleisch in seiner eigenen Restaurantkette Ted’s Montana Grill.

#### Ansprüche und Bedingungen für Haltung und Zucht in Europa
Der amerikanische Bison gehört zu den wenigen nordamerikanischen Säugetierarten, die in vielen europäischen Tiergärten gezeigt werden. Der Präriebison wird heute in über 100 europäischen Zoos, Tier- und Wildparks sowie allein in Deutschland und in der Schweiz in rund drei Dutzend Landwirtschaftsbetrieben gehalten, der Waldbison dagegen lediglich in etwa 15 öffentliche Einrichtungen. Eine 1992 in Frankreich durchgeführte Umfrage ergab, dass 50 Prozent der befragten Zoos Bisons hielten. Bis mindestens in die erste Hälfte des 20. Jahrhunderts hinein kam es zwischen den weltweiten Tiergärten zu keinem Austausch von Bisonindividuen und somit auch nicht zu deren genetischen Austausch.

##### Gehegehaltung
Mindestanforderungen an Gehege für die Haltung Amerikanischer Bisons ergeben sich beispielsweise in Deutschland nach dem sogenannten „Säugetiergutachten 2014“ (offiziell: „Gutachten über Mindestanforderungen an die Haltung von Säugetieren“) des Bundesministeriums für Ernährung und Landwirtschaft (BME), in Österreich nach der 2. Tierhaltungsverordnung oder in der Schweiz nach der Tierschutzverordnung (TSchV).
Auch außerhalb Nordamerikas werden heute Bisons zur Fleischproduktion gehalten. Die Bisonhaltung erfolgt hinter 1,60 m hohen Zäunen, wo bei den Zaunpfählen eine hohe Standfestigkeit vorhanden sein muss, damit sie nicht von einem Bullen umgedrückt werden können. Um Stress eines Transports zum Schlachthof zu vermeiden, werden Bisons meist auf der Weide per Gewehrschuss getötet. Bei der Schlachtung haben Bisonbullen in Deutschland ein Lebendgewicht von 515 kg, Bisonfärsen (Weibchen) von 475 kg. Die Schlachtausbeute (verwertbares Fleisch) beträgt bei Bullen 50,8 % und bei Färsen 51,9 %. Neben einem Direktfleischverkauf wird Bisonfleisch in Deutschland auch in Fleischkonserven und nach Verarbeitung als verschiedene Wurst- und Räuchersorten verkauft. Seit 2004 gibt es den Deutschen Bisonzuchtverband.

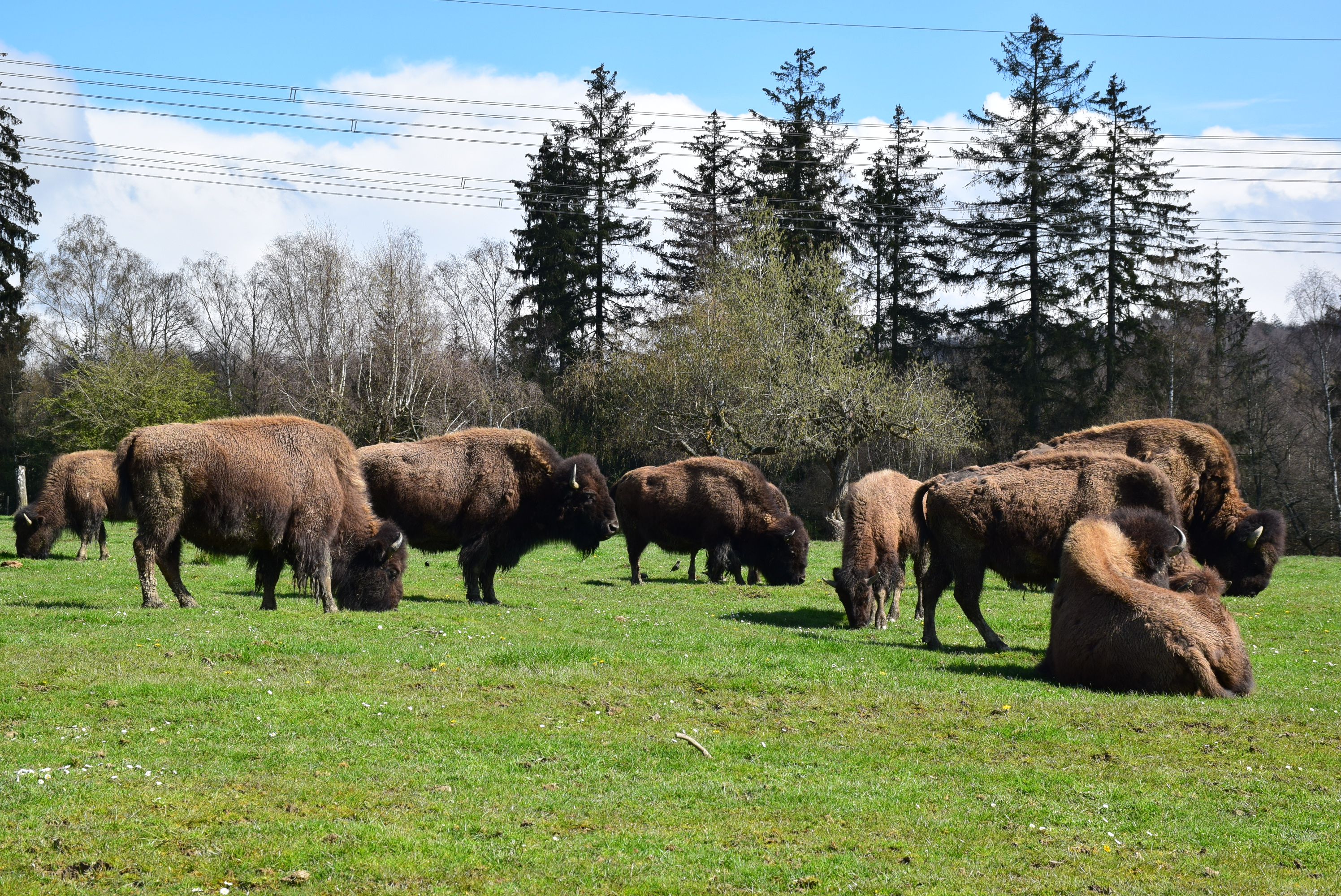
Eine Gruppe Amerikanischer Bisons im Tierpark Rheinböllen, einem Wildpark in Deutschland (Foto: April 2023)

Der Amerikanische Bison ist wie der in Europa heimische Wisent auch für die Haltung in Wildgehegen geeignet und kann wie dieser bei Vorhandensein einfacher Schutzhütten ganzjährig im Freien gehalten werden. Tatsächlich wird der Amerikanische Bison heute auch wie der Wisent in zahlreichen Wildgehegen gehalten. Aus Gründen der Tiergerechtheit sollte die Haltung in Wildgehegen wie bei allen Rindern in Form einer Zuchtgruppe erfolgen, in der ein adulter Bulle mehrere Kühe samt ihrer Kälber führt. Von weiblichen Tieren separat gehaltene Bullengruppen sind möglich, werden aber nicht empfohlen. Die oft in der Haltung von Bison und Wisent als Einfriedungsmaterial verwendeten Stahlmatten (Betonstahlmatten) sind zwar kostengünstig im Fachhandel beziehbar, bergen aber eine hohe Verletzungsgefahr für die Tiere und können weitere Nachteile aufweisen. Für den beim Bison wie auch beim Wisent selten nachgewiesenen bovinen Typ der Tuberkulose herrscht Anzeigepflicht, so dass aufgrund der in der Vergangenheit aufgetretenen, spektakulären Mycobacterium bovis-Infektionen Wildgatter und Wildgehege eine aufmerksame Überwachung auf mögliche Krankheitsausbrüche erfordern.
Amerikanische Bisons, die in Europa privat gezüchtet werden, können sich leicht mit Wisenten kreuzen und fruchtbare Nachkommen mit ihnen hervorbringen. Bei solchen erfolgreichen Kreuzungen zwischen Amerikanischem und Europäischem Bison sollen die männlichen Nachkommen nicht nur fruchtbar, sondern auch kräftiger als die Eltern gewesen sein. Es besteht wegen dieser leichten Kreuzbarkeit eine in ihrem Ausmaß schwer einzuschätzende Möglichkeit, dass privat gezüchtete Hybride von Amerikanischem Bison und Wisent die genetische Integrität des Wisents und damit die Bemühungen zu dessen Bestandswiederherstellung beeinträchtigen könnten. Aufgrund der Kreuzbarkeit von Wisent und Amerikanischem Bison wird vor einer Hybridisierung beider Arten miteinander in der Wildgehegehaltung gewarnt. Ein aus beiden Arten hybridisierter und aus Askanija-Nowa in der heutigen Ukraine stammender Bestand (sogenannte „Hochlandlinie“), dessen Genpool zu 95 Prozent aus dem Wisent stammt, wurde 1940 im Kaukasischen Biosphärenreservat (vollständiger Name: Кавка́зский государственный природный биосферный запове́дник имени Христофора Шапошникова) in der heutigen Russischen Föderation ausgewildert, gedieh in der Folge gut und erreichte 1991 bereits einen Höchststand von 1500 Tieren. Während der Kaukasische Wisent oder Bergwisent 1927 ausgerottet worden war und seine Gene nur in einem einzelnen Bullen in Deutschland überdauerten und an dessen Nachkommen weitergegeben wurden, besteht die heutige Population des als „Kaukasischer Wisent“ apostrophierten Bestandes also aus Hybriden zwischen Wisent und Amerikanischem Bison, doch muss bei der Beurteilung des taxonomischen Status berücksichtigt werden, dass der genetische Einfluss des Amerikanischen Bisons nach vorläufigen Berechnungen mit 5 Prozent begrenzt ist und sich der heutige „Bergwisent“ im Habitus bereits unter dem Einfluss natürlicher Selektion an den ausgerotteten Kaukasischen Wisent angeglichen hat, so dass er von letzterem im äußeren Erscheinungsbild nicht mehr zu unterscheiden ist.
Während Präriebisons gegen Sonnenbestrahlung unempfindlich sind, müssen für den Waldbison (ähnlich wie für den Wienst) schattige Gehege zur Verfügung stehen, die bei starker Sonnenbestrahlung durch beschattete Plätze Schutz bieten. Wenn nicht ganz auf Stallhaltung verzichtet wird, können Wisent- und Bisonkühe zwar in geräumiger Innenstallung auch zusammen gehalten werden, doch wird die früher übliche Gemeinschaftshaltung in einem einzigen Stall heute nach Möglichkeit vermieden und jedem Tier der Gruppe stattdessen eine eigene Stallbox für die Einzelfütterung zur Verfügung gestellt, die aber durch Gitter im oberen Teil der Stalltrennwände visuellen Kontakt zu den Herdenmitgliedern in den benachbarten Stallboxen ermöglichen sollte. Zwar sind solide Behausungen erforderlich, doch kann in der kalten Jahreszeit für die winterharten Amwerikanischen Bisons – ähnlich wie beispielsweise auch für Wisente oder manche ursprünglichen Hausrindrassen – auf eine Beheizung der Ställe und weitgehend auch auf eine Stroheinstreu verzichtet werden.
Wie verschiedene andere Rinder lässt sich auch der Amerikanische Bison mit anderen Rindern vergesellschaften, wobei zu beachten ist, dass nur ein Bulle je vergesellschafteter Gruppe vorhanden sein darf. In der Vergesellschaftung kommt es häufig zu Kreuzungen, bei der zwischen Amerikanischem Bison (ähnlich wie beim Wisent) und Hausrind nicht selten fruchtbare Nachkommen gezeugt werden. Der Amerikanische Bison kann in Tiergärten in Vergesellschaftung auch mit nicht zu den Rindern gehörenden Tierarten gehalten werden, obgleich die Haltung von Wildrindern mit anderen Tierarten in einem gemeinsamen Gehege allgemein seltener erfolgt als mit anderen Rindern. So kommt es beispielsweise gelegentlich zur Gemeinschaftshaltung mit Wildtierarten wie Präriehundarten (Gattung Cynomys), Amerikanischem Schwarzbär (Ursus americanus), Weißrüssel-Nasenbär (Nasua narica), Halsbandpekari (Pecari tajacu), Wapiti (Cervus canadensis), Elch (Alces alces), Kanadagans (Branta canadensis) oder Wildtruthuhn (Meleagris gallopavo), sowie mit Haustieren wie dem Lama (Lama glama). Die Vergesellschaftung von Schwarzbären mit Amerikanischen Bisons wird auch im „Säugetiergutachten 2014“ ausdrücklich als Möglichkeit genannt. In großen Anlagen mit einer Fläche über 1500 Quadratmetern können Amerikanische Bisons zudem beispielsweise mit Gabelböcken (Antilocapra americana) vergesellschaftet werden. Auch für die Vergesellschaftung mit Rindern ist eine solche Gehegegröße geeignet.
Um Schäden oder Verluste zu vermeiden, werden für den Transport von Amerikanischen Bisons wie für Huftiere allgemein Holzkisten eingesetzt, die der Körpergröße des Tieres möglichst gut angepasst sind, so dass die Tiere darin in normaler Haltung stehen und sich niederlegen, jedoch nicht Schwung holen oder in senkrechter oder waagerechter Richtung umdrehen können. Für den Transport erwachsener Amerikanischer Bisons betragen die Abmessungen der in diesem Fall massiven und zur Drucksicherung durch Winkeleisen verstärkten Transportkisten in der Länge 2,8 Meter, in der Breite 0,96 Meter und in der Höhe 2 Meter, beziehungsweise für halbwüchsige Tiere 2,2 Meter, 0,86 Meter und 1,8 Meter. Sie entsprechen damit den auch bei Wisent oder Gaur eingesetzten Kisten.

##### Umgang und Sicherheit
Der Umgang mit Bisons erfordert wie der mit anderen Wildrindarten sowohl Wissen über die Eigenschaften und das spezifische Verhalten der Art, als auch Wissen über den individuellen Charakter der Tiere. Die Deutsche Gesetzliche Unfallversicherung (DGUV) ordnet den Bison (in beiden Geschlechtern) ähnlich wie den Wisent in ihrer „Branchenregel“ zur „Branche Wildtierhaltung“ in die höchste Schadenskategorie von Tieren als „besonders gefährliches Tier“ ein (mögliche Verletzungsfolgen reichen bis zu tödlich, Schadensziffern 7 bis 9).
Nach außen gerichtete Sicherheitsmaßnahmen bestehen in der Umfriedung der Außengehege mit starken Stabstahlgittern oder Stahldrahtgittern, die die Rückenhöhe der Tiere wegen deren guter Sprungfähigkeiten um 30 bis 50 Zentimeter überragen sollte. Zur Vermeidung von Gittern werden in Schauanlagen auch oft Trocken- oder Wassergräben mit geeigneten Dimensionen eingesetzt.
Innerhalb des Geheges sind Sicherheitsmaßnahmen unter anderem in Form angepassten Verhaltens notwendig. Allgemein sollten Gehege von Bisons wie die anderer Wildrindarten in Anwesenheit der Tiere nicht vom Menschen betreten werden, da besonders Bullen und Kühe mit neugeborenen Kälbern oder in Gegenwart von in Paarungsstimmung befindlichen Kühen eine Gefahr für den Menschen darstellen. Zwar gilt der Bison wie der Wisent als weniger angriffslustig als etwa Kaffernbüffel und duldet den direkten körperlichen Kontakt mit dem Menschen etwa in gleicher Häufigkeit wie es zu Angriffen kommt, doch können selbst als wenig angriffsfreudig geltende Wildrindarten oder Exemplare und sogar zahme Tiere oft unberechenbar reagieren. Beim Betreten der Außengehege trotz Anwesenheit der Tiere sollte der Mensch deren Verhalten im Vorfeld und im weiteren Verlauf aufmerksam verfolgen, da Wildrindarten vor einem Angriff ihre aggressive Intention oftmals durch Imponier- oder Drohverhalten anzeigen. Neben besonderer Umsicht im Umgang mit Müttern von neugeborenen Kälbern ist es auch wichtig, gegenüber Jungtieren eine Respektposition zu behaupten, insbesondere bei männlichen Jungtieren. In keinem Fall sollte ein Gehege betreten werden, wenn dort ein Tier seine aggressive Stimmung durch Verhaltensweisen zu erkennen gibt, etwa durch besondere Körperhaltung wie Aufstampfen mit den Vorderläufen, niedergehaltenen Kopf und langsamen steifen Gang, oder aber durch besondere Lautäußerungen wie wütendes Gebrüll und andere Drohlaute.
Als bauliche Sicherheitsmaßnahme innerhalb der Gehege können vor den Ställen Vorgehege errichtet werden, um eine isolierte Haltung von Kühen mit sehr jungen Kälbern oder von adulten Exemplaren mit aggressiver Stimmung zu ermöglichen. Als eine weitere bauliche Sicherheitsmaßnahme, die sowohl dem Schutz der beteiligten Menschen, als auch dem zu behandelnder Tiere dient, können Zwangsstände eingesetzt werden, um die Bisons für die Behandlung zu fixieren, wie etwa für die Verabreichung von Wurmkuren.

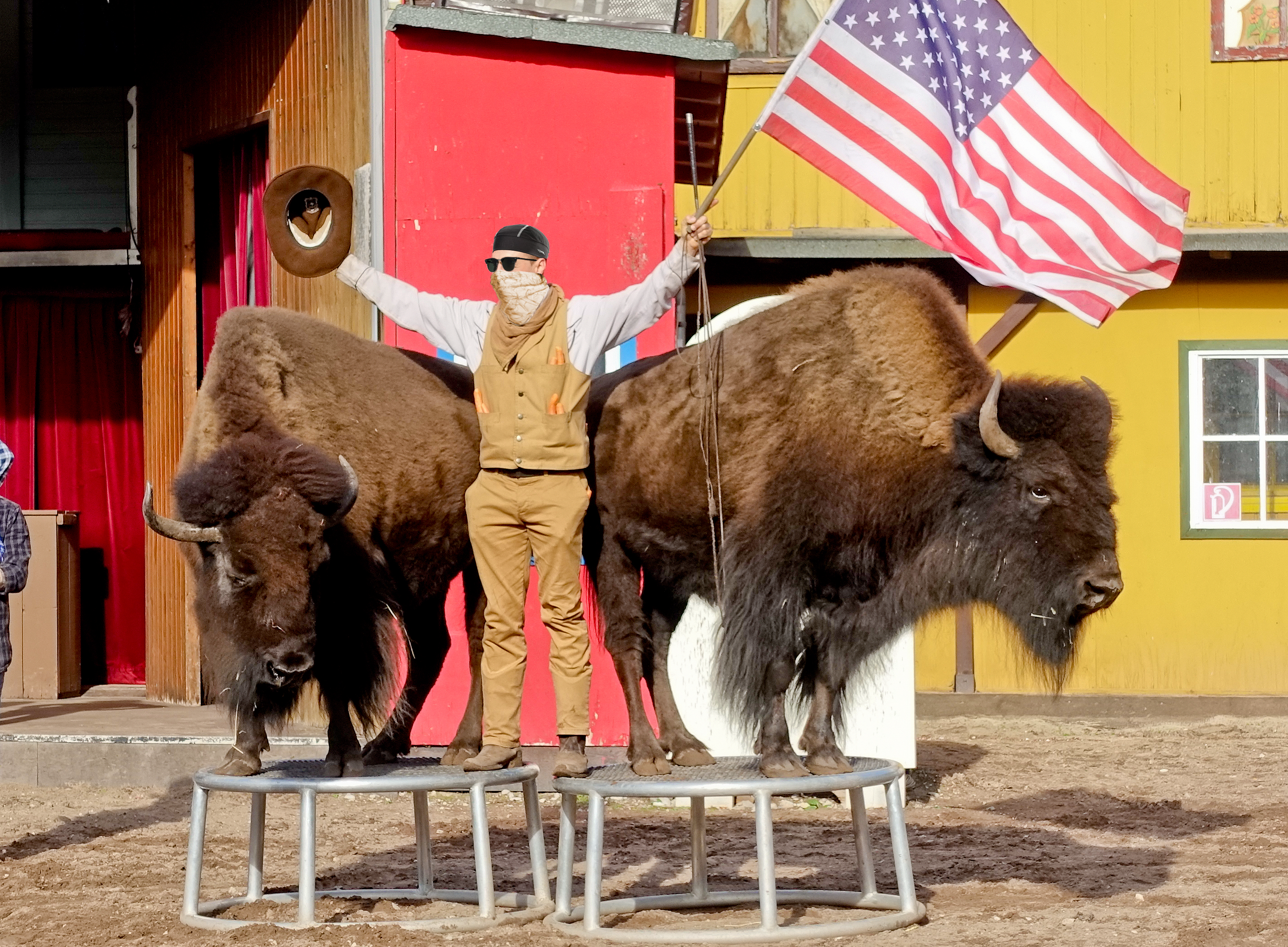
Bisonshow im Safariland Stukenbrock (NRW)

Wie die Bisonshow im Safariland Stukenbrock in Nordrhein-Westfalen zeigt, können Bisons auch „gezähmt“ und „dressiert“ werden. Nach einer TV-Reportage soll der dortige Dompteur einer von weltweit drei Menschen sein, die dies erfolgreich versucht haben.

##### Futter
Grundsätzlich können Amerikanische Bisons mit üblichem Rinderfutter (dazu gehören Futterrüben) gefüttert werden, während das angebotene Rauhfutter in der Regel aus gewöhnlichem Wiesenheu besteht. Während aber der Präriebison als Grasfresser mit Wiesenheu bereits auskommt, sollten insbesondere für den Waldbison (ähnlich wie beim Wisent) auch viel belaubte Zweige angeboten werden. Im Sommer wird reichlich Grünfutter angeboten, das in ausreichender Menge Spurenelemente wie Kupfer enthalten sollte, wenn diese nicht in anderer Form zugefüttert werden. Als Kraftfutter (insbesondere auch für hochtragende und laktierende Kühe) dienen insbesondere Pflanzfresserpellets und Quetschhafer. Auch Mineralstoffe und Vitamine werden zugegeben. Die Zusätze können auch in pelletierter Form angereicht werden.

### Webseiten
- Bison bison in der Roten Liste gefährdeter Arten der IUCN 2017. Eingestellt von: Aune, K., Jørgensen, D. & Gates, C., 2016. Abgerufen am 22. Februar 2024.
- National Bison Association: bisoncentral.com
- Deutscher Bisonzuchtverband e. V.: bison-zuchtverband.de

### Videos
- Video: Bison bison - Schritt. Institut für den Wissenschaftlichen Film (IWF) 1954, zur Verfügung gestellt von der Technischen Informationsbibliothek (TIB), doi:10.3203/IWF/E-13.
- Mai mit Biss. (YouTube-Video – 2:57 Min.) Kampf der Bisons. National Geographic Deutschland, 20. Mai 2021.
- Why the US Army tried to exterminate the bison. (YouTube-Video – 8:14 Min.) Vox.com, 30. Juli 2021 (Mit Transkript).

Im Video kommt die Journalistin und Publizistin Dina Gilio-Whitaker zu Wort. Als weitere Quellen dienen Beiträge von Alan Braddock, David D. Smits und Robert Wooster.

### TV-Dokumentationen
- Michael McKennirey (Regie), Boyce Richardson (Co-Regisseur): The Great Buffalo Saga. (YouTube-Video – 55:52 Min.) NFB, 1985 (englisch, Dokumentarfilm, Kanada 1985).

Im Dokumentarfilm kommen als Experten unter anderem der Ökologe und Naturschützer William Albert Fuller (University of Alberta) zu Wort, ebenso wie der Wildtierwissenschaftler Nicholas S. Novakowski (Canadian Wildlife Service), der Ende der 1950er Jahre die letzte freilebende Herde von Waldbisons entdeckt hatte.
- Ken Burns: Der Amerikanische Bison (1/2). (YouTube-Video – 1:49:53 Std.) Seele der Prärie. ARTE, 23. März 2024 (Dokumentarfilm, USA 2023, TV-Ausstrahlung am 28. April 2024, verfügbar bis zum 18.05.2024).
- Ken Burns: Der Amerikanische Bison (2/2). (YouTube-Video – 1:51:58 Std.) Rückkehr eines Symboltiers. ARTE, 24. März 2024 (Dokumentarfilm, USA 2023, TV-Ausstrahlung am 28. April 2024, verfügbar bis zum 18.05.2024).

In dem Dokumentarfilmzweiteiler kommen unter anderem Autoren von Büchern zur Geschichte des Amerikanischen Bisons in Nordamerika zu Wort, wie etwa der Historiker Andrew C. Isenberg oder der Anwalt und politische Analyst Michael Punke. Weitere Berater sind der Biologe und Programmdirektor der Wildlife Conservation Society Keith Aune, der Geschäftsführer der Wind River Tribal Buffalo Initiative Jason Baldes, der Mandan-Hidatsa Gerard Baker, der Historiker Colin Gordon Calloway, die Historikerin Sara Dant, der Historiker Dan Flores, die Umwelthistorikerin Rosalyn LaPier, der Wildbiologe und Viehzüchter Dan O’Brien, der Historiker Geoffrey C. Ward und der Historiker Elliott West.